# Андаманське море
Андам́анське м́оре (бенг. আন্দামান সাগর; гінді अंडमान सागर; бірм. မုတ္တမ, тай. ทะเลอันดามัน, малай. Laut Andaman) — напівзамкнене окраїнне море на північному сході Індійського океану, між півостровами Індокитай і Малакка на сході, грядою Андаманських і Нікобарських островів на заході й островом Суматра на південному заході. Площа 605 тис. км². Середня глибина 1096 м, найбільша — 4198 м. Об'єм води 631 тис. км³. Солоність морської води 30,0—33,0 ‰. Клімат субтропічний з мусонною циркуляцією. Температура поверхневих вод протягом року коливається слабко, у межах +26…+29 °C. Море з давніх часів слугувало транспортним коридором між Індією та Індокитаєм і Китаєм. У наш час воно годує рибою і морепродуктами населення прибережних країн, приваблює іноземних туристів власним теплим кліматом і чудовим підводним світом коралових рифів. Під час останнього значного цунамі 2004 року риболовецька і туристська індустрії зазнали значних втрат.

## Назва
Назва моря походить від назви архіпелагу Андаманських островів, які, в свою чергу, отримали назву від малайського божества Андумана (малай. Hunduman).

## Фізико-географічне положення
За географічним положенням і гідрологічними умовами, відмінними від океану, з яким море обмінюється водами, воно належить до типу материкових окраїнних морів (південно-східна Азія). Море є східною частиною Бенгальської затоки, відділене грядою Андаманських і Нікобарських островів, що простягається на 1200 км з півночі на південь і на 645 км із заходу на схід, між паралелями 18° і 6° північної широти і меридіанами 92° і 99° східної довготи. Площа акваторії моря 605 тис. км².

### Межі й протоки

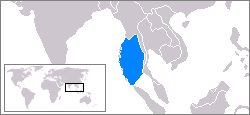
Акваторія Андаманського моря

Острови й протоки Андаманського моря

Море обмежене як природними рубежами, так і має кордони, що визначаються умовними лініями. Згідно з визначенням меж акваторій Світового океану Міжнародною гідрографічною організацією (англ. International Hydrographic Organization) кордони моря наступні:
- На півночі і північному сході води Андаманського моря омивають узбережжя М'янми.
- Н сході — Таїланду і Малайзії (перешийок Кра, півострів Малакка).
- На південному сході межею моря слугує лінія, що з'єднує мис Воалан (англ. Lem Voalan; 7°45′28″ пн. ш. 98°18′39″ сх. д. / 7.75778° пн. ш. 98.31083° сх. д.) на острові Пхукет (Таїланд), і мис Педропунт (англ. Pedropunt; 5°39′24″ пн. ш. 95°26′01″ сх. д. / 5.65667° пн. ш. 95.43361° сх. д.) в провінції Ачех на Суматрі (Індонезія).
- На південному заході кордон прямує від мису Оеджонг Раджа (англ. Oedjong Raja; 5°31′39″ пн. ш. 95°11′37″ сх. д. / 5.52750° пн. ш. 95.19361° сх. д.) на Суматрі до острова Бреу (індонез. Pulau Breueh; 5°45′13″ пн. ш. 95°03′21″ сх. д. / 5.75361° пн. ш. 95.05583° сх. д.) і далі через протоку Грейт-Чаннел (Нікобарська) до Великого Нікобару і далі через Західні острови Нікобарської групи і протоку Десятого Градуса, що відділяє Нікобарські острови від Андаманських, до Санді-Пойнт (англ. Sandy Point; 10°31′59″ пн. ш. 92°22′57″ сх. д. / 10.53306° пн. ш. 92.38250° сх. д.) на острові Малий Андаман. Таким чином, всі протоки належать до Андаманського моря (найбільша — Дункан).
- На північному заході кордон прямує через великі острови Андаманської групи і острів Препаріс (М'янма), протоками Південний і Північний Препаріс, до мису Неграйс (16°02′31″ пн. ш. 94°11′28″ сх. д. / 16.04194° пн. ш. 94.19111° сх. д.) на материковій М'янмі. Таким чином, всі протоки між островами належать до Андаманського моря (найбільша — Сомбреро).

На південному сході Андаманське море звужується, утворюючи на континентальному шельфі неглибоку Малаккську протоку, що відокремлює Малайський півострів від острова Суматра і поєднує з водами Південно-Китайського моря Тихого океану. Це звуження на морських картах відносять до широкої акваторії Малаккської протоки, що розглядається як окрема одиниця Світового океану, хоча з фізико-географічного погляду саму протоку можна розглядати як частину Андаманського моря.

### Острови
В Андаманському морі розташований ряд архіпелагів з численними групами невеличких островів:
- Нікобарські острови (гінді निकोबार द्वीप समूह; 1841 км²) відділяють море від вод Бенгальської затоки на південному заході. 22 острови, найбільші з яких: Великий Нікобар (1045 км²), Каморта (188 км²), Катчалл (174 км²), Малий Нікобар (159 км²), Кар-Нікобар (127 км²). Належать Індії.
- Андаманські острови (гінді अंडमान द्वीप; 6500 км²) відділяють море від вод Бенгальської затоки на північному заході. Більш як 200 островів, найбільші з яких: Середній Андаман (1535 км²), Північний Андаман (1376 км²), Південний Андаман (1348 км²), Малий Андаман (734 км²). Належать Індії, найпівнічніші острови, Великий (20,5 км²) і Малий Кокосовий належить М'янмі.
- Острів Препаріс (8,1 км²) між Андаманськими островами й мисом Неграйс. Належить М'янмі.
- Вулканічні острови відкритого моря — Баррен (гінді बैरन द्वीप; 5 км²) і Наркондам (гінді नर्कोन्दम द्वीप; 9 км²). Належать Індії.

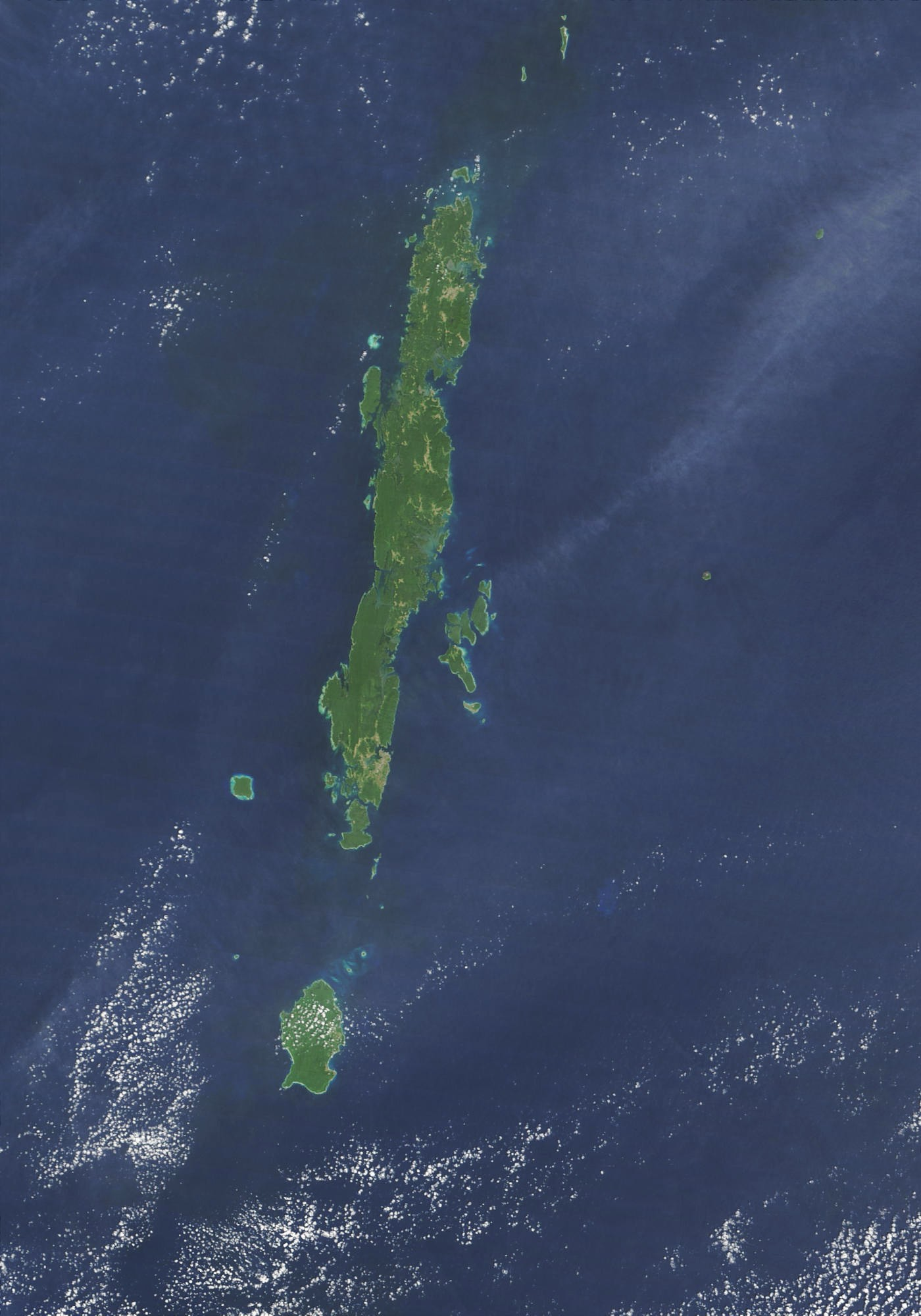
Андаманські острови
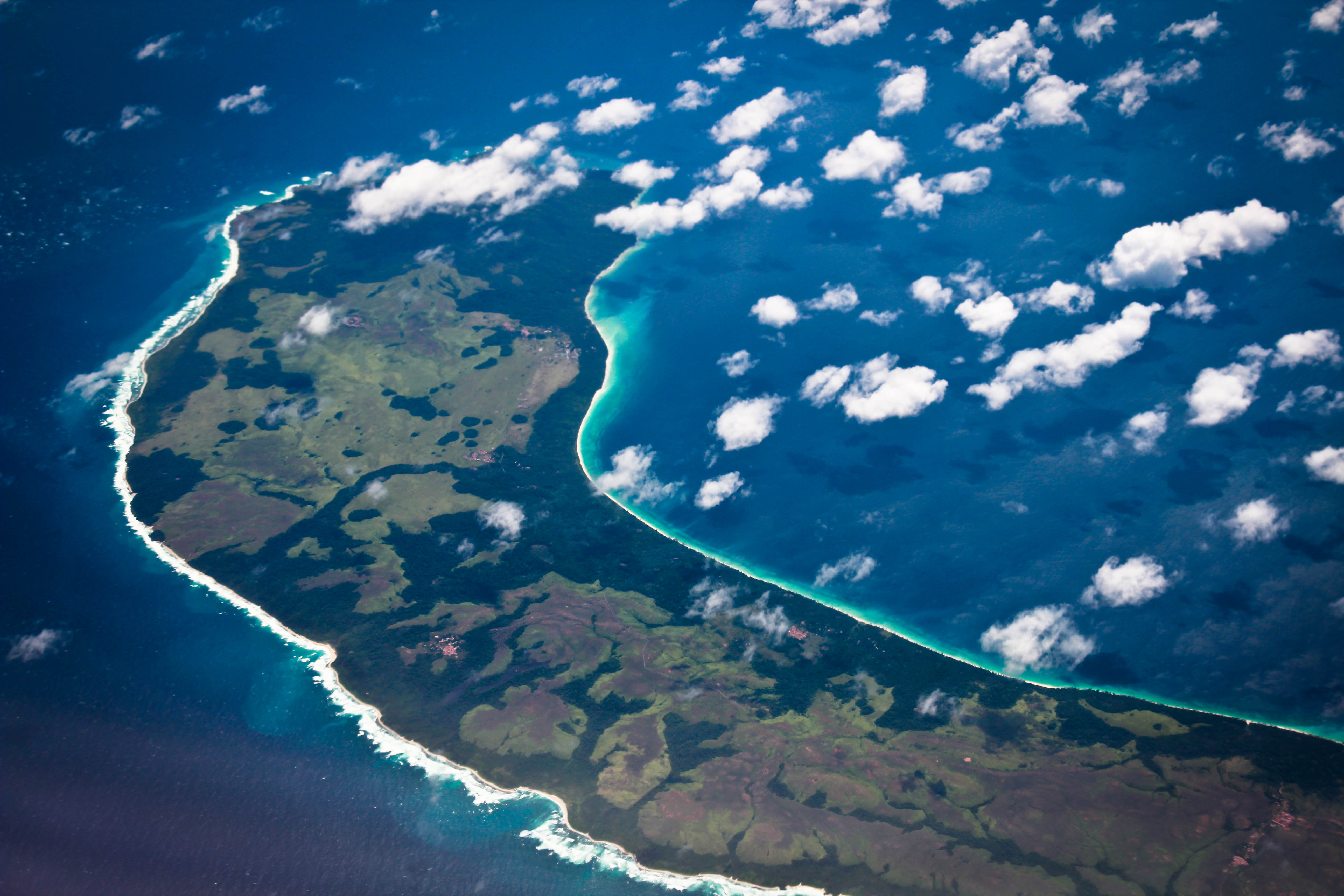
Острів Тересса, Нікобарські острови
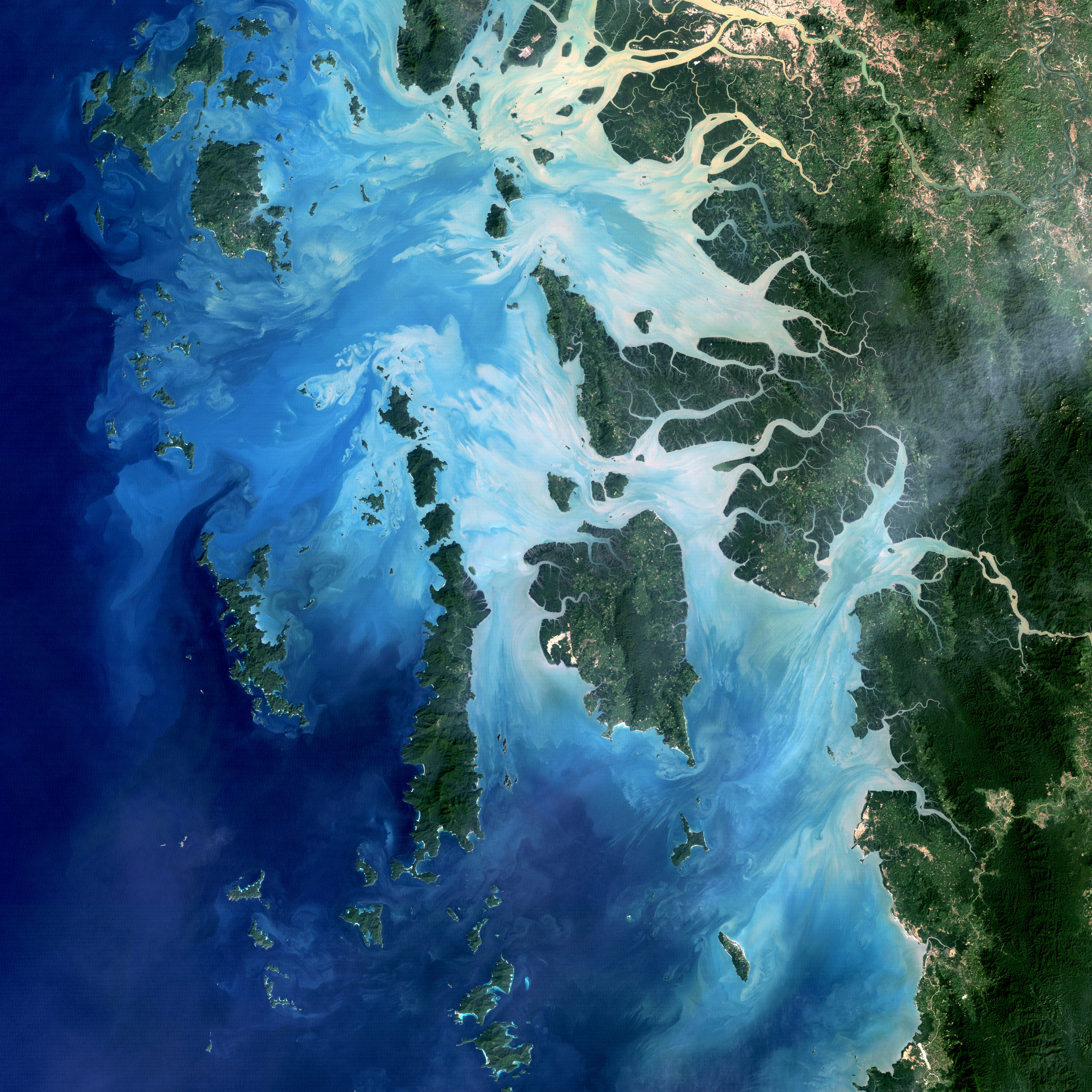
Острови Мергуї
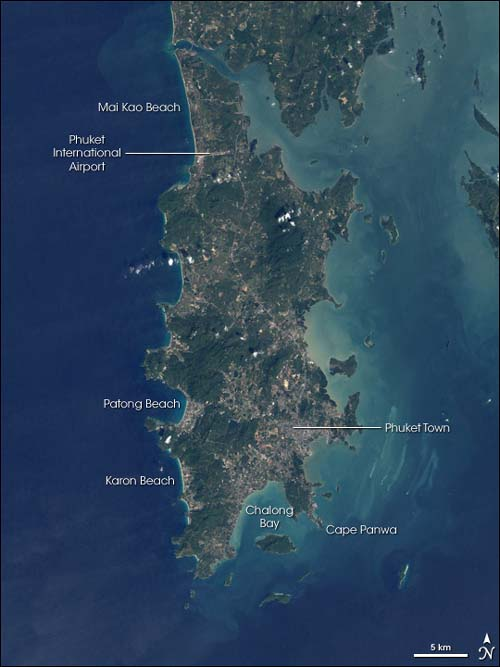
Острів Пхукет
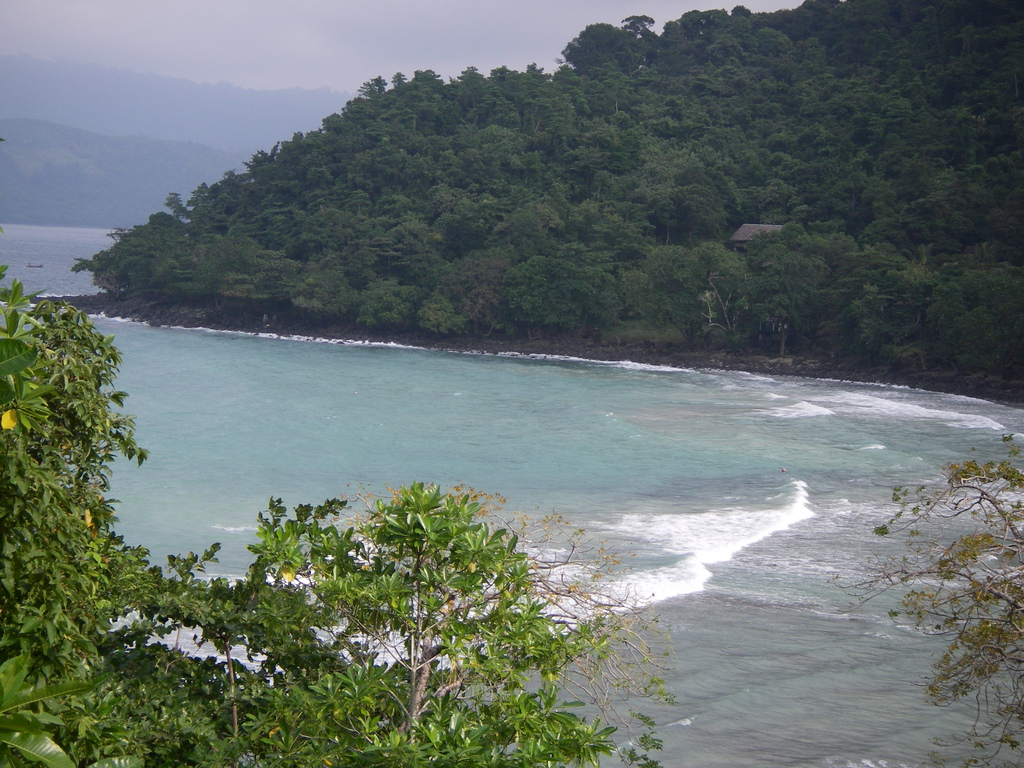
Острів Ве
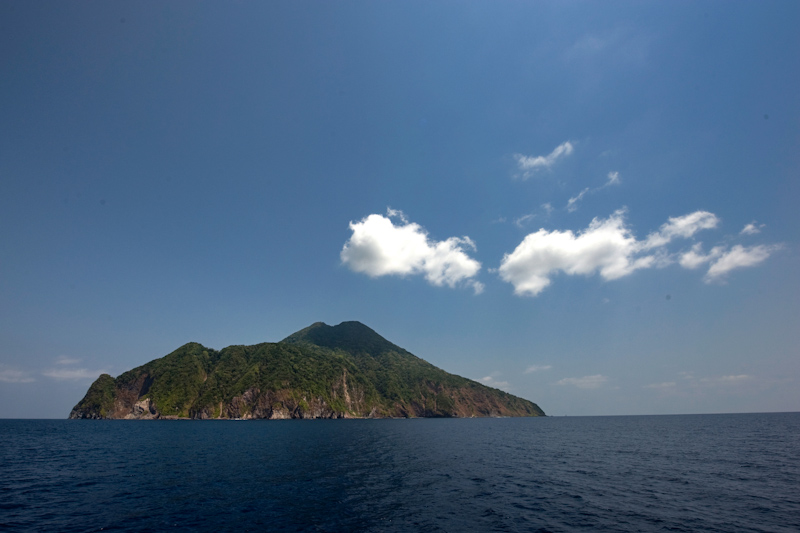
Острів Наркондам

- Острови Москос. Чотири невеликі групи островів поблизу східного узбережжя загальною площею 49 км². Належать М'янмі.
- Архіпелаг Мергуї (бірм. မြိတ်ကျွန်းစု), або М'єй поблизу східного узбережжя. Більше 800 островів різного розміру, найбільші з яких: Кадан (450 км²), Канмав (410 км²), Ленсур (250 км²), Ланбі (188 км²), Задеткій (176 км²). Належать М'янмі.
- Острів Пхукет (тай. ภูเก็ต; 543 км²) поблизу південно-східного узбережжя. Належить Таїланду.
- Острови північної околиці Суматри: Ве (індонез. Pulau Weh; 60 км²), Бреу, Насі. Належать Індонезії.

### Береги
- Північні береги Андаманського моря мають генеральне широтне простягання. Від мису Пуріян і до міста Молом'ян береги потамогенні дельтові, сформовані дельтами Іраваді (31 тис. км²) і Салуїна. Тут численні низовинні (до 16 м) акумулятивні острови піщано-мулистих наносів, прорізані численними протоками й гирлами річок, заболочені ділянки яких вкриті мангровими хащами[13]. Дельта Іраваді росте в море зі швидкістю 50 м на рік[14]. У цій частині моря лежить єдина велика затока — Моутама, або Мартабан (бірм. မုတ္တမပင်လယ်ကွေ့).
- Від Молам'яйна далі на південь східні береги Андаманського моря мають субмеридіональне простягання, це корінні тектонічні береги ерозійного розчленування, з розвитком у деяких місцях далматинського типу берегів (район міст Є, Тавой). Лише в бухтах присутні пляжі, а в гирлах невеличких річок акумулятивні процеси[13].
- Починаючи від архіпелагу Мергуї, береги формуються хвильовими процесами, це переважно вториннорозчленовані абразійно-акумулятивні бухтові береги. Береги вкриті тропічною рослинністю, заболочені ділянки манграми, зрідка присутні пляжі[13]. Береги з моря оточують численні острови, мілини й коралові рифи віком 33-36 тис. років, що утворюють острови (дуже рідко атоли), бар'єри, обрамляють невеличкі лаколіти[15].
- Береги південної частини Малаккського півострова потамогенні заболочені алювіальні. У процесі їхнього формування значну роль відіграють тверді наноси морських течій з Малаккської протоки. Тут вздовж берега поширені підводні й берегові вали, зрідка коси[13]. Морське хвилювання, особливо під час мусонів призводить до переміщення акумулятивного матеріалу в бік суходолу, внаслідок чого лагуни звужуються[16]. Молода голоценова морська тераса розвинена повсюдно, на ній відмічаються серії берегових валів заввишки 2,5—6 м у зоні 0,15—3 км[16]. На півострові Малакка досить чітко відстежуються древні берегові лінії на висотах 6, 10—12, 16—18, 30—33, 50 і 75—80 м[16].

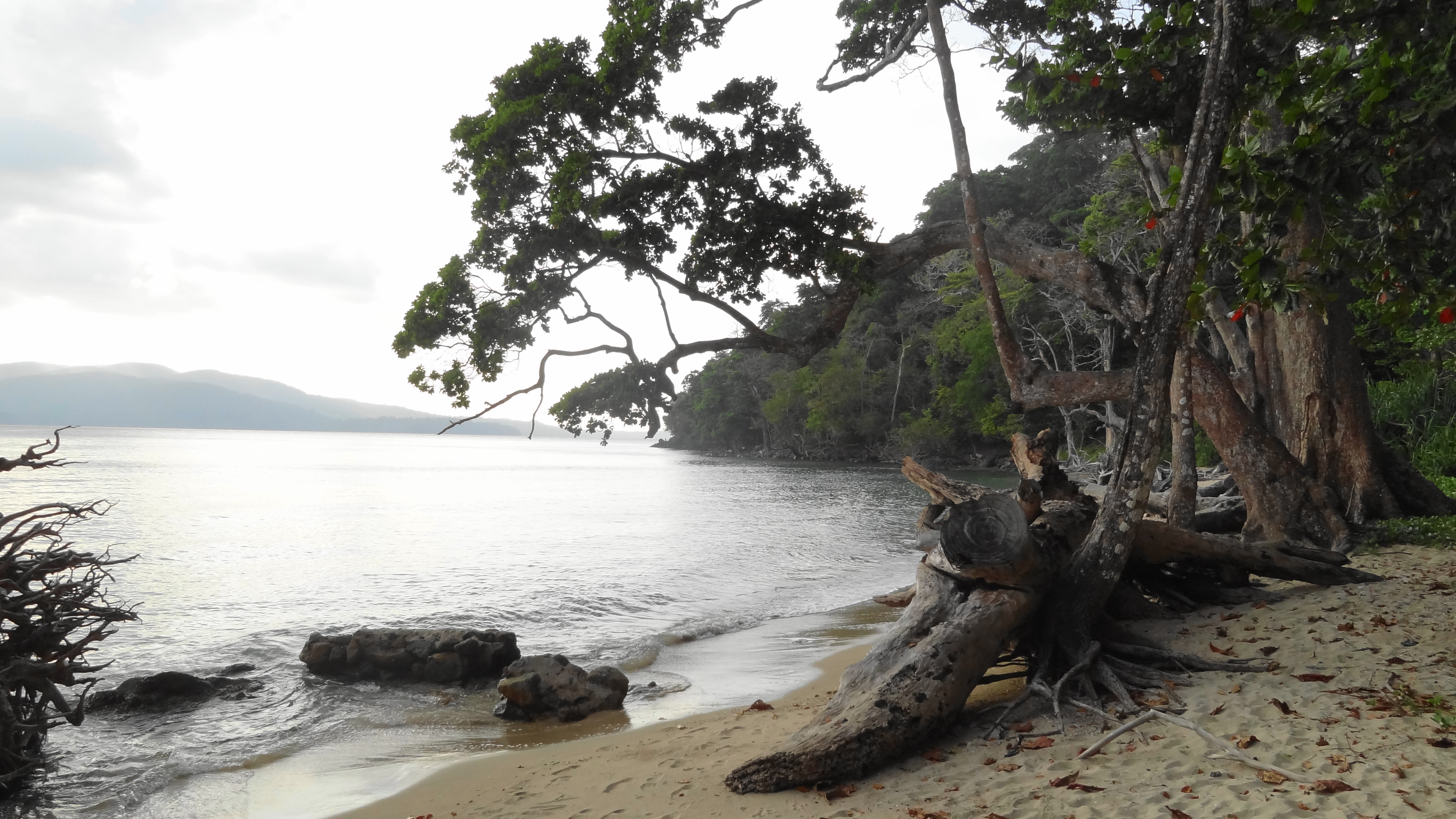
Андаманське узбережжя
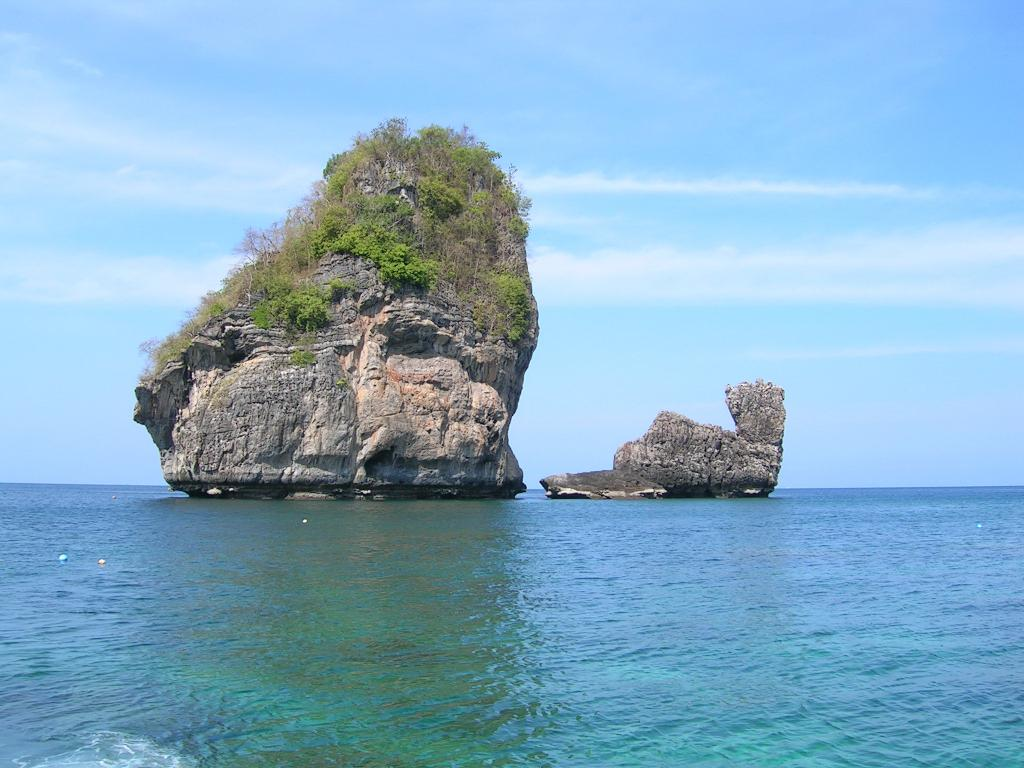
Узбережжя Таїланду
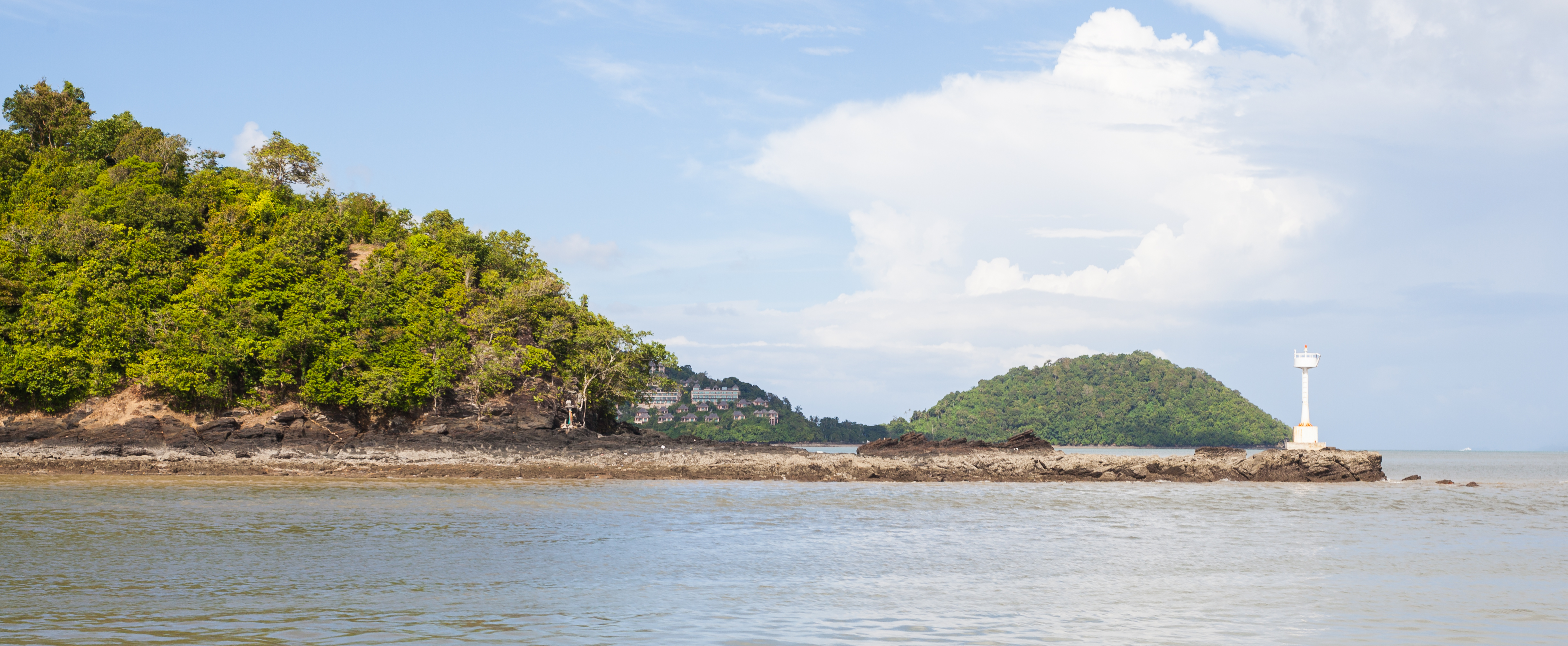
Узбережжя Таїланду

- Північні береги острова Суматра низовинні заболочені, густо вкриті мангровими заростями.
- Андаманські, Нікобарські острови на заході оточені кораловими рифами, мають як вулканічні скелясті узбережжя, так і пляжі, вкриті кораловим піском.

### Річковий стік
Материковий річковий стік приурочений до північної й північно-східної частини моря. Річний стік річок становить більше 1 м прісної води на всю площу моря. Живлення річок суто дощове з максимумом влітку. Для незначної кількості південних річок максимум зміщується ближче до осені. Твердий стік значний в північній акваторії, лише Іраваді щорічно виносить 250 млн тонн.
- Іраваді (бірм. ဧရာဝတီမြစ်) — найбільша річка басейну утворює значну дельту, вкриту мангровими заростями, на північному узбережжі. Довжина — 2170 км, площа басейну — 412 тис. км², витрати води — 410 км³ на рік. Дельта Іраваді росте в бік моря зі швидкістю 50 м на рік.
- Салуїн (бірм. သံလွင်မြစ်) — друга річка басейну, віддає свої води трохи далі на схід від дельти Іраваді, в затоку Моутама. Довжина — 2815 км, площа басейну — 324 тис. км², витрати води — 157 км³ на рік. Річка ймовірно ще 1 млн років тому була притокою річки Пінг, що впадає до Сіамської затоки, але через тектонічні рухи змінила свій напрямок.
- Сітаун (бірм. စစ်တောင်းမြစ်) — третя річка басейну, утворює естуарій між дельтами Іраваді і Салуїна. Довжина — 420 км, витрати води — 50 км³ на рік.

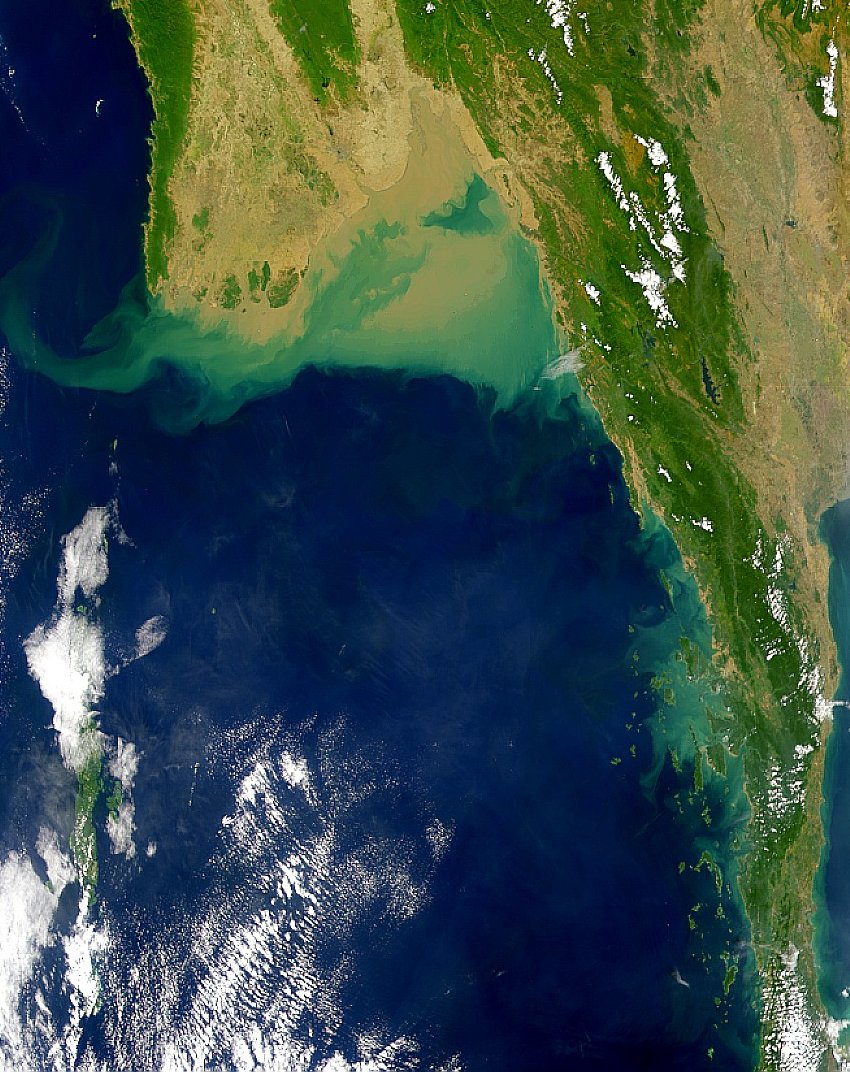
Твердий річковий стік в північній акваторії
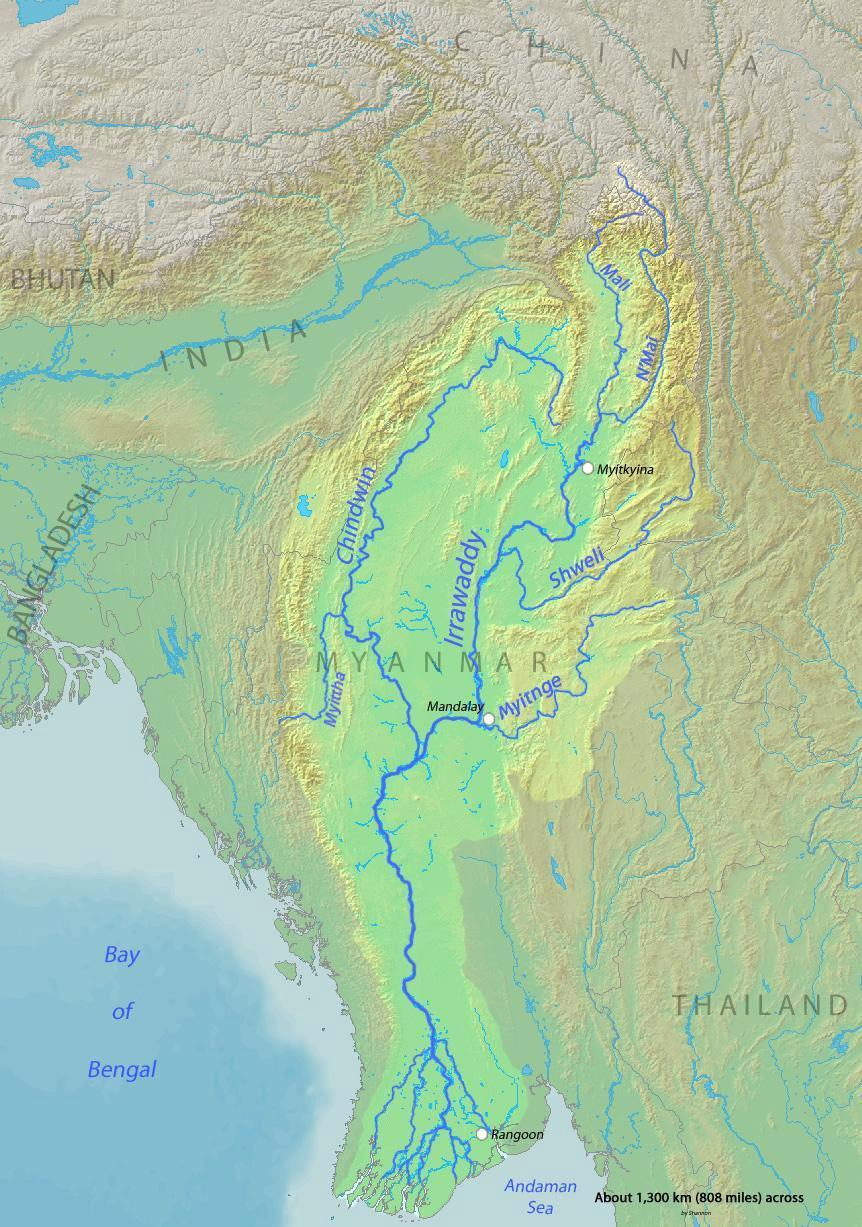
Сточище Іраваді
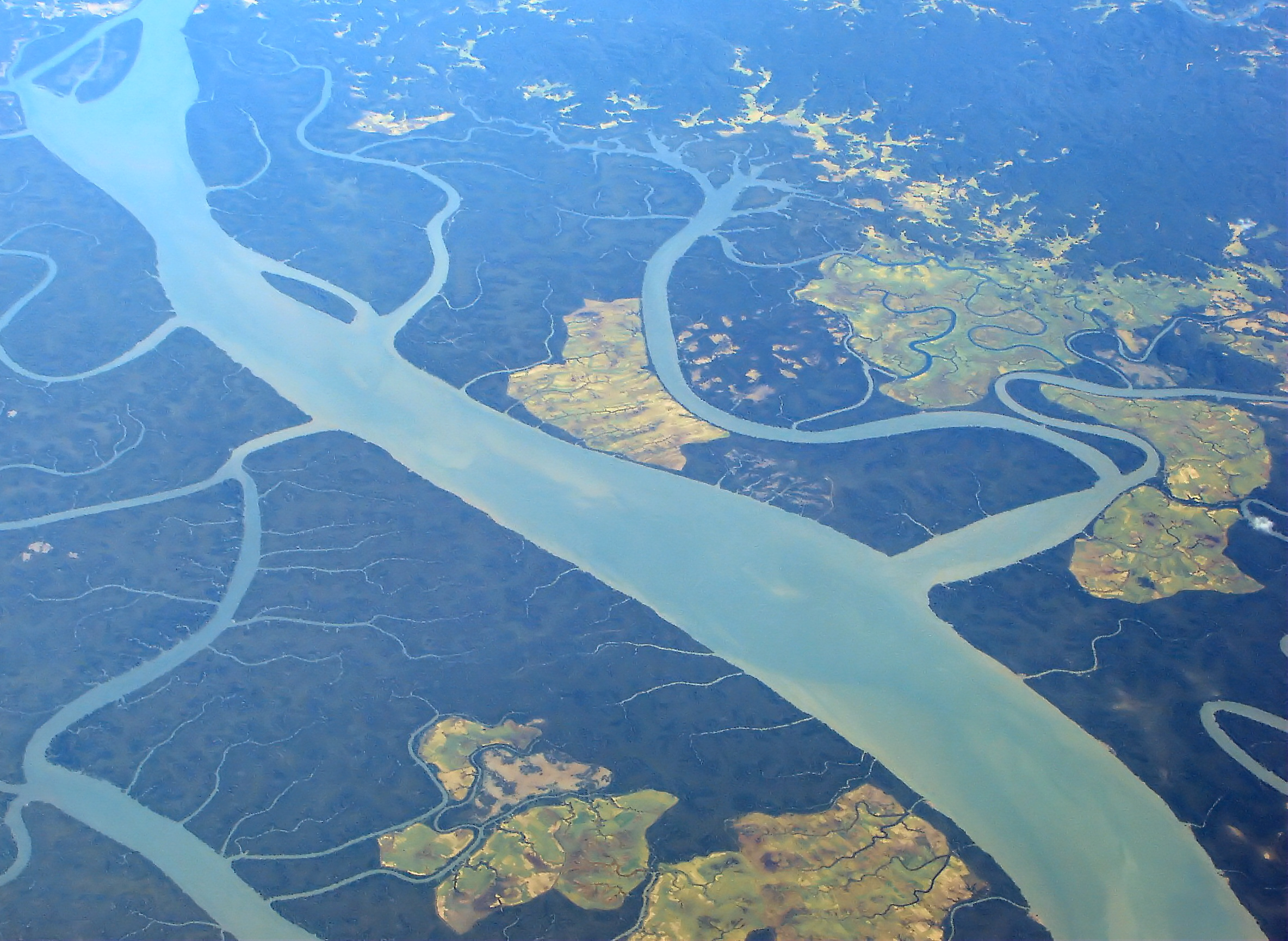
Річище Іраваді
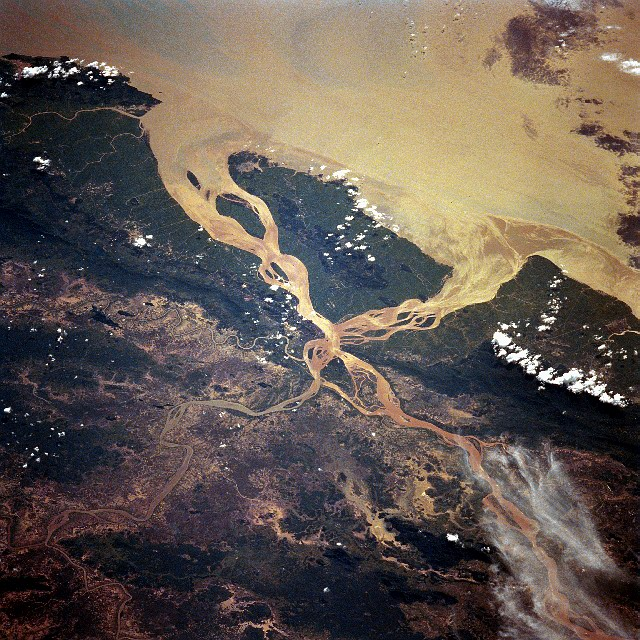
Дельта Салуїна

- Тенассерім — найбільша річка перешийку Кра, гирло поблизу міста Мергуї. Довжина — 300 км.

На півночі острова Суматра великі річки відсутні. Найбільші: Джамбоая; Пеусанген; Ачех, завдовжки 145 км і річними витратами води 0,95 тис. км³, гирло в місті Банда-Ачех.

## Геологія і рельєф дна

### Тектоніка
У тектонічному відношенні Андаманське море утворене розходженням Бірманської (західна частина акваторії) й Сундської (східна частина) літосферних плит. Ці плити раніше були частиною більшої Євразійської плити й утворилися під час колізії останньої з Індостанською. Внаслідок чого 3-4 млн років тому утворився задуговий басейн, який почав формувати окремий окраїнний басейн Андаманського моря. Зона спредингу й трансформних розломів проходить посередині западини моря (західна третина акваторії). На західному кордоні моря, в зоні субдукції Індостанської плити під Бірманську, острівні дуги Андаманських і Нікобарських островів. На півночі в акваторії протоки Північний Препаріс і на південь від дельти Іраваді зона субдукції переходить у трансформний розлом. На сході розлогий материковий схил і континентальний шельф Сундської плити.

### Рельєф дна
Середня глибина Андаманського моря становить 1096 м, а найбільша — 4198 м, за 150 км на схід від острова Кар-Нікобар поблизу південного схилу глибоководної улоговини.
- Північна та східна третина акваторії моря (до 400 км від берега) — континентальний шельф з глибинами менше 180 м[3]. Північну частину моря (80-250 км) займають річкові акумулятивні наноси дельти Іраваді (до 1000 м) з глибинами до 50 м[5].
- Материковий схил виражений уступом з перепадом глибини 500—1500 м на півночі, 2000 м на південному сході; рельєф вирівняний[5].
- Батіаль. Глибини центральної і західної частини моря лежать у діапазоні 900—3000 м; це досить складно розчленована високими (до 1200 м) субмеридіональними підводними хребтами депресія, багато підводних гір[5][7].
- Абісаль. Лише 5 % дна моря лежить на глибинах більших за 3000 м, це Андаманський жолоб, що простягся на заході вздовж гряди Андаманських і Нікобарських островів[7].

З півночі на південь через центральну частину моря проходить активна зона спредингу, відгалуження загальнопланетарної системи серединно-океанічних підводних хребтів, з вулканічними островами Баррен і Наркондам. Висота схилу Андаманського підводного хребта, зверненого до Андаманського моря, збільшується від 500—1000 м поблизу острова Препаріс і до 4000 м на північ від Нікобарських островів. Уперше хребет піднявся над рівнем моря 20 млн років тому.
Платформа Мергуї (півострів Малакка) є продовженням Зондського шельфу, що підіймалась над морем в девонському (400 млн років тому) і юрському періодах (останній раз 150 млн років тому). Платформа зазнала пенепленізації наприкінці третинного періоду й затоплення під час плейстоцену. Острови архіпелагу Мергуї являють собою останці мезозойських гранітів, перекриті рваним рухомим піщаним шаром.

### Донні відклади
Донні відклади представлені піском, галькою, гравієм, дрібнодисперсними глинами. На півночі переважно бурі мули й глини з прошарками піску. Дно затоки Моутама прорізане системою каналів, що утворились під час останньої регресії моря. Вони слугують каналами для турбідних течій Салуїну. Осадовий континентальний матеріал накопичується також через каньйони платформи Мергуї. У глибоководній зоні моря накопичуються дрібнозернисті зелені глини, піски й мули.
Андамансько-Нікобарський хребет складений серпентинітами і пов'язаними з ними кремністими породами з радіоляріями крейдового періоду. Ранньотретичні породи перекриті кораловими вапняками і пісками. На східних схилах накопичується вулканічний попіл.

### Вулканізм
З півночі на південь західну частину моря в меридіональному напрямку перетинає активна вулканічна дуга з підводними вулканами і островами вулканічного походження (Баррен і Наркондам). У морі, на схід від групи островів Великий Андаман, лежить острів Баррен, єдиний нині[коли?] діючий вулкан пов'язаний з Індійським субконтинентом. Острів-вулкан має 3 км в діаметрі і піднімається 354 метрів над рівнем моря. 1991 року він відновив свою активність після періоду затишшя у майже 140 років (виверження 1852 року). Активність вулкана обумовлена субдукцією Індостанської плити під Андаманську острівну дугу Бірманської плити, що змушує магму підніматися в цьому місці. Останнє виверження почалося 13 травня 2008 року. Вулканічний острів Наркондам що лежить далі на північ від Баррена також був утворений в результаті вулканічних процесів, проте історичних відомостей про його виверження не існує.

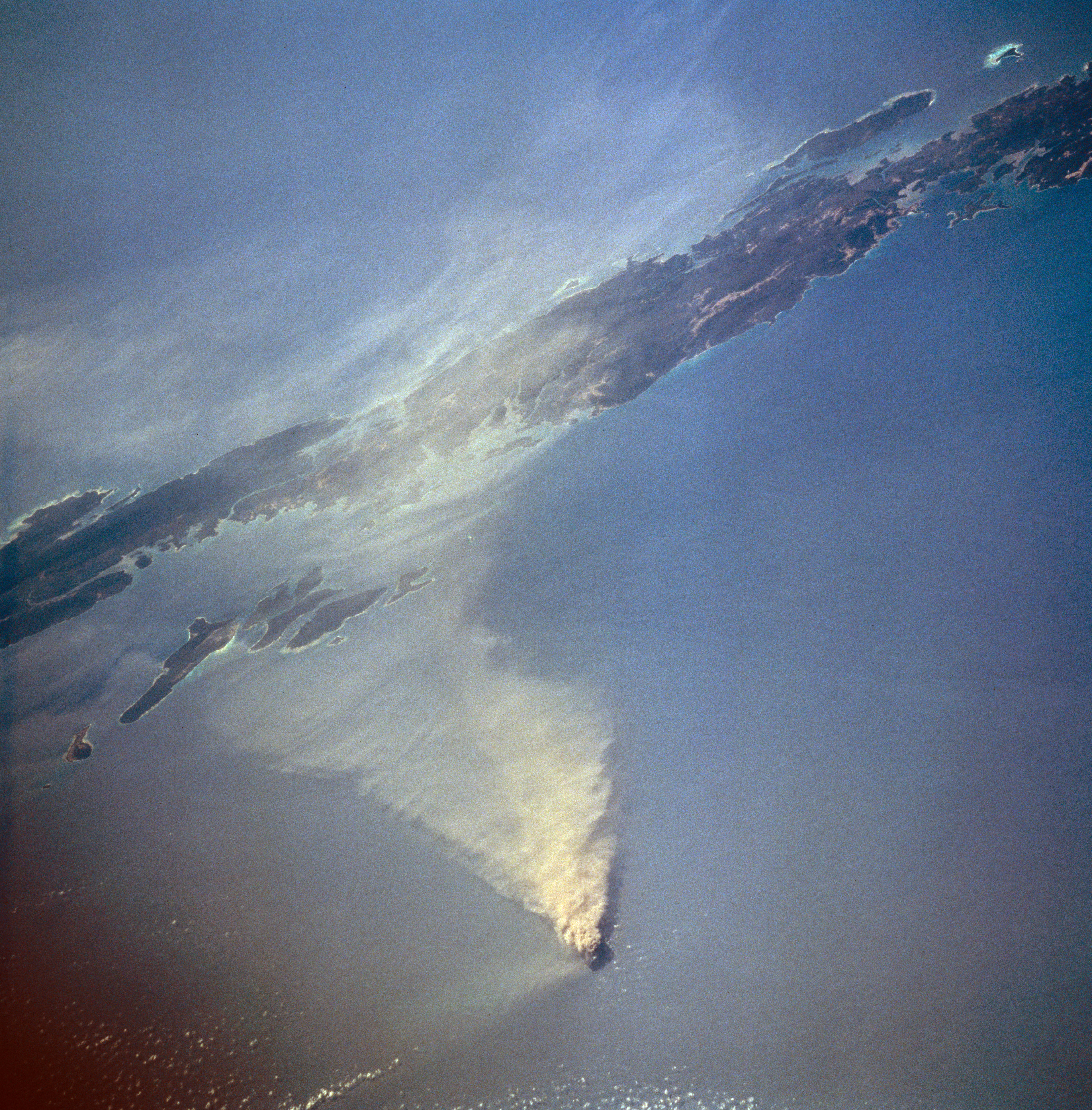
Виверження вулкана Баррен
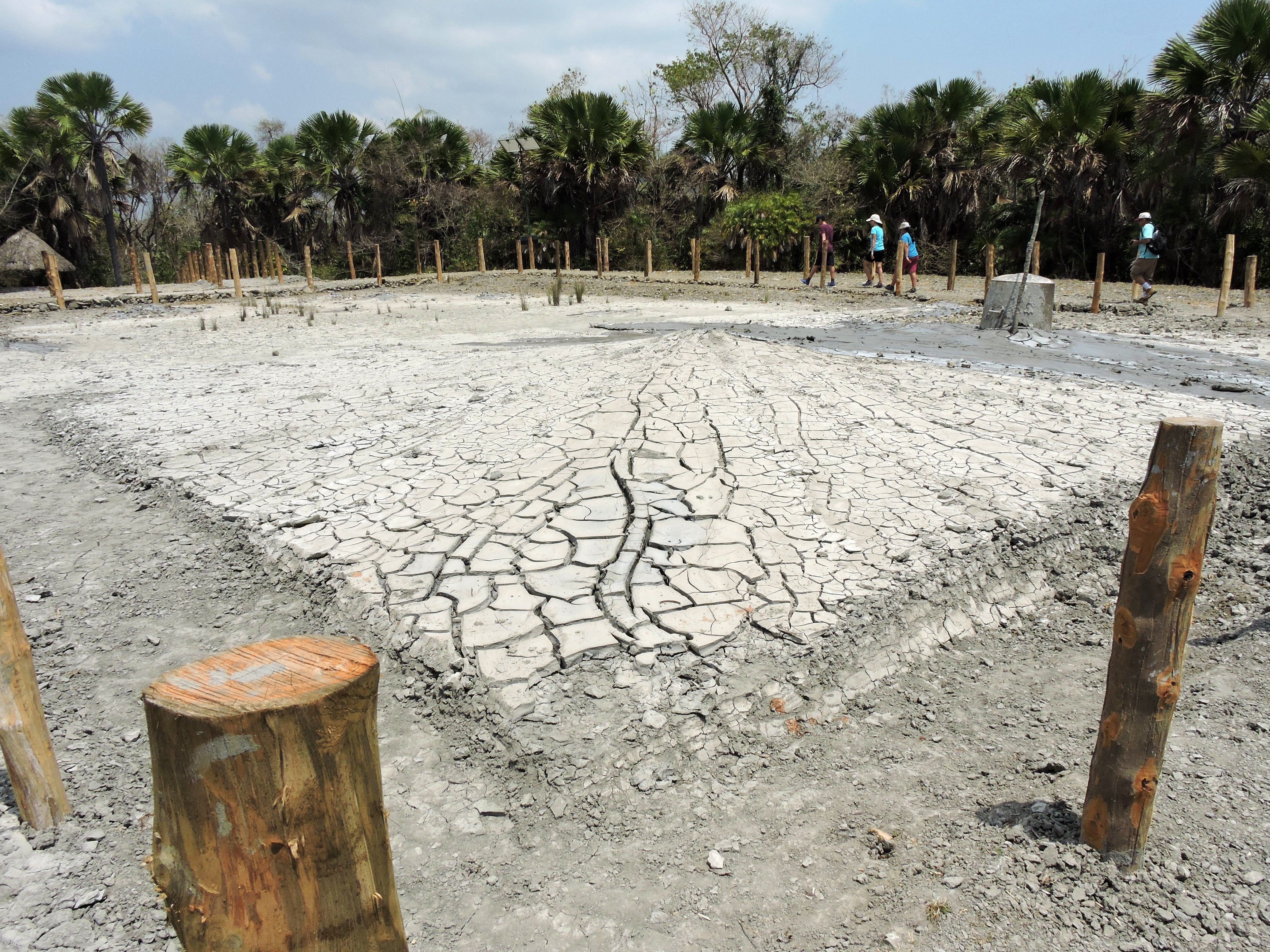
Грязьовий вулкан Барратангу (Андамани)
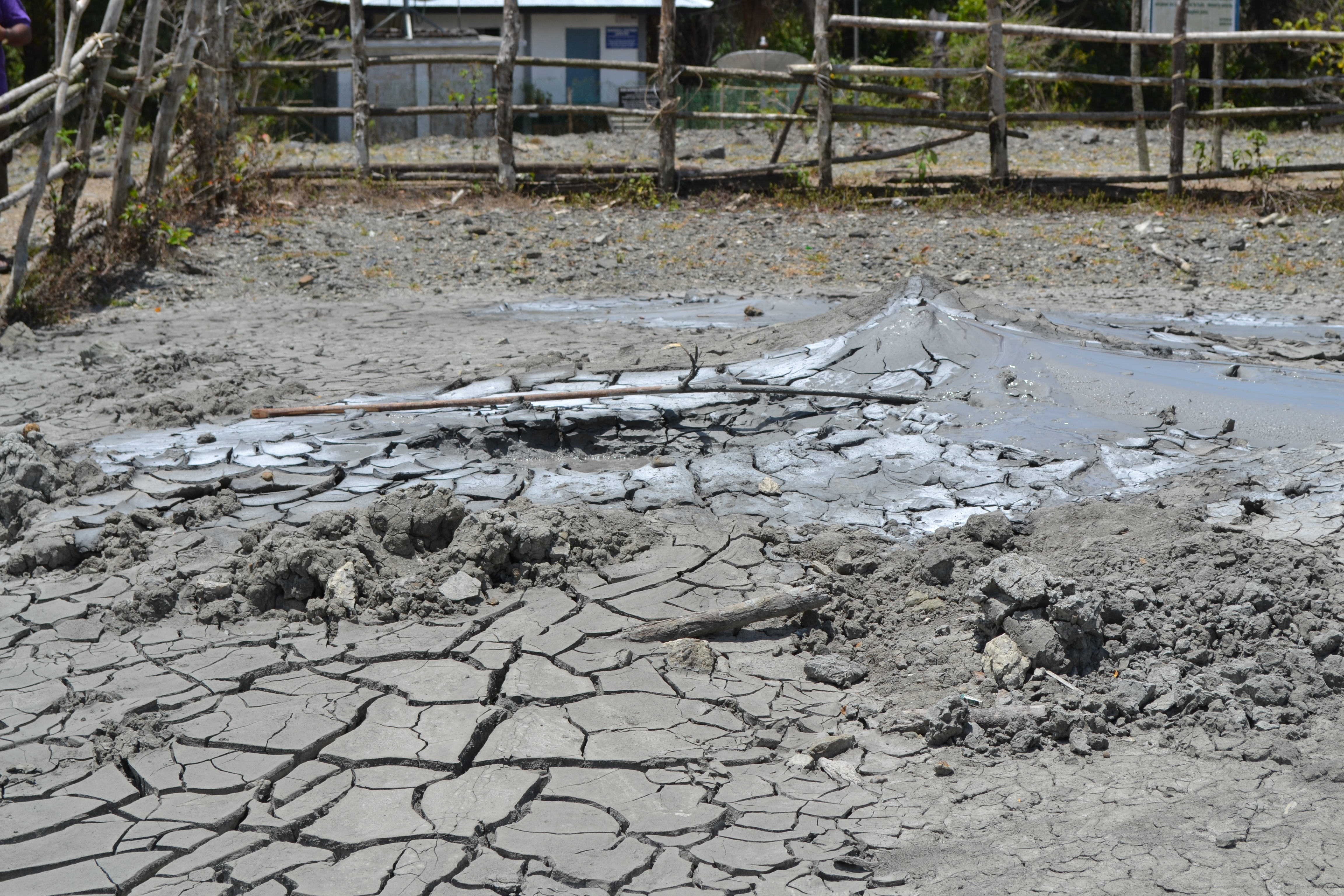
Грязьовий вулкан Середнього Андаману

На островах Середній Андаман і Баратанг існують прояви вулканізму у вигляді грязьових вулканів, що приваблюють туристів. Загалом на островах їх налічується 11.

### Сейсмічність

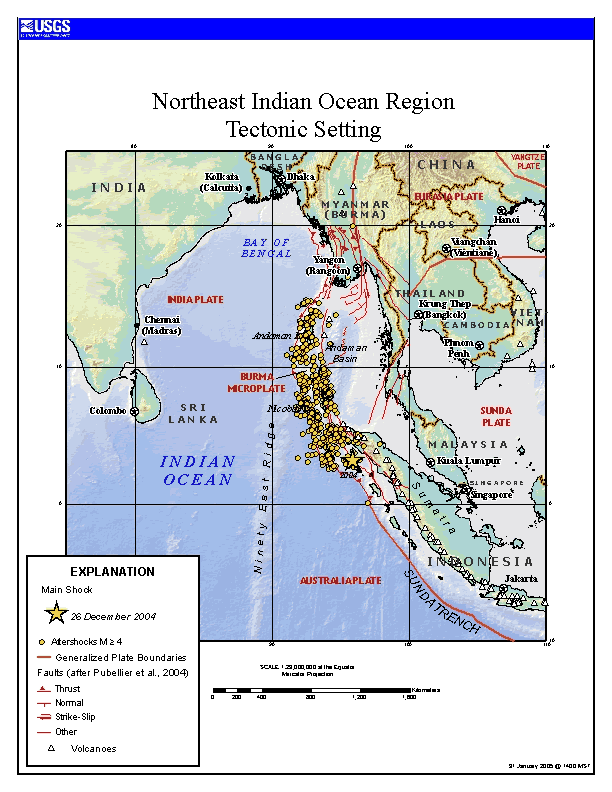
Карта афтершоків землетрусу 2004 року

Границя між двома великими тектонічними плитами призводить до високої сейсмічної активності в регіоні. Були зареєстровані численні землетруси. З них шість, у 1797, 1833, 1861, 2004, 2005 і 2007 роках, мали магнітуду понад 8,4 бали. 26 грудня 2004 року в районі північно-західного узбережжя Суматри велика частина Індо-Австралійської літосферної плити різко занурилась під Бірманську, внаслідок чого стався руйнівний землетрус із магнітудою 9,3 балів. Здвиження морського дна сягали 20 м, а підняття — 5 м. Такі різкі колосальні рухи морського дна спричинили катастрофічне цунамі заввишки до 28 м в акваторії Індійського й прилеглих частин Тихого океану, в результаті якого загинуло приблизно 280 тис. людей. Масова загибель людей була викликана повною відсутністю інфраструктури попередження від великих хвиль у прилеглих до епіцентру держав. Після головного поштовху слідувала масована серія афтершоків дугою Андаманських і Нікобарських островів, що повністю зруйнувала риболовецьку інфраструктуру на них.

### Корисні копалини
Поблизу узбережжя М'янми, Таїланду і Малайзії багаті олов'яно-вольфрамові родовища:
- Танго, Хейнзе, Канбау, Хейнда, Херм'їнджі, Мергуї, Яданабон.
- Пхукет, Ранонг, Пханангнга, Транг.
- Букіт-Кочі, Сінток, Семелінг, Балінг, Какі-Букіт, Кадан-Іток, Кінта, Келанг.

Поклади бурого вугілля поблизу Крабі.
Південна акваторія моря поблизу північних берегів Суматри багата на поклади вуглеводнів — газове родовище Арун, нафтові — Рантау, Туаланг, Джуло-Раджеу. Район дуги Андаманських і Нікобарських островів перспективний на родовища вуглеводнів, велике газове родовище Бхета. Прогин в північній акваторії моря поблизу дельти Іраваді, протоки Північний Препаріс також перспективний на нафту.

## Клімат
Клімат моря субекваторіальний (в південній частині екваторіальний), вологий, мусонний. Річна амплітуда температури повітря над поверхнею моря не перевищує 2 °C на півдні й 4 °C на півночі. Атмосферних опадів випадає більше 3000 мм на рік. Опади перевищують випаровування майже вдвічі.

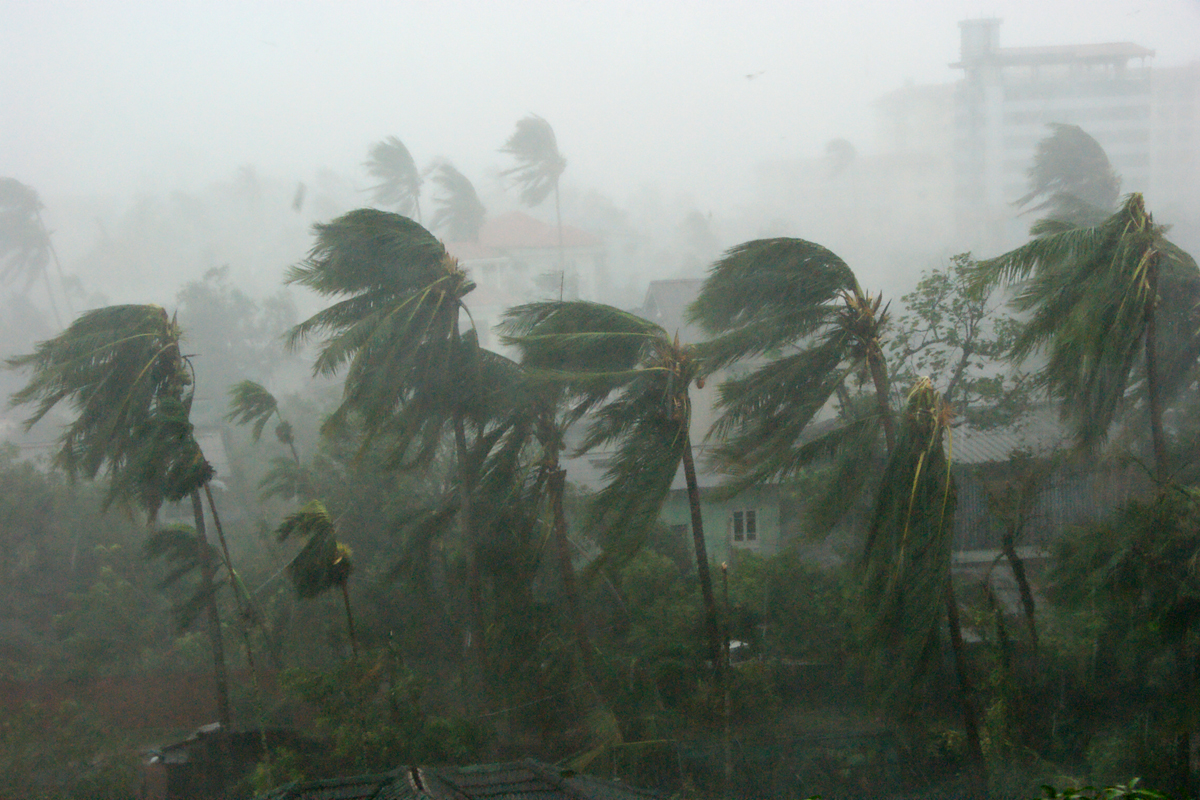
Шторм під час циклону
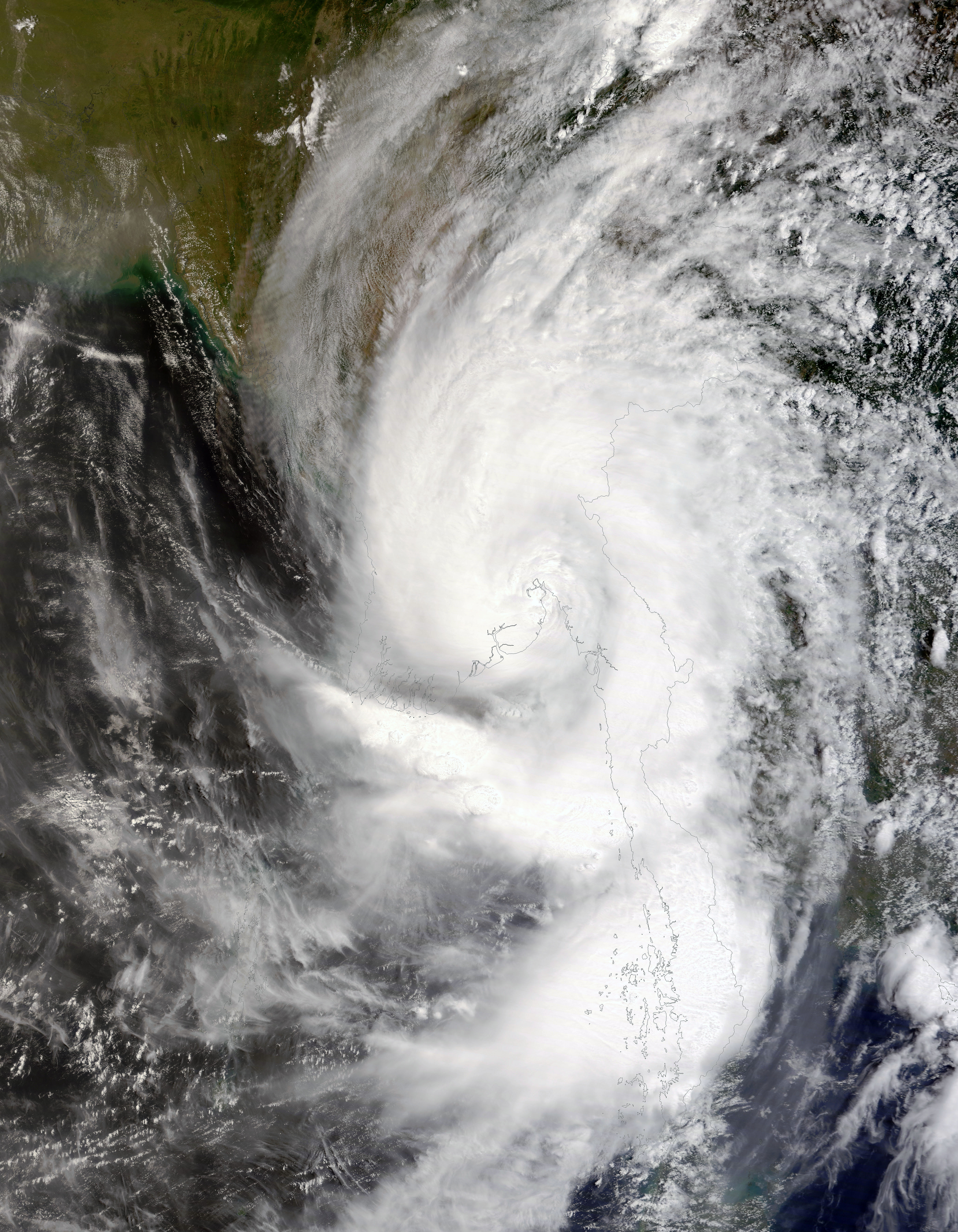
Розміри циклону Наргіс, 2008 рік
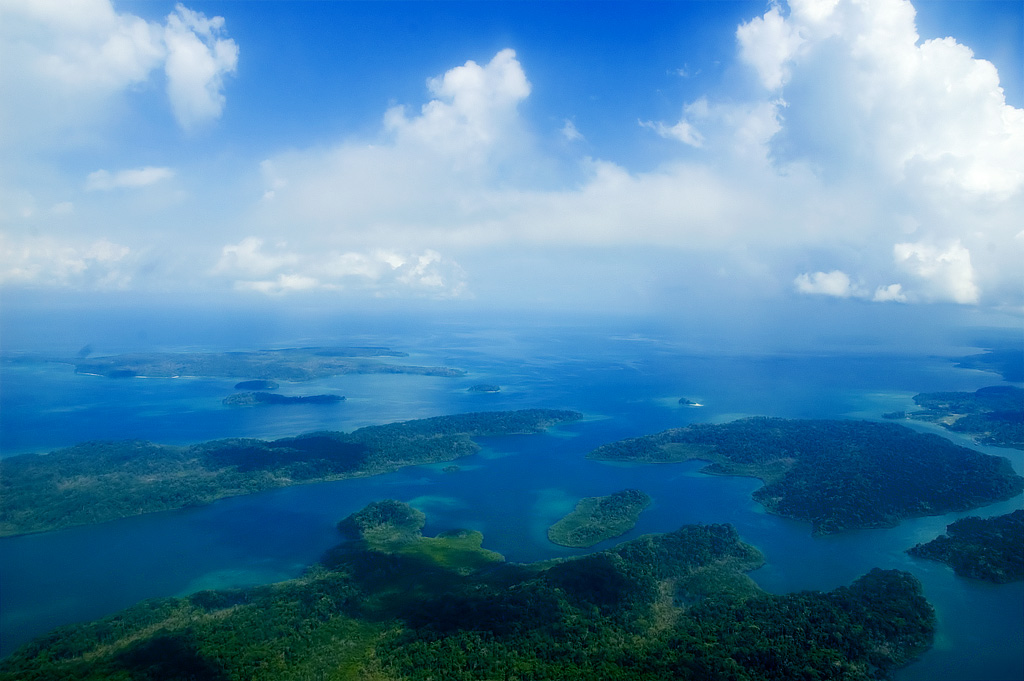
Купчасті хмари над Андаманськими островами
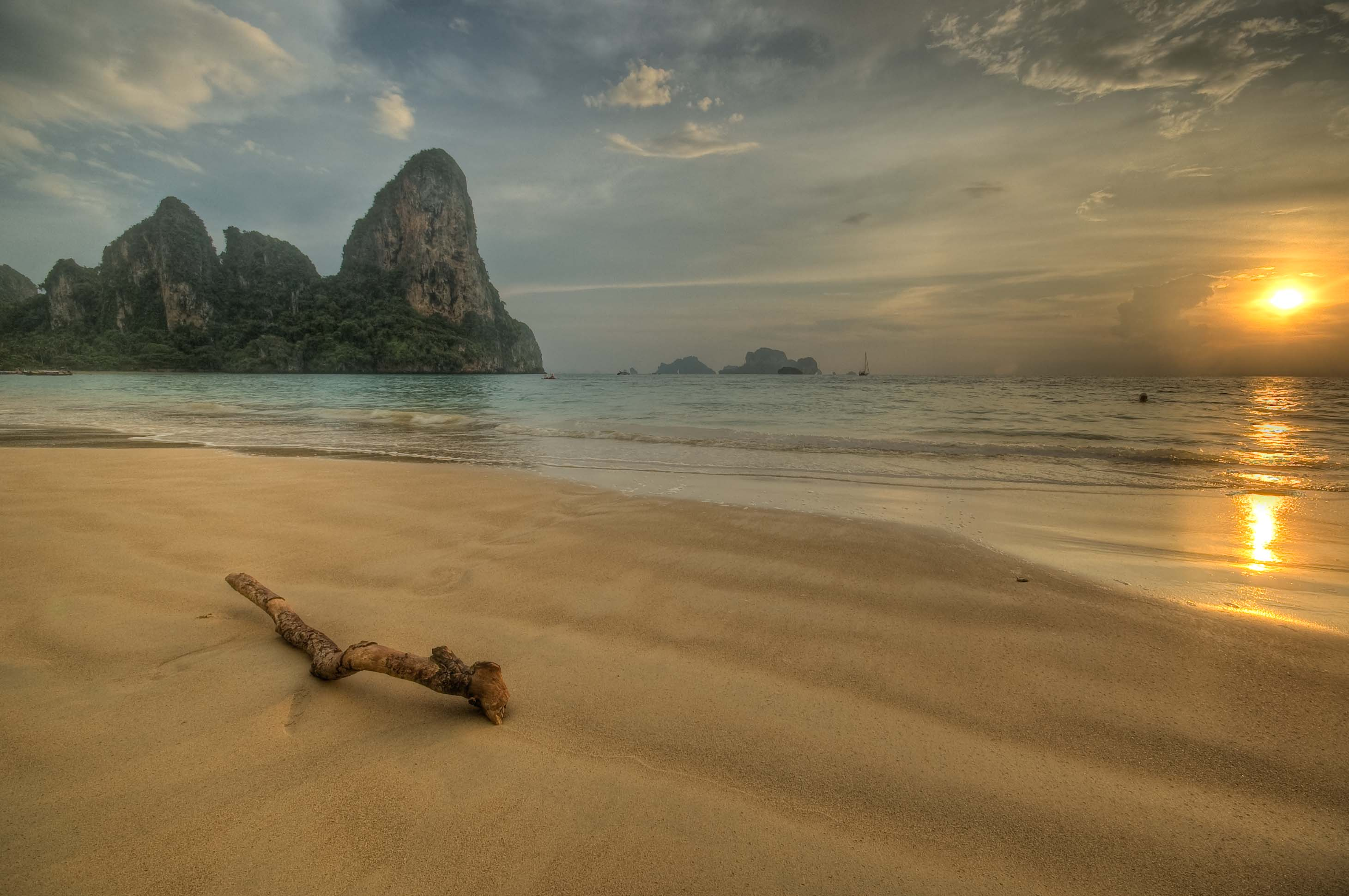
Хмарність над морем навесні
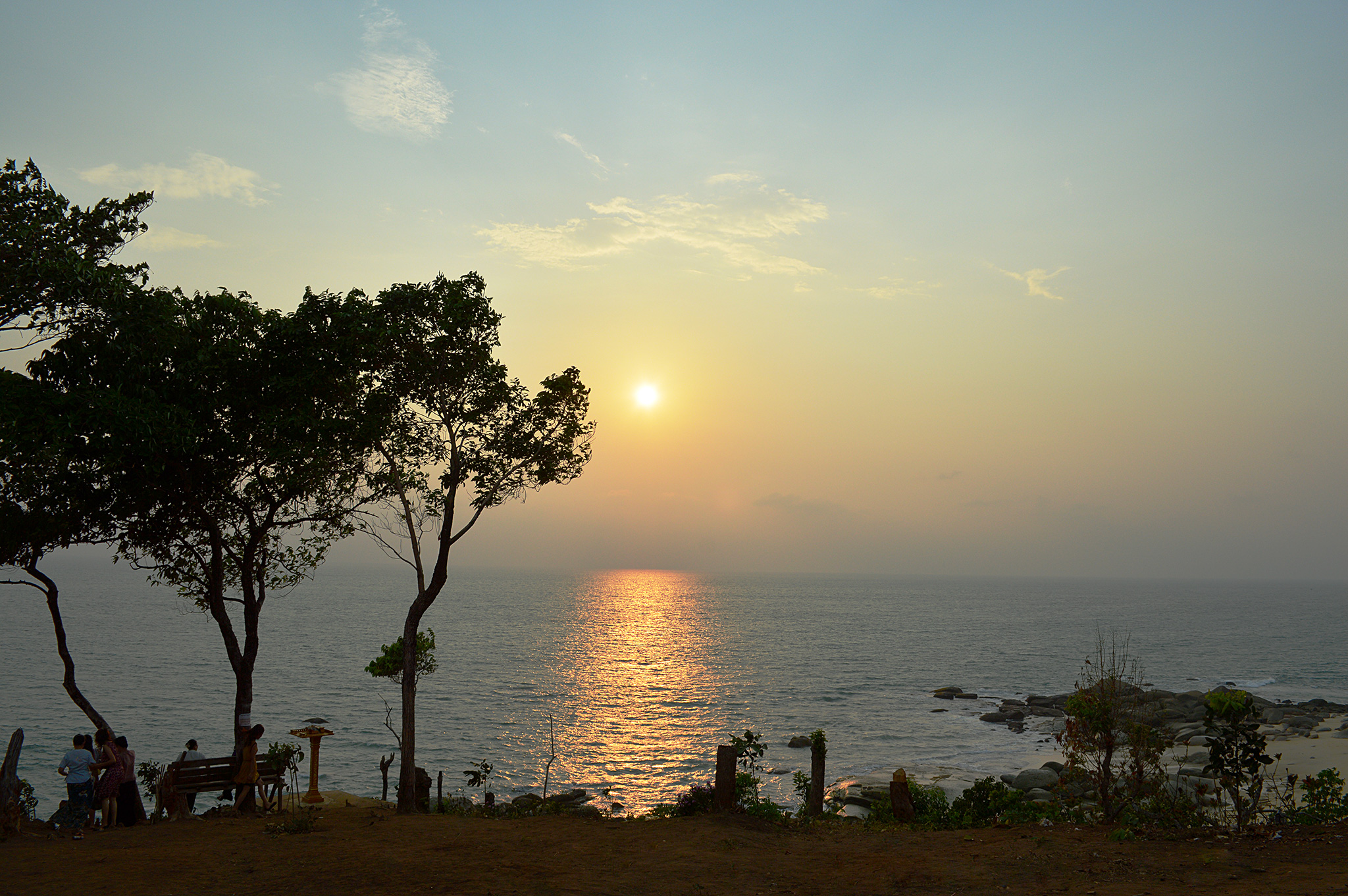
Погода над морем весняного надвечір'я

### Зима
Температура повітря в лютому +26 °C. Переважають південні й південно-західні вітри зі швидкістю до 3 м/с, досить часті штилі.

### Літо
Температура повітря в серпні +27 °C. Переважають південні й північно-східні вітри зі швидкістю 3-5 м/с (7 м/с на півночі).

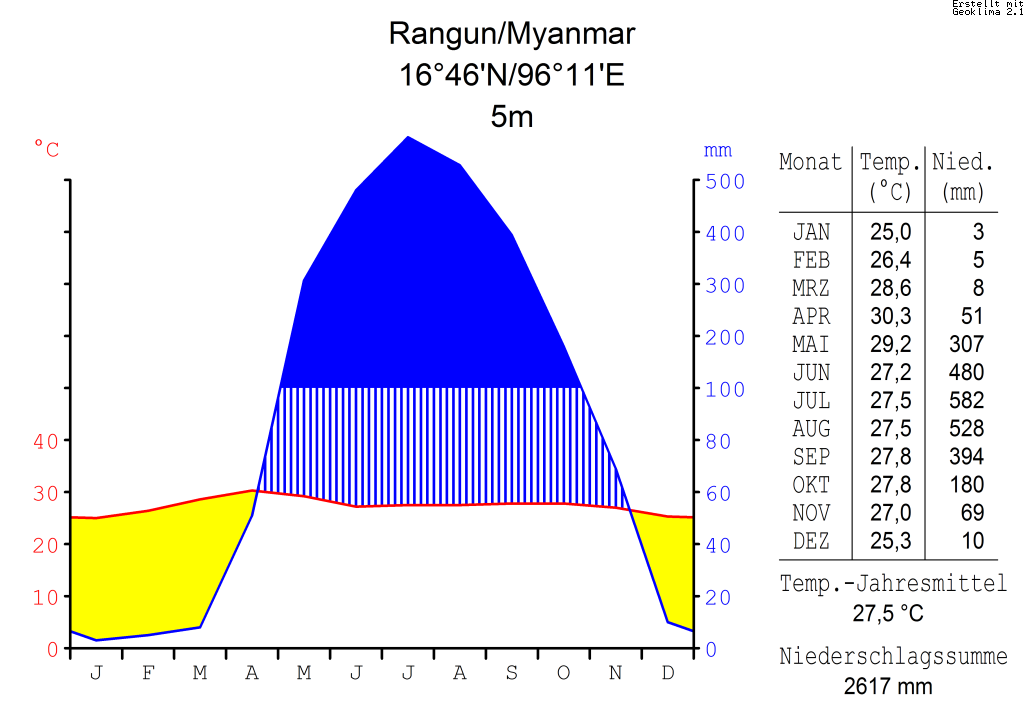
Кліматограма Янгона (північ моря)
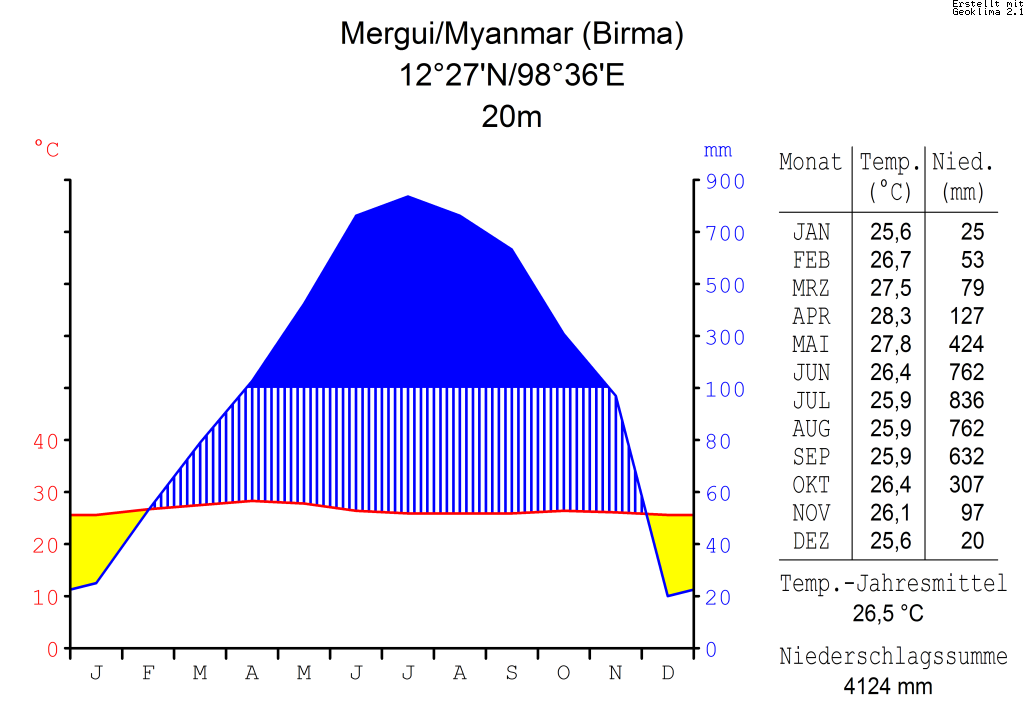
Кліматограма Мергуї (схід моря)
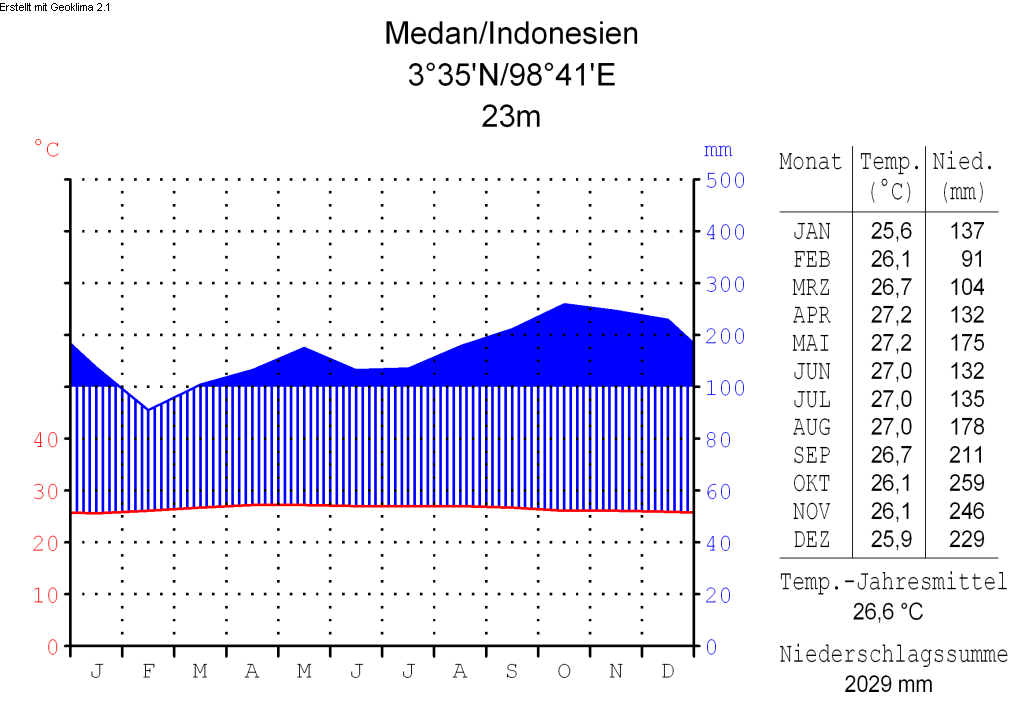
Кліматограма Медана (південь моря)

## Гідрологія
Загальні риси гідрології Андаманського моря обумовлюються його окраїнним положенням на широкому континентальному шельфі, вільним обміном водами з Бенгальскою затокою через глибокі протоки, субтропічним кліматом з сезонною мусонною циркуляцією, значним сезонним розпрісненням північної акваторії.

### Температура води
Температура води на поверхні в лютому +26…+28 °C, в травні до +29 °C, влітку до 30°C. На глибинах понад 1800 м температура залишається незмінною до самого дна і дорівнює +4,8 °C. Поблизу Андаманських і Нікобарських островів відмічається незначне підвищення температури води до 5,25 °C на значних глибинах, що пов'язане з геотермальними процесами в цьому регіоні.

### Водні маси
Води Андаманського моря добре сполучаються на заході з водами Бенгальської затоки через численні глибокі протоки: Північний і Південний Препаріс (до 200 м), Десятого Градуса (800 м), Грейт-Чанелл (1800 м). Літній мусон гонить поверхневі води з Бенгальської затоки, а зимовий до неї з поверхні моря. З тихоокеанськими водами сполучення вкрай ускладнене через вузьку й неглибоку Малайську протоку. Значний водообмін з Бенгальською затокою і розпріснення на півночі — головні фактори утворення картини стратифікації водних мас Андаманського моря.
- Поверхневий шар (75-100 м) опріснений з високою температурою (+27…+29 °C).
- Глибше, в шарі 150—600 м, знаходяться водні маси, що надходять з Аравійського моря і заповнюють улоговину Андаманського моря. Температура цього проміжного шару падає від 14 °C до 6 °C; солоність — 35 ‰[5].
- Водні маси глибоководної западини південно-західної частини моря глибше 1800 м ізольовані, з температурою 4,95 °C, подібні до аналогічних вод сусідньої Бенгальської затоки[5].

### Конвекція
Конвекція, через опріснення поверхневої маси і слабке вітрове хвилювання, незначна. Літнє хвилювання перемішує поверхневий шар не глибше 25 м, утворюються термо- і галоклин з градієнтами 0,15—0,2 градуси на метр і 0,03—0,04 ‰ на метр, відповідно. Вздовж східного узбережжя спостерігається апвелінг глибинних вод, насичених киснем і біогенними частками, що спричинює значний розвиток фітопланктону.

### Морські течії
Загальна картина морських течій відповідає мусонному характеру циркуляції атмосфери. Течії в зимовий період, з вересня по травень, спрямовані на південний захід і захід (циклонічний колообіг) зі швидкістю 0,2 м/с (північ) — 0,5 м/с (південь); влітку — на схід і південний схід. Взимку в південній акваторії поблизу острова Пхукет формується інтенсивний антициклональний вихор (до 1 м/с), підживлюваний течією з Малаккської протоки (0,5-1 м/с), що йде вздовж суматранського берега. Влітку вздовж східного узбережжя води плинуть з півночі на південь, течія Малаккської протоки слабне й простежується лише вздовж берега Суматри.

### Припливи й хвилювання
Вітрове хвилювання протягом року незначне, висота хвиль не перевищує 1 м. Під час зимового мусону часті штилі, хвилі до 1 м заввишки; під час літнього мусону — хвилі можуть здійматись до 1,2-2 м.
Припливи півдобові (відбуваються двічі на день), величиною до 2-4 м, місцями до 5 м (східне узбережжя) і 7,2 м (Янгон).

## Гідрохімія
Гідрохімічний режим Андаманського моря обумовлюється мусонним режимом Південно-Східної Азії, а поблизу східного узбережжя процесами апвелінгу. Вміст кисню в поверхневому шарі становить 5 мл/л, в зоні термо- і галоклину він різко зменшується від 3,5 до 0,9 мл/л (мінімум на глибинах 600 м). Дефіцит кисню спостерігається до самого дна в ізольованій глибоководній улоговині південно-західної частини моря.

### Солоність
Солоність морської води влітку 31,5-32,5 ‰, взимку 30,0-33,0 ‰, у північній розпрісненій частині (дельта Іраваді) — 20-25 ‰. Найбільша солоність на поверхні спостерігається в протоці Грейт-Ченнел (33,5 ‰); в товщі води — на горизонті 1500 м над абісальною улоговиною (35 ‰). У зимовий час вологість повітря низька, море отримує мало атмосферних опадів, річковий стік знижується, а поверхнева солоність підвищується. Влітку під час мусону величезні обсяги прісних вод поверхневого стоку з М'янми впадають до моря, утворюючи складний турбулентний візерунок поверхневих вод з низькою солоністю в північній третині акваторії моря.
Густина морської води визначається її температурою і солоністю. Густина морських вод збільшується з півночі на південь. Головним регулятором виступає мусонна циркуляція і пов'язний з нею режим річок, що впадають в море в його північній частині. Взимку густина морської води вища (1,0200-1,0210), ніж влітку (1,0180-1,0210), коли вона особливо опріснюється річковим стоком на півночі.

## Біологія
В акваторії моря виділяють наступні екорегіони морських зоогеографічних провінцій:
- індо-західнотихоокеанської:
  - північнобенгальський — (затока Моутама і район дельти Іраваді),
  - район коралових рифів східного узбережжя,
  - район Андаманських і Нікобарських островів,
  - західносуматранський (південно-західна акваторія);
- індо-центральнотихоокеанської:
  - малаккський (південно-східна акваторія)[26].

Фауна моря недостатньо досліджена і висвітлена в наукових публікаціях. Загалом як поверхневі води, так і бентос моря не досить багатий на морську флору й фауну. Зоогеографічно донна фауна континентального шельфу й острівних мілин до глибини 200 м належить до індо-західнопацифічної області тропічної зони.
Вздовж західних берегів простягся 320-км кораловий риф на який припадає найбільше біологічне розмаїття. Загальна площа коралових рифів у тайських водах моря становить 110 км², лише 6,7 % з яких знаходяться в задовільному стані. Морські води уздовж узбережжя Малайського півострова сприяють розвитку різноманітних молюсків 30 видів 17 родів 10 родин: кальмари, каракатиці, гребінці (Anadara granosa). З ракоподібних важливе господарське значення мають креветки: бананова (Fenneropenaeus indicus), тигрова (Penaeus monodon), королівська (Melicertus), шкільна (Metapenaeus macleayi); лобстери (Thenus orientalis); ротоногі (Stomatopoda); мулистий (Scylla paramamosain) та інші плаваючі краби (Portunidae).

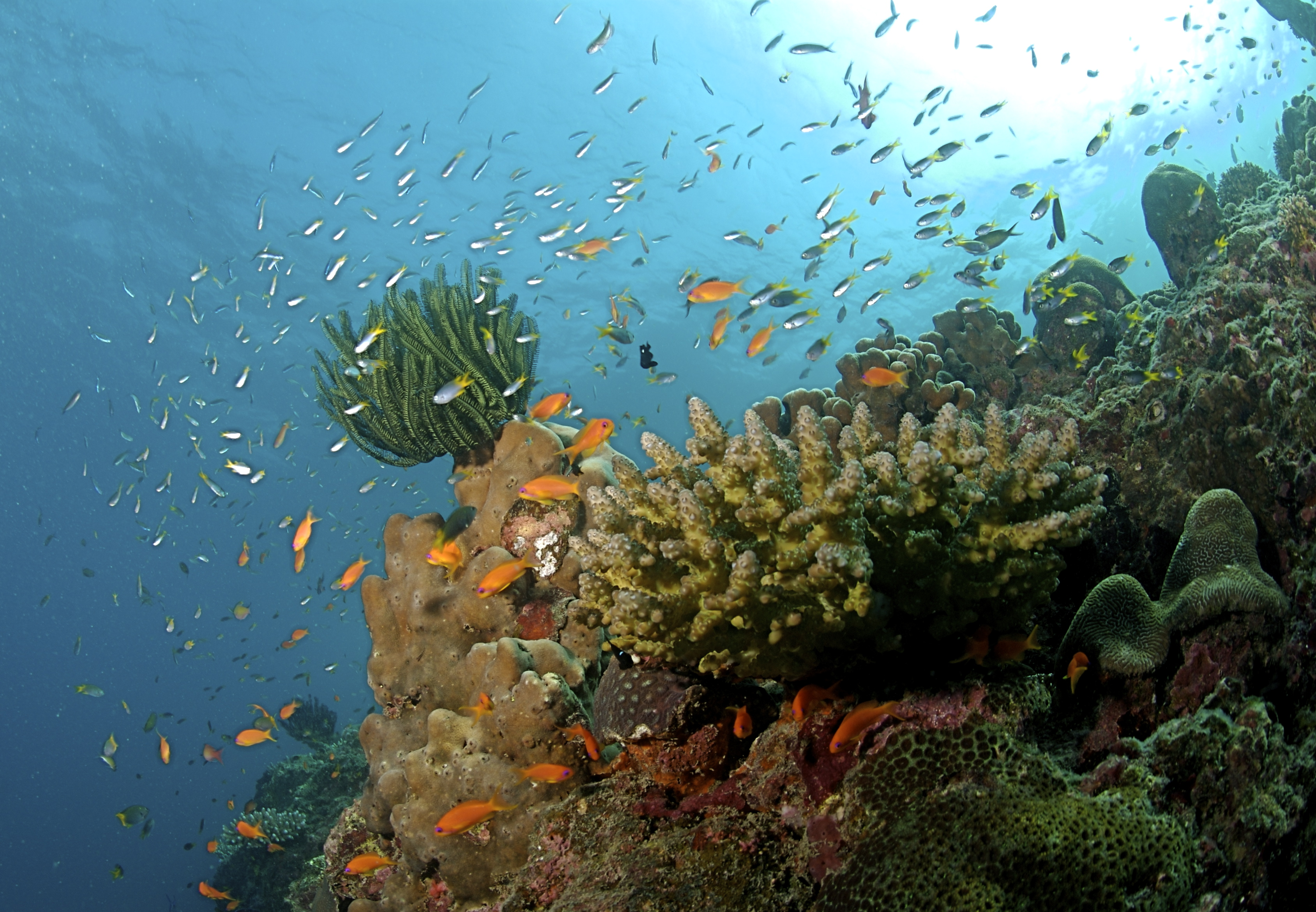
Кораловий риф Андаманських островів
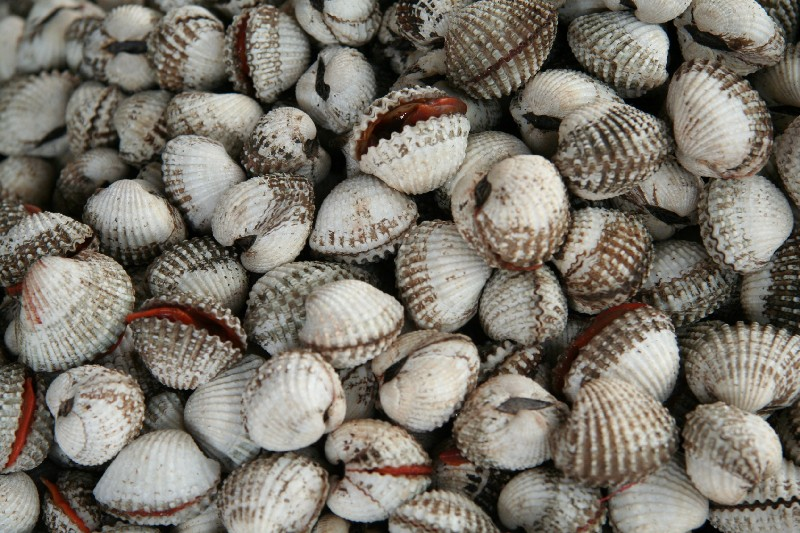
Гребінець Anadara granosa

У прибережних водах росте 9 видів морських водоростей, які разом з мулом лагун і річковим стоком слугують джерелом поживним речовин для морських організмів прибережних вод. Підводні луки створюють середовище проживання або тимчасове укриття для багатьох нектонних і бентосних організмів. Багато видів здійснюють добові міграції до таких укриттів від хижаків.
Для Нікобарських і Андаманських островів характерна багата орнітофауна, 112 видів птахів є ендеміками цих островів, такі як: нікобарський великоніг (Megapodius nicobariensis) зі сміттєвих кур, нікобарський зелений імператорський (Ducula aenea nicobarica) і смарагдовий голуби (Chancophaps indica augusta).

### Іхтіофауна
Як і для інших тропічних морів Світового океану видовий склад риб, що населяють води Андаманського моря досить різноманітний, хоча чисельність окремих видів невисока. Іхтіофауна моря представлена 280 видами риб з 75 родин, це і летючі риби (Exocoetidae), південний оселедець (Sprattus fuegensis), вітрильник (Istiophorus), різноманітні риби коралових рифів. Найбільш поширені родини: губаневі (Labridae), помацентрові (Pomacentridae), риби-папуги (Scaridae) і собачкові (Blenniidae). 232 видів риб (з 69 родин) водяться в мангрових хащах, 149 видів (з 51 родини) — у заростях водоростей і на підводних луках; 101 видів риб можна зустріти в обох природних середовищах.

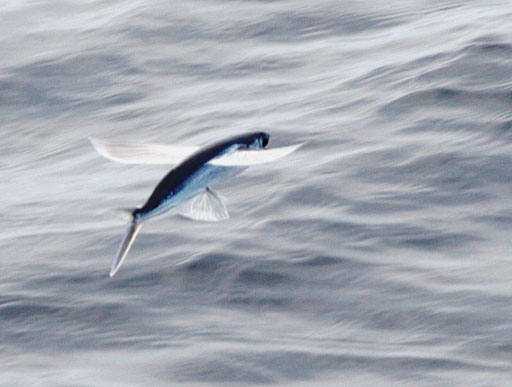
Летюча риба
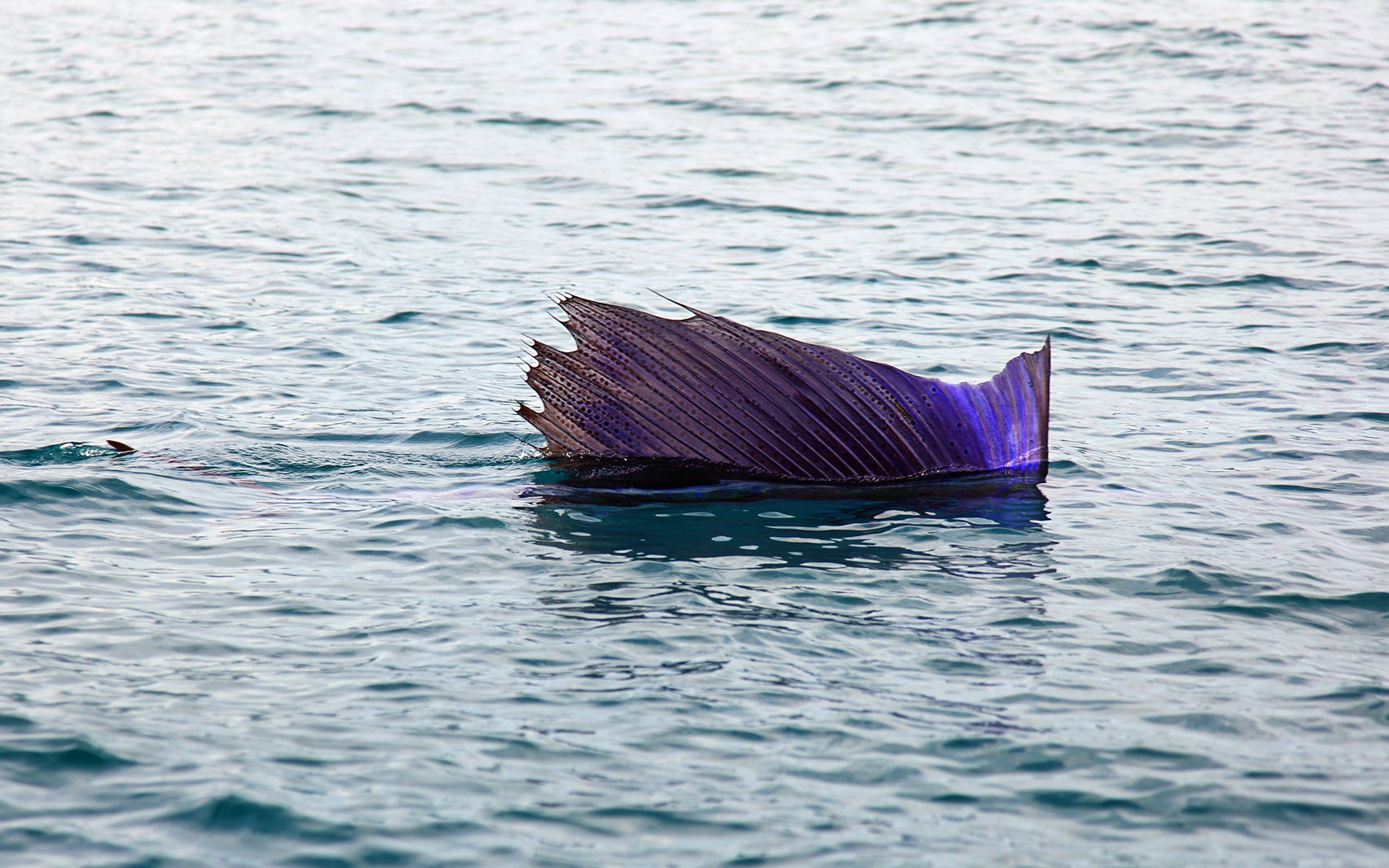
Спинний плавець вітрильника
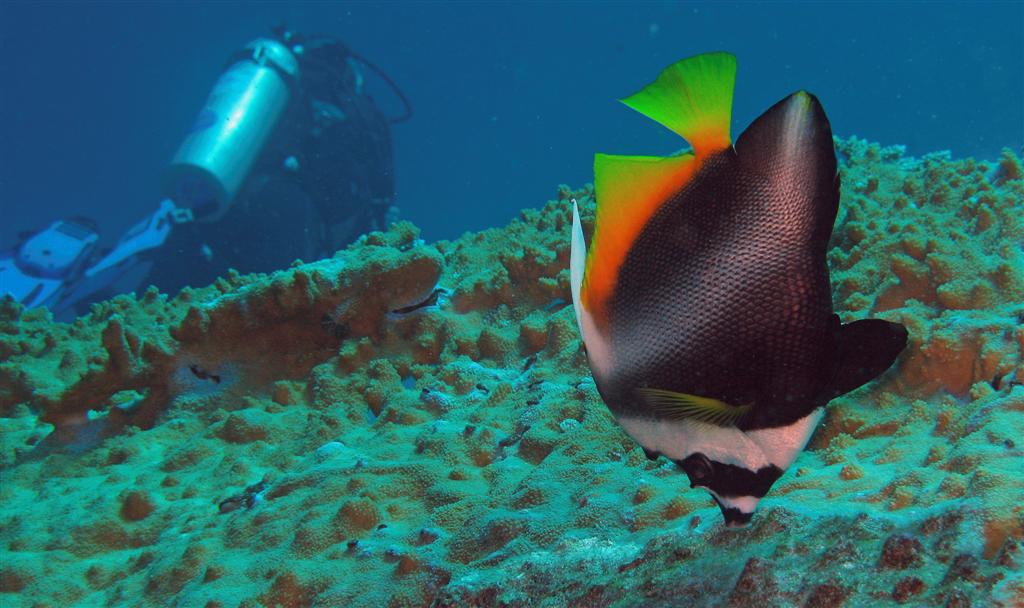
Коралова риба Heniochus pleurotaenia
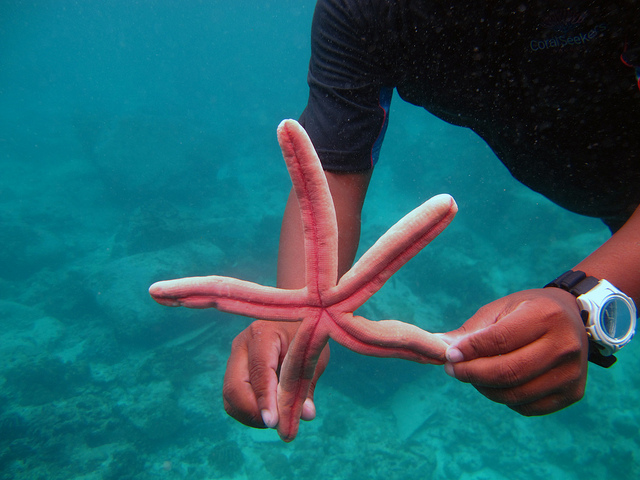
Морська зірка

Склад іхтіофауни на глибинах більших за 200 м в умовах дефіциту кисню дуже обмежений.

### Рептилії, ссавці
Світ рептилій представлений гребенястим крокодилом (Crocodylus porusus), морськими черепахами біссою (Eretmochelys imbricata), шкірястою (Dermochelys coriacea) і оливковою (Lepidochelys olivacea). Рідкісна зелена морська черепаха (Chelonia mydas) під загрозою щезнення.
З морських ссавців водяться дюгонь (Dugong dugon), дельфін Іраваді (Orcaella brevirostris), морська свиня (Neophocaena hocaenoides), ремнезуб Бленвіля (Mesoplodon densirostris). Дюгоні досить вразливі до стану підводних пасовищ водоростей, лише 150 особин розсіяно населяють усе північне і східне материкове узбережжя Андаманського моря, від Янгона до таїландської провінції Сатун.

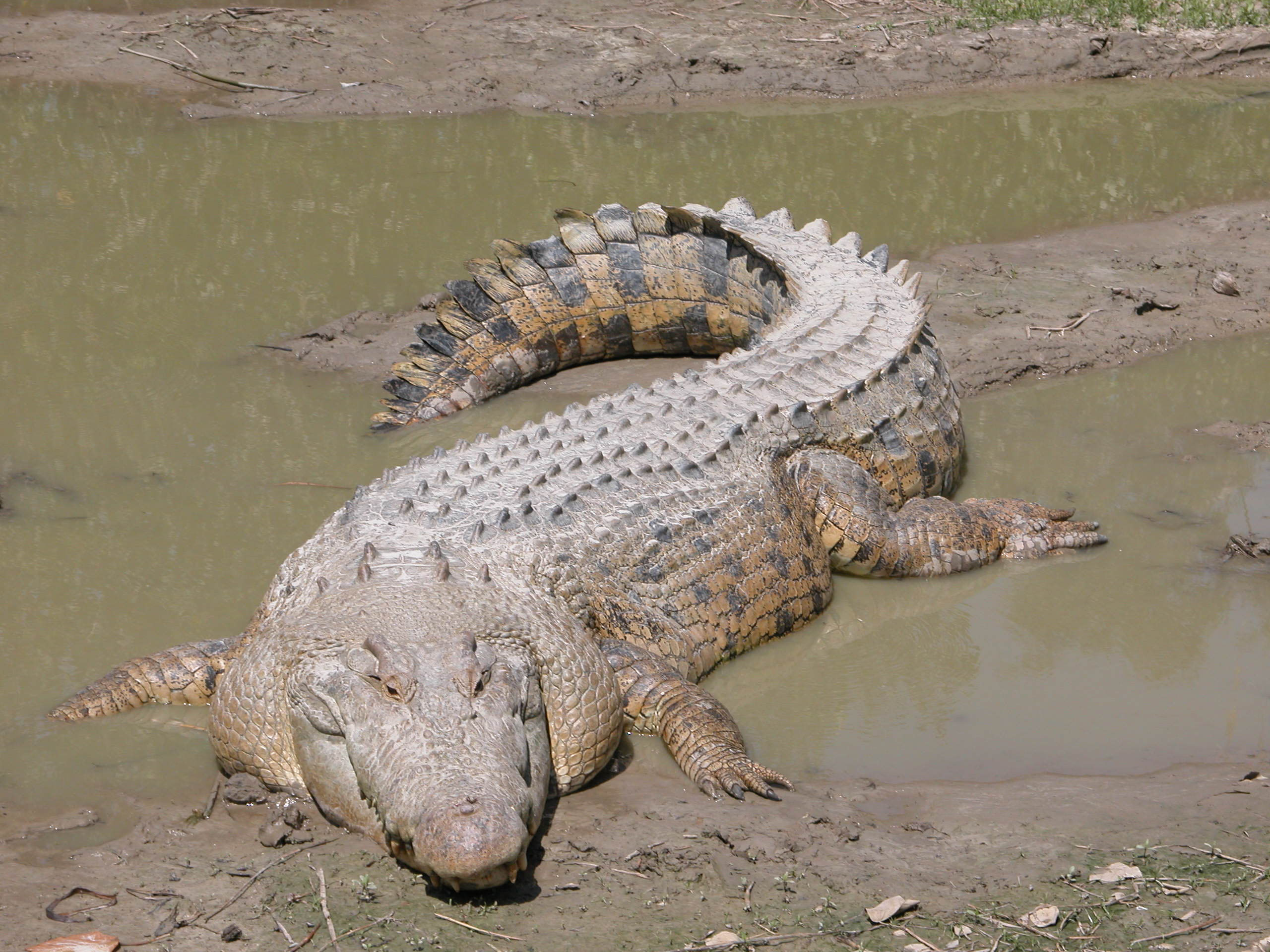
Гребінчастий крокодил
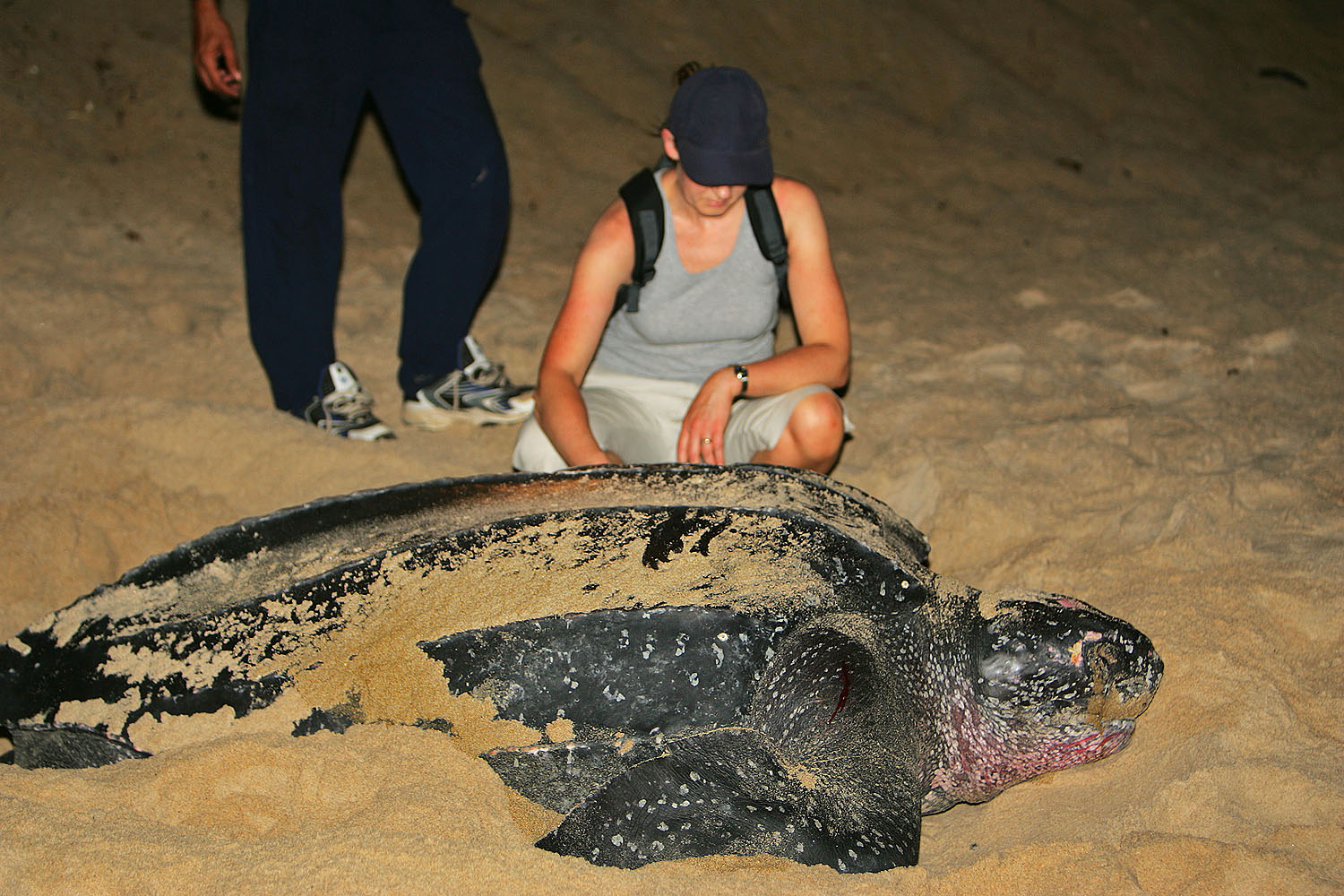
Зелена морська черепаха
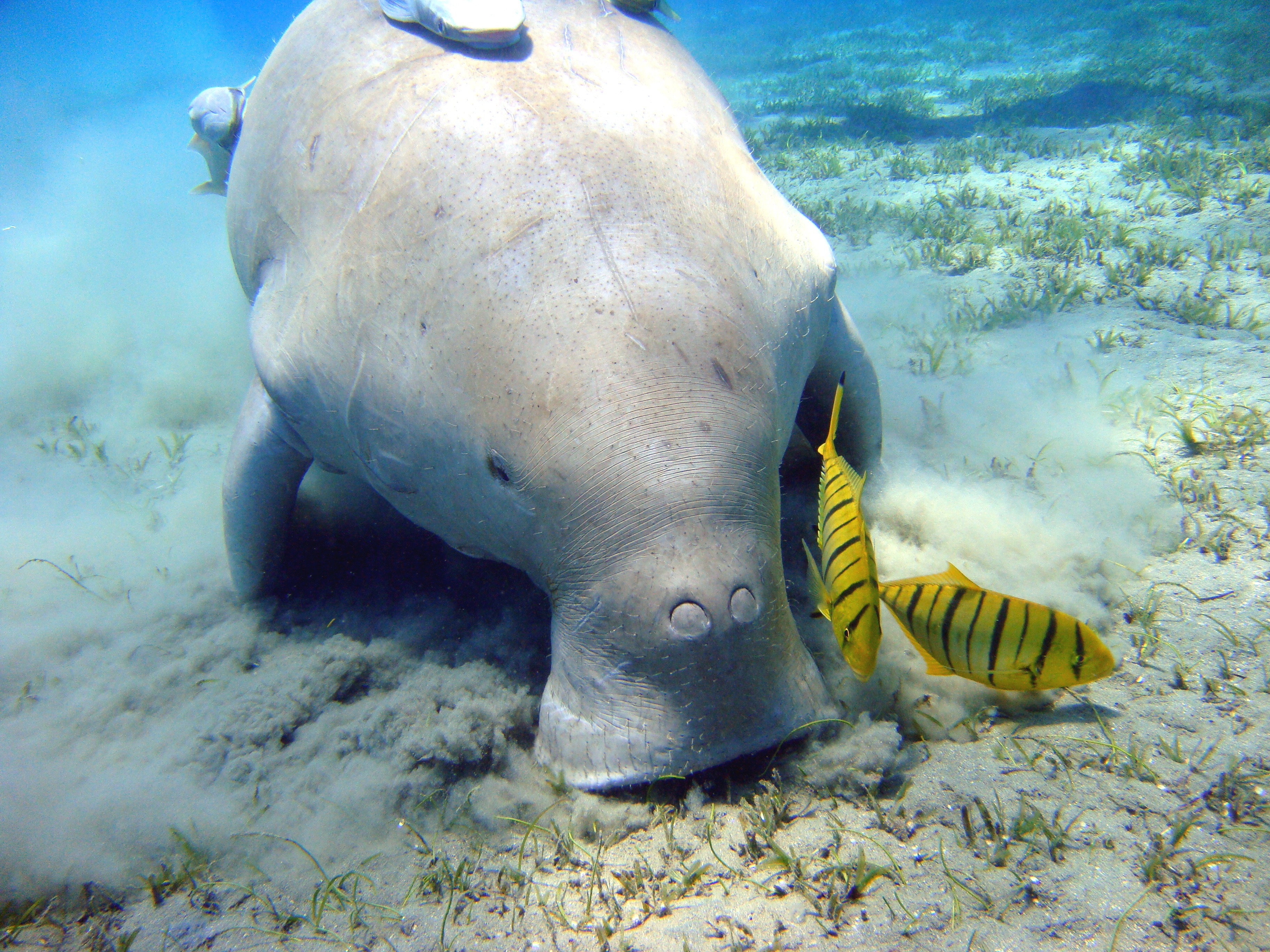
Дюгонь
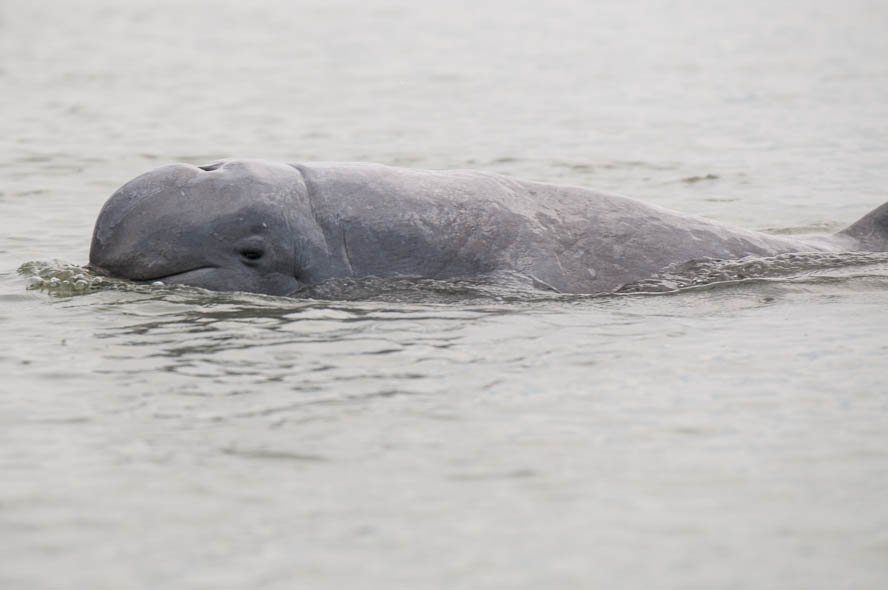
Дельфін Іраваді

### Рослинність узбереж
Рослинність узбереж Андаманського моря представлене численним рядом тропічних угруповань. На Нікобарських і Андаманських островах тропічні вологі широколистяні ліси, нікобарські й андаманські дощові ліси. На північном узбережжі, в дельті Іраваді — бірманські мангрові хащі. Північно-східне узбережжя вкрите бірманськими прибережними дощовими лісами, а південно-східне мозаїкою бірманських мангрів і напівлистопадних дощових лісів Тенассерім — Південного Таїланду. Мангрові хащі вздовж тайського узбережжя займають 600 км². Південні береги Андаманського моря на острові Суматра вкриті суматранськими низовинними дощовими лісами.

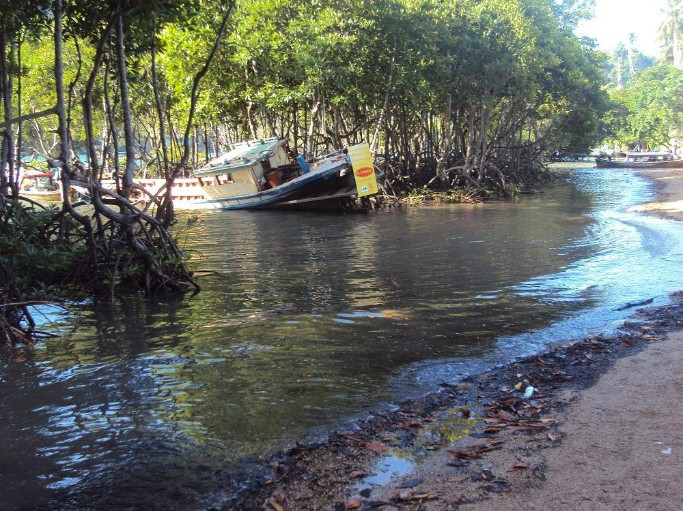
Мангри тайського узбережжя
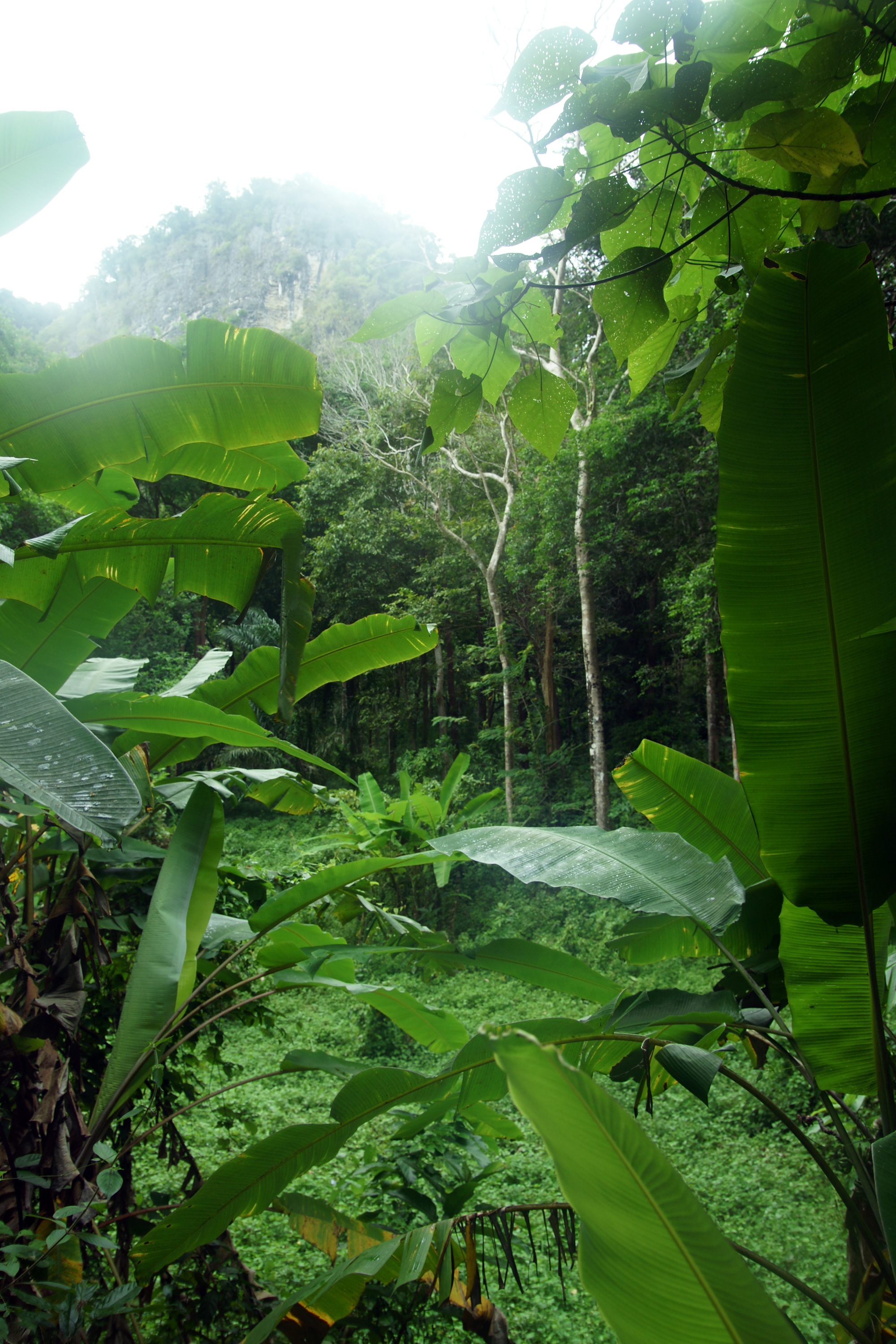
Напівлистопадні дощові ліси півдня

Мангрові зарості сприяють високій продуктивності прибережних вод, їх коріння утримує ґрунт від розмиву морськими хвилями, забезпечує водним організмам прихисток від хижаків, особливо для молодняку риб, слугуючи таким чином своєрідним розплідником. Одночасно детрит мангрів підживлює органікою прибережні води, виступаючи в ролі важливої ланки харчового ланцюга.

## Історія
Перші люди з'явились на узбережжі Андаманського моря 70 тис. років тому, під час першої хвилі розселення сучасних людей з Африки. Якщо на материковому узбережжі вони були витиснені й асимільовані індо-малайськими народами, то на західних островах Андаманського моря (де вони з'явились не пізніше 26 тис. років тому, час відокремлення островів від континенту) вони дожили до нашого часу. Мови андаманських племен становлять окрему мовну групу, найбільш прадавню й несхожу на інші мови Південної Азії. За останні декілька сотень років чисельність андаманських племен (північні андаманці, онге, джарава, сентінельці) зменшилась до декількох сотень, деякі племена знаходяться під загрозою зникнення. Індійська влада на Нікобарських островах створила «заповідник» для неконтактних племен шомпенів і усіляко сприяє збереженню культури зникаючих племен Андаманських островів.
Торгові судна курсували узбережжям Андаманського моря з прадавніх часів, пізніше вони поєднали торговим шляхом прадавній Китай з Індією. У VIII столітті через протоку Північний Препаріс сформувався потужний морський торговельний шлях між Цейлоном й Індією на заході та портами Татон і Тавой в Півдненно-Східній Азії. До того як перші португальці дісталися вод цього моря наприкінці XV сторіччя в Європі про ці землі панувало досить казкове уявлення, через оповіді від італійців, що отримували їх від арабів, середньовічні європейці вважали Андаманські острови населеними вовколюдьми, що ведуть звичайне людське життя, тільки подобою нагадують вовків.

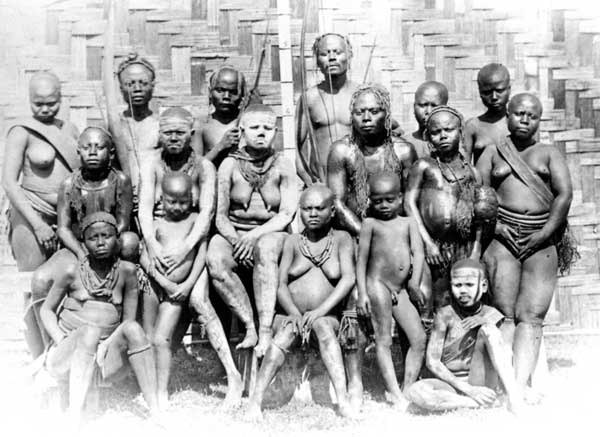
Аборигени Андаман
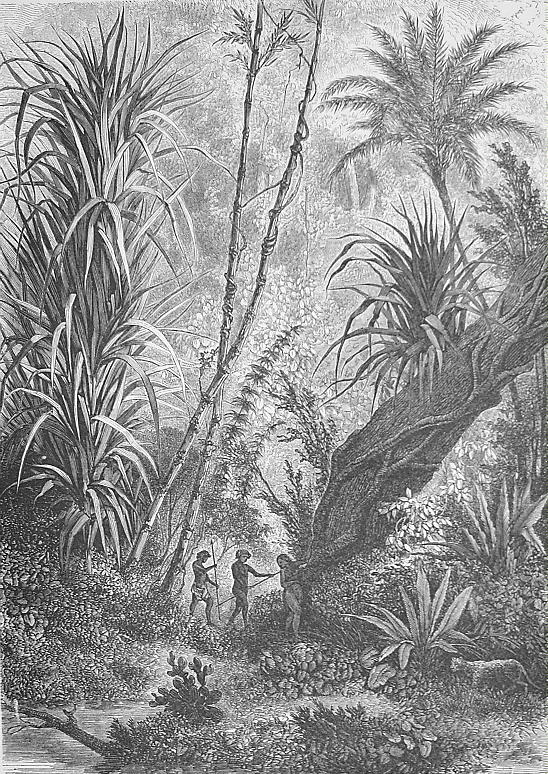
Незаймані ліси Нікобару
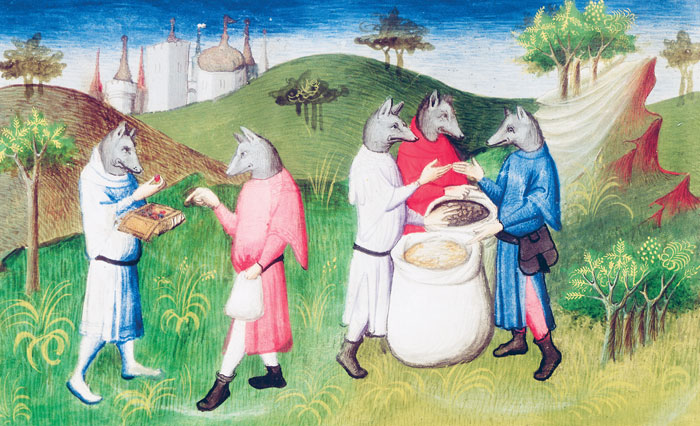
Вовколюди з Андаман, гравюра XV століття
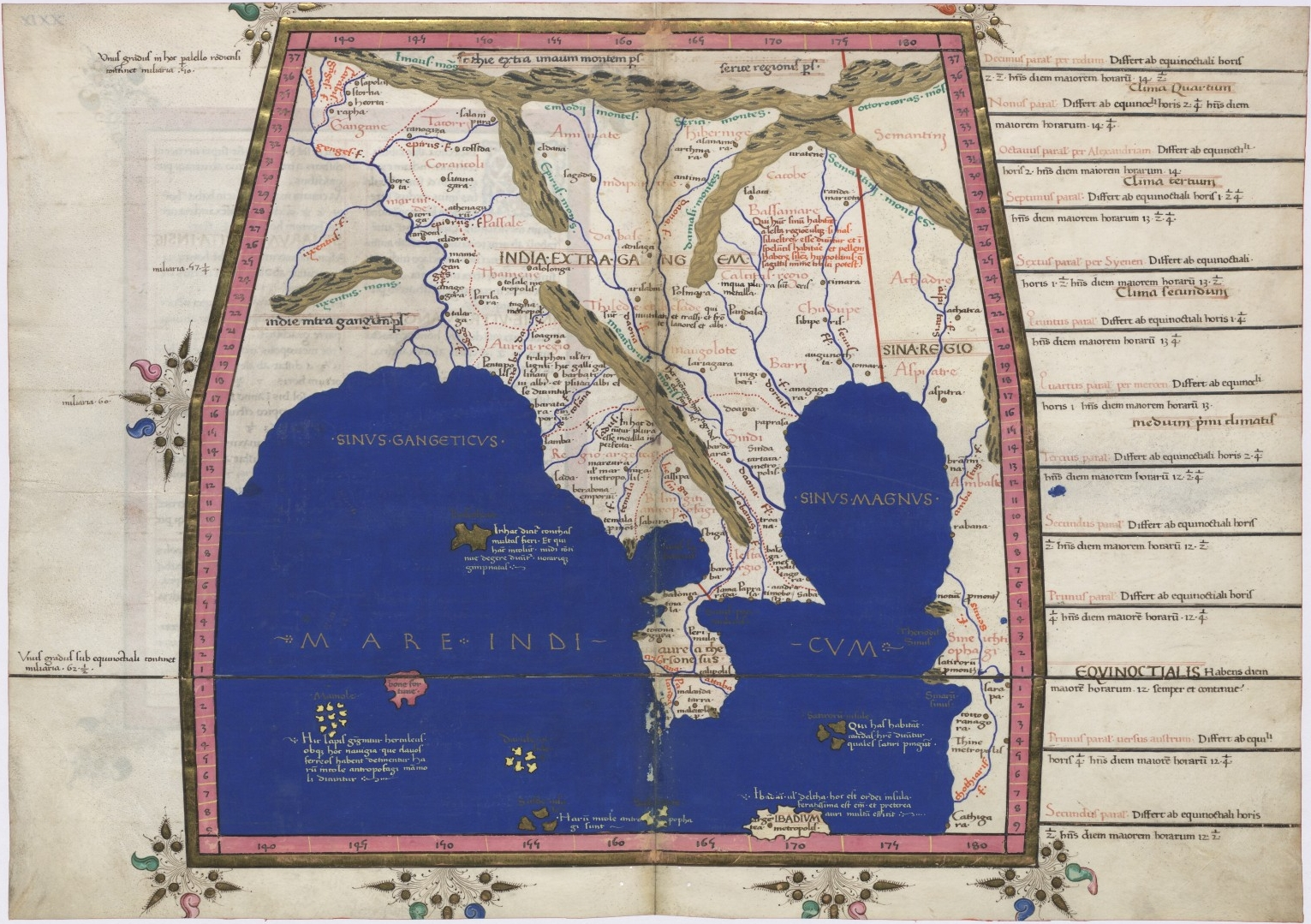
Індія за Гангом у «Космографії» Птолемея, 1467 рік

У часи середніх віків з кінця IX століття східне узбережжя моря знаходилось під владою могутньої імперії Камбуджадеша, яка сягнула свого розквіту в XII столітті. З другої половини XIII сторіччя її витісняють тайські племена й утворюють буддійську державу Сукхотай, яка розпалася 1317 року. Інша держава тайців, що була утворена 1351 року, Аютію до 1438 року прибирає під свою корону усі землі колишнього Сукхотаю. Починаючи з X століття північне узбережжя Адаманського моря підпадає під вплив буддійського Паганського королівства. Коли воно впало 1287 року під ударами татаро-монголів, в дельті Іраваді мони утворили власну державу Пегу (Хантаваді), визнали сюзереном юаньського імператора й вберегли країну від спустошення. У середині XVI століття усе північно-східне узбережжя моря об'єднує під своєю владою бірманська імперія Таунгу. Впродовж наступних століть з перемінним успіхом точаться бірмано-сіамські війни.

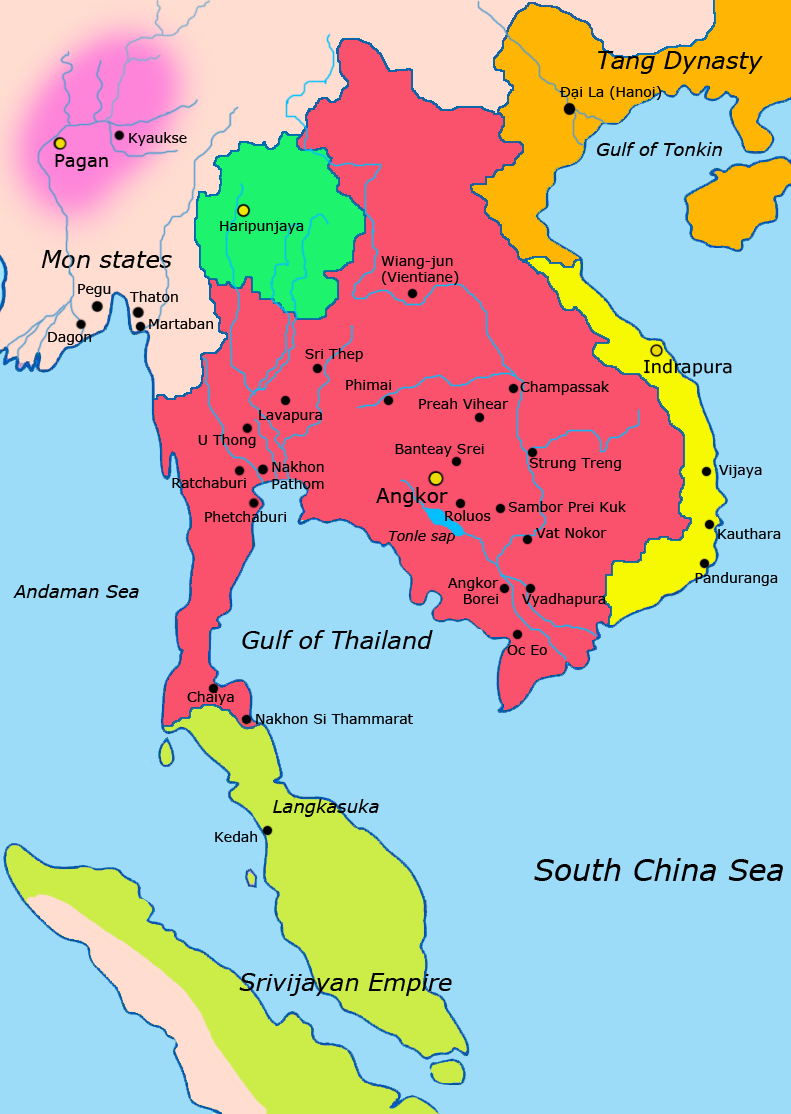
Індокитай, 900 рік
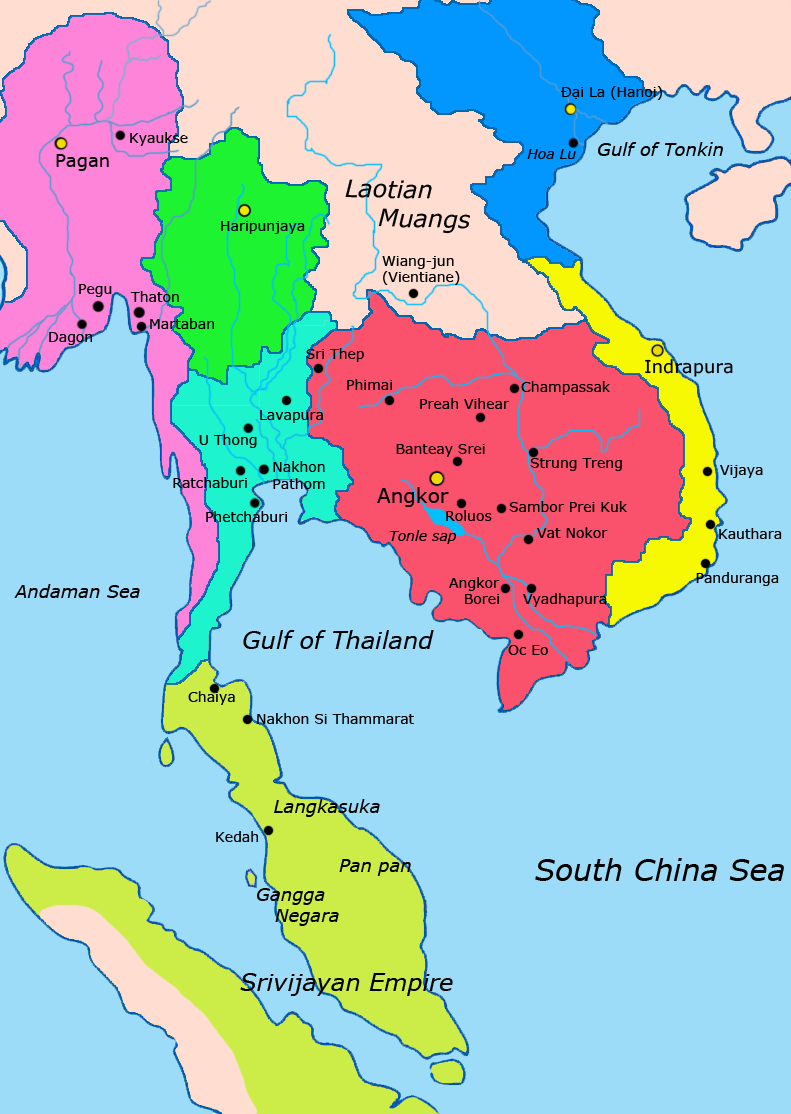
Індокитай, 1050 рік
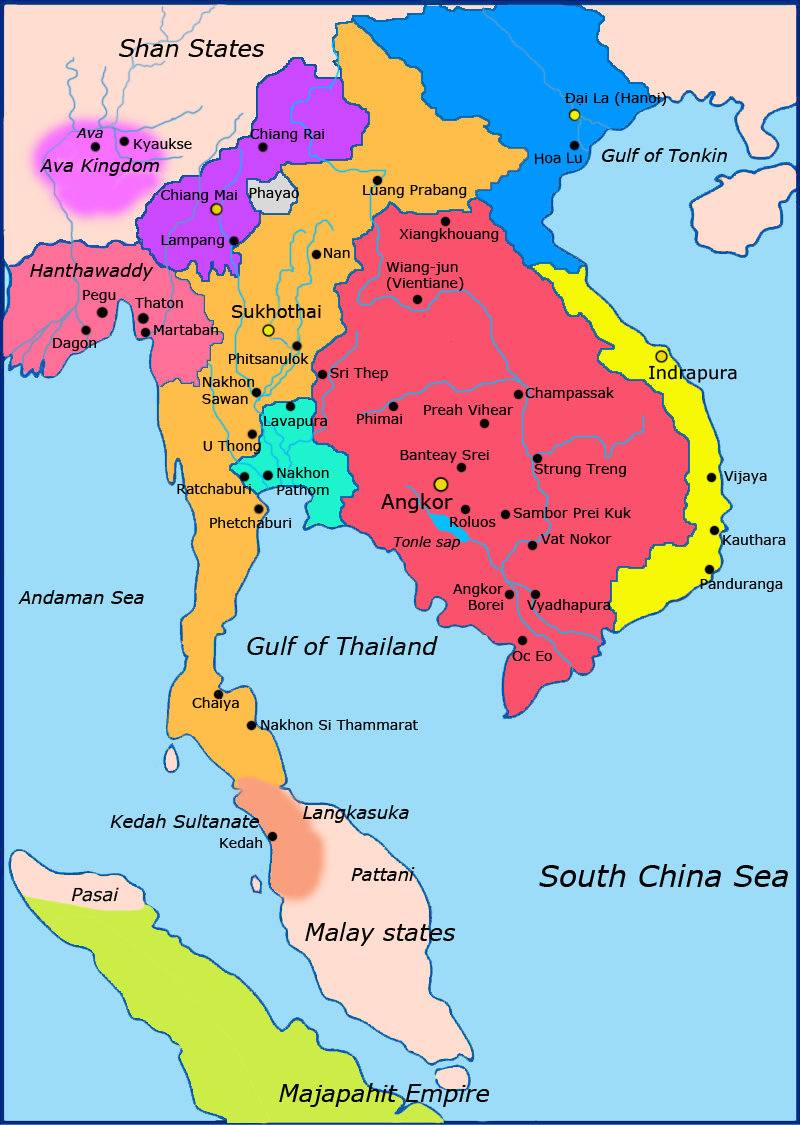
Індокитай, 1300 рік
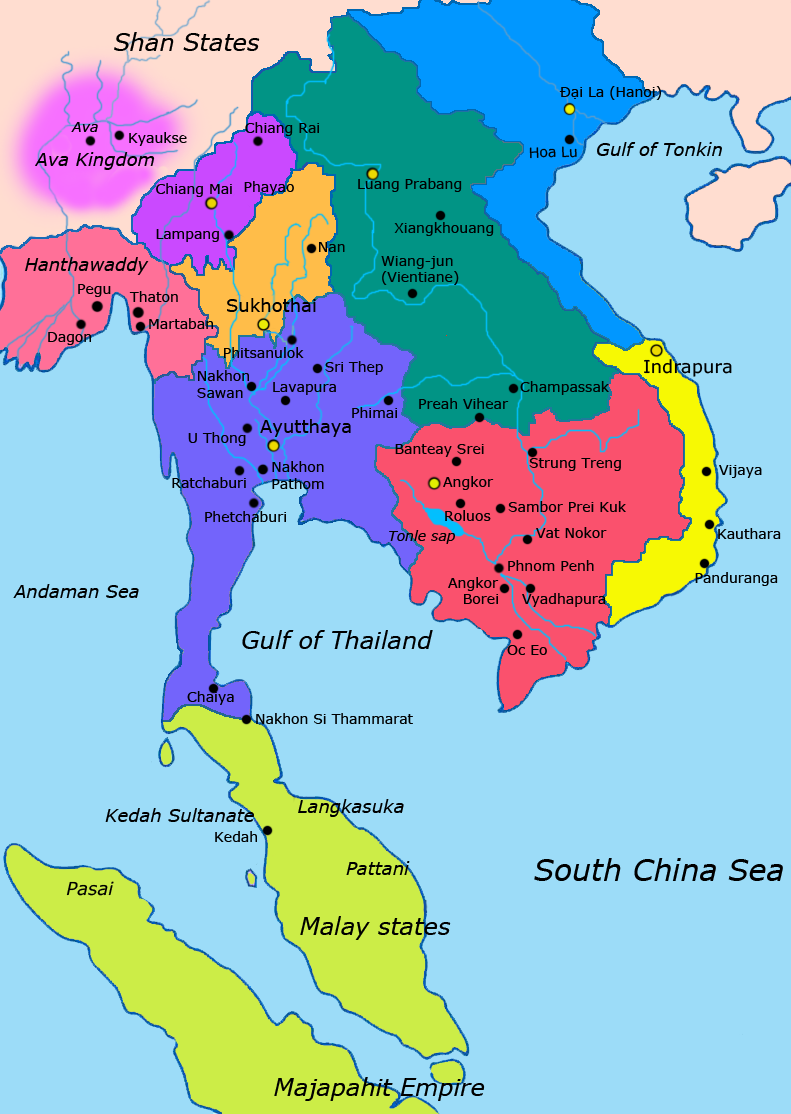
Індокитай, 1400 рік
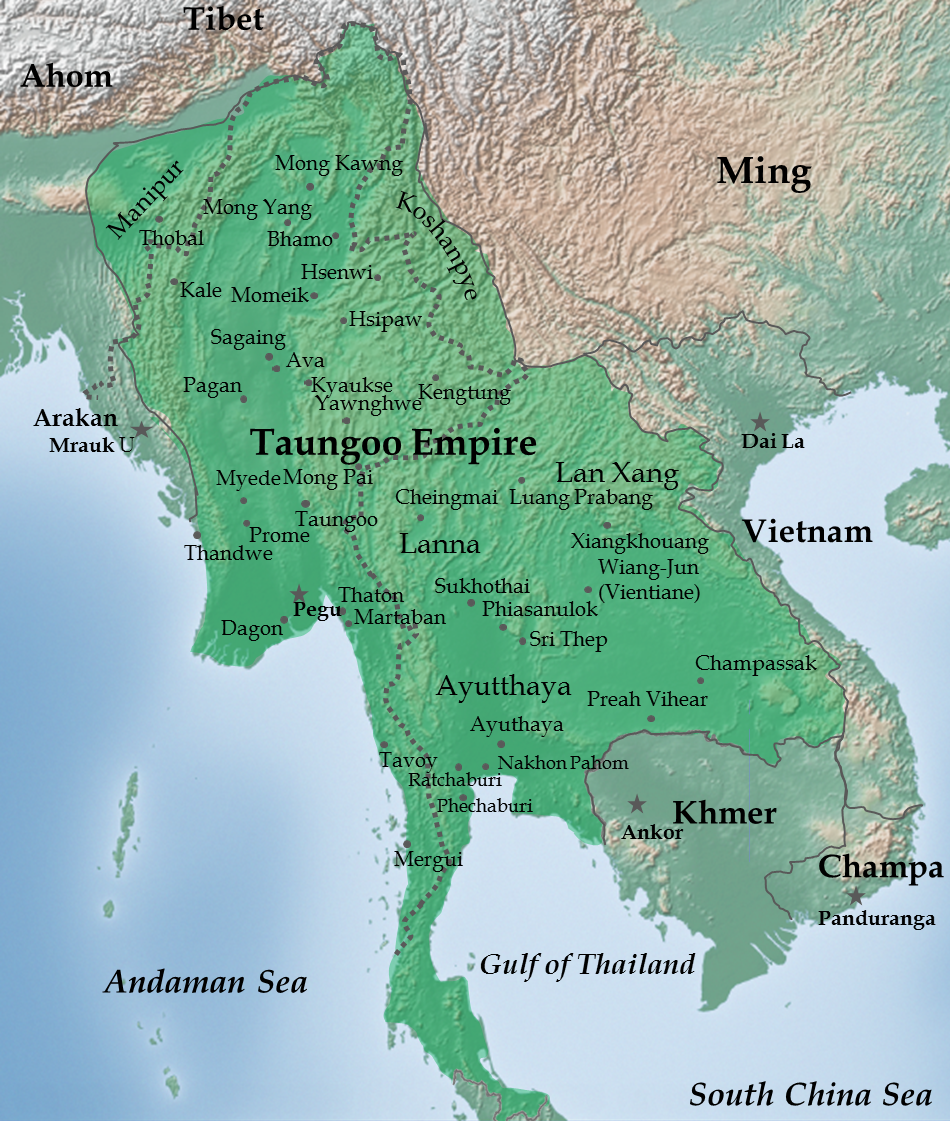
Індокитай, 1580 рік

Між VII та XII сторіччами Суматрою та Малаккою, а головне Малаккською протокою володіло морське торгове буддійське королівство Шривіджая. Після того, як наприкінці XIV століття воно підпадає під вплив яванського індуїстського королівства Маджапахіт, владу в регіоні перебирає ісламський Малаккський султанат. 1509 року португальці під проводом Діогу Лопіша ді Секейри захопили у Махмуда Шаха Малакку й влаштували в ній свій важливий опорний пункт на шляху до «Островів Прянощів» та Китаю. В облозі брав участь молодий Фернан Магеллан. 1511 року португальці розбили Малаккський султанат, на його місці утворилися дрібніші султанати. Наступне сторіччя пройде під прапором перманентної війни й суперництва з місцевими султанами, особливо султаном Джохору. 1596 року голландська Ост-Індійська компанія починає освоюватись в Індокитаї, починається суперництво з португальцями, яке швидко переростає в голландсько-португальську колоніальну війну 1602-1661 років. Вже 1606 року відбувається перша облога Малакки, остаточно місто взяте й винищене 1641 року. Надалі голландці використовували його лише як військовий форт. 1800 року відбулася націоналізація голландським урядом Ост-Індської компанії, проголошено Голландську Ост-Індію. На півночі острова Суматра вже близько 500 року існувала буддистська держава Ачех, що спочатку підпала під вплив Шривіджаї, а пізніше була колонізована ісламськими торговцями, бо займала важливе місце на торговельному шляху прянощів. У XII столітті сформувався могутній султанат Ачех, що довгий час вів війни з європейськими колонізаторами і султанатом Джохор не без допомоги Османської імперії (Османська експедиція до Ачеху).

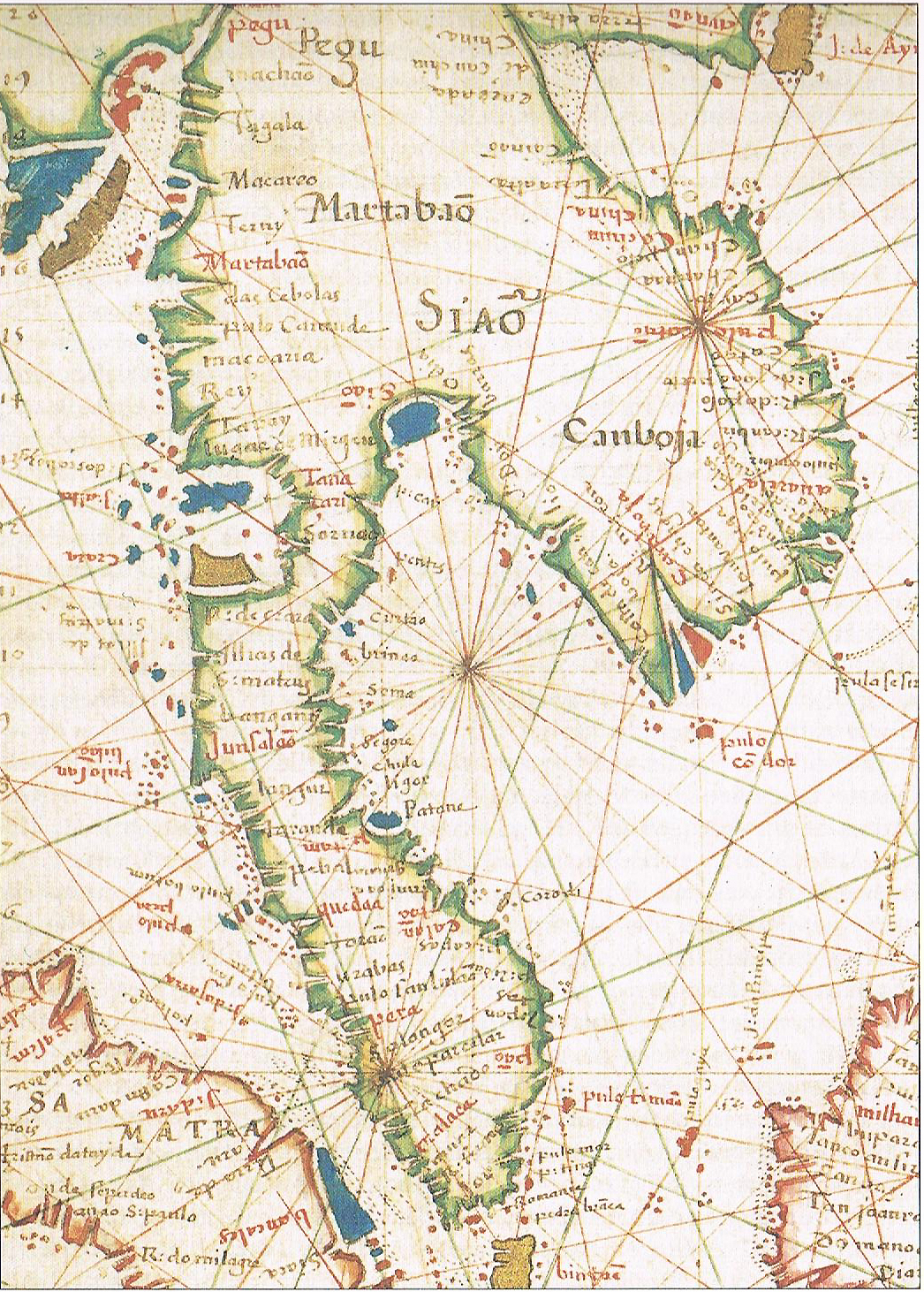
Португальський портулан XVI сторіччя
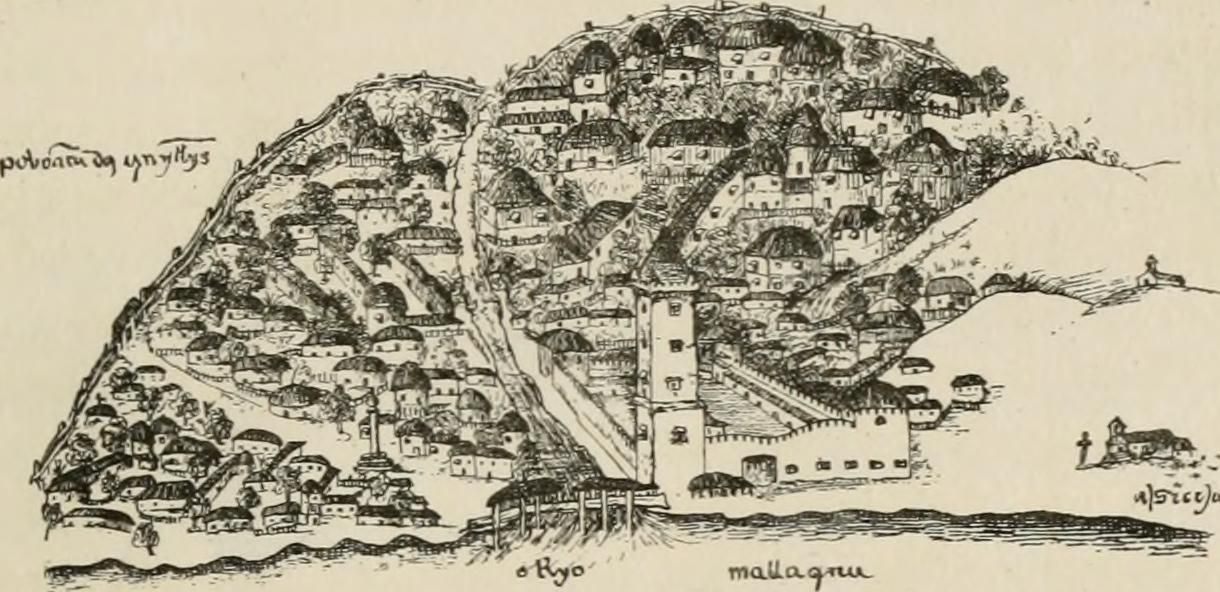
План португальської Малакки
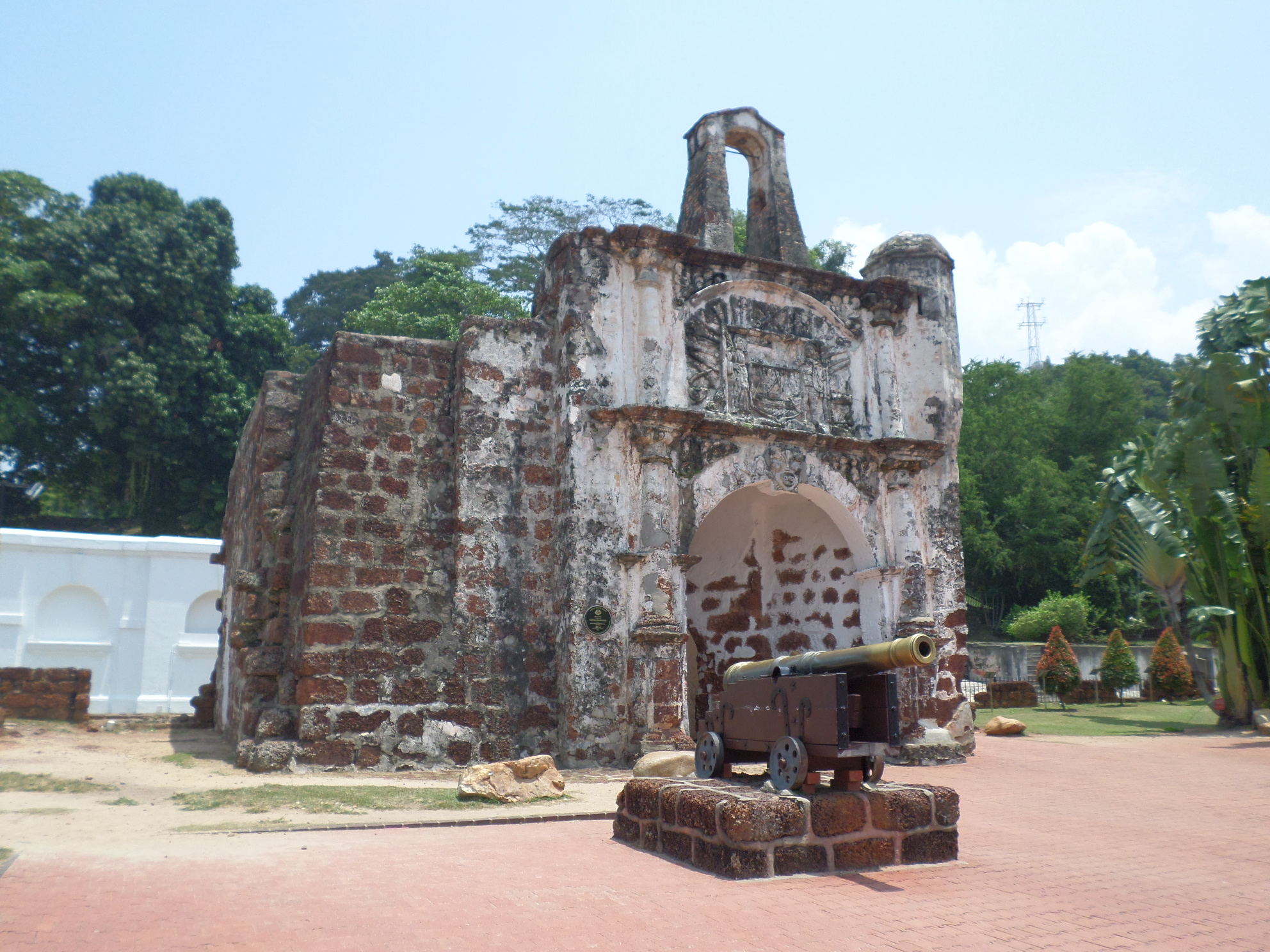
Рештки португальського форту в Малацці
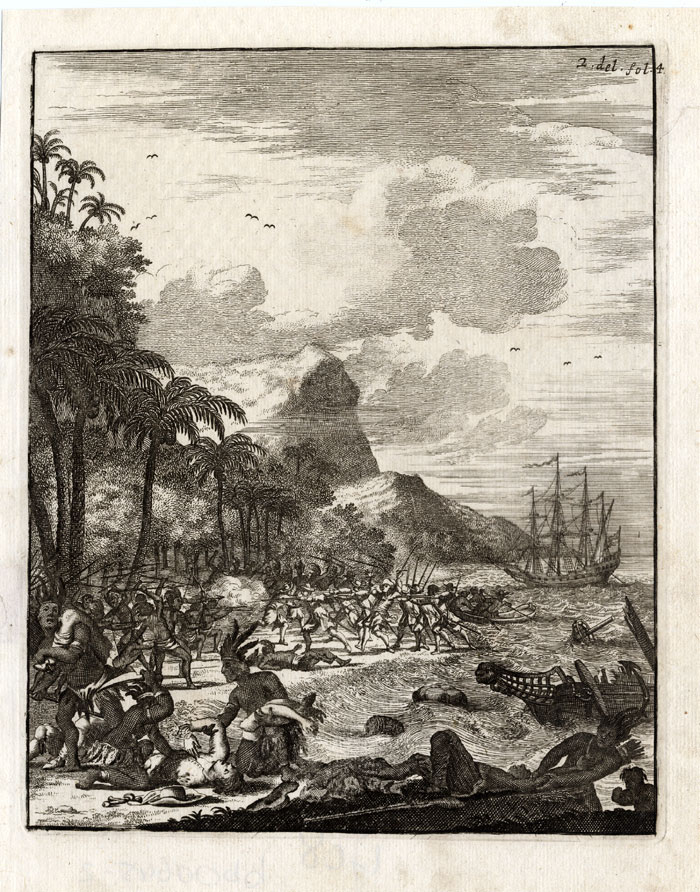
Канібали Нікобару, 1626 рік
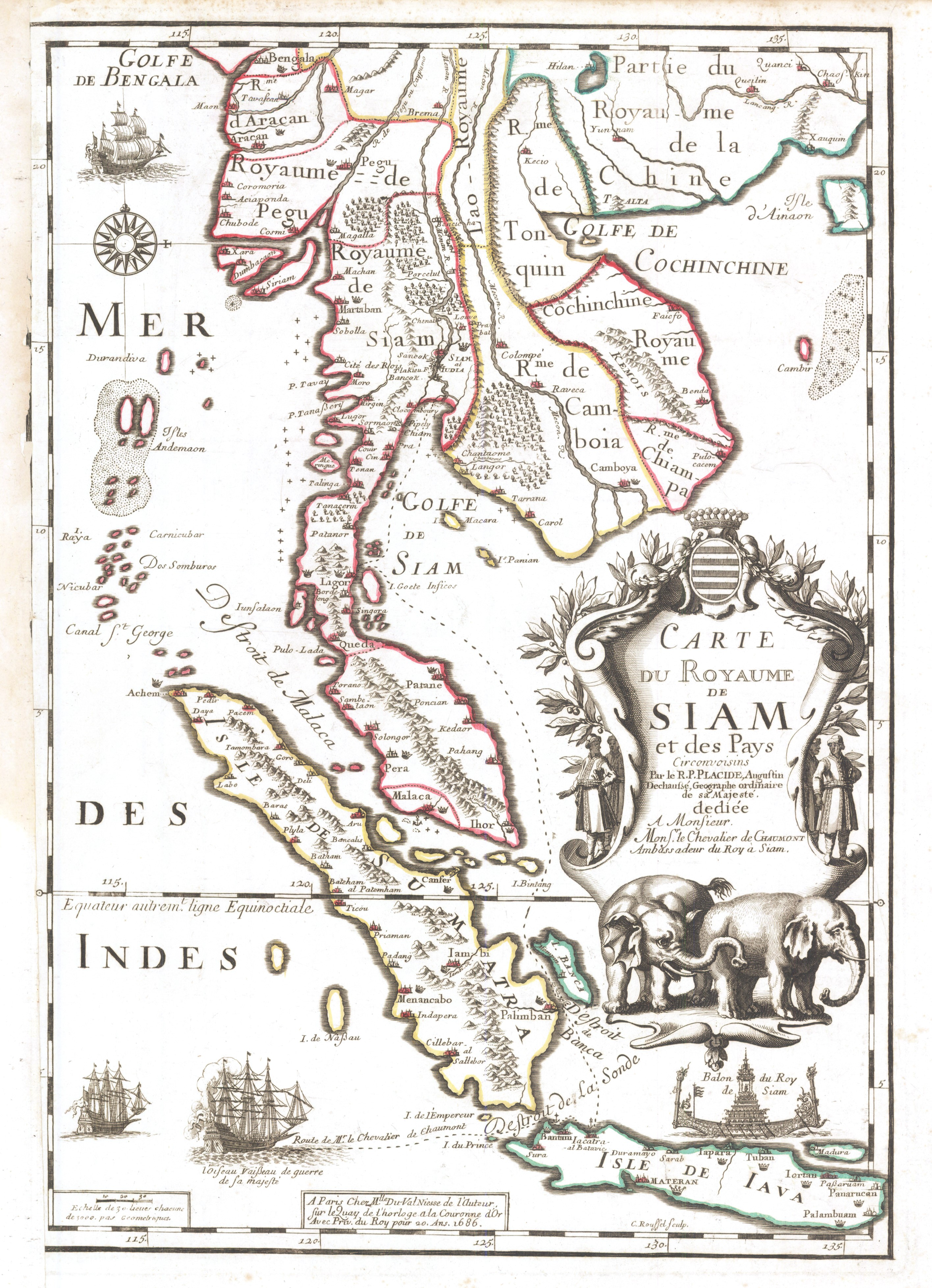
Карта Індокитаю, 1686 рік

З 1755 по 1868 рік данська Ост-Індійська компанія марно намагалась затвердитись на Андаманських островах. З 1778 по 1784 роки такі ж спроби робила й Австрійська імперія на Нікобарських островах (острів Тересса), це була єдина заморська колонія цієї імперії.
1786 року англійський капітан Френсіс Лайт, який перебував на службі в британській Ост-Індській компанії, отримав від султана Кедаху острів Пінанг в обмін на військову допомогу, так була утворена перша британська колонія в цьому регіоні. Перша англійська колонія на Андаманських островах була створена 1789 року, вона проіснувала до 1796, а на постійній основі відновлена 1858 року. За часів британського панування в Індії у період 1858-1947 років мальовничі Андаманські і Нікобарські острови були місцем заслання. На острові Росс, за декілька кілометрів від Порта-Блер була зведена в'зниця. 1824 року англійцями утворено провінцію Британської Індії Британську Бірму, розпочинаються англо-бірманські війни. 1826 року всі британські володіння в Малайї (Пенанг, Малакка, Дінгдінг і Сінгапур) були об'єднані в Східне президентство Британської Індії, що отримало назву Стрейтс Сетлментс. У 1873-1904 роках на півночі Суматри відбувалася Ачехська війна.

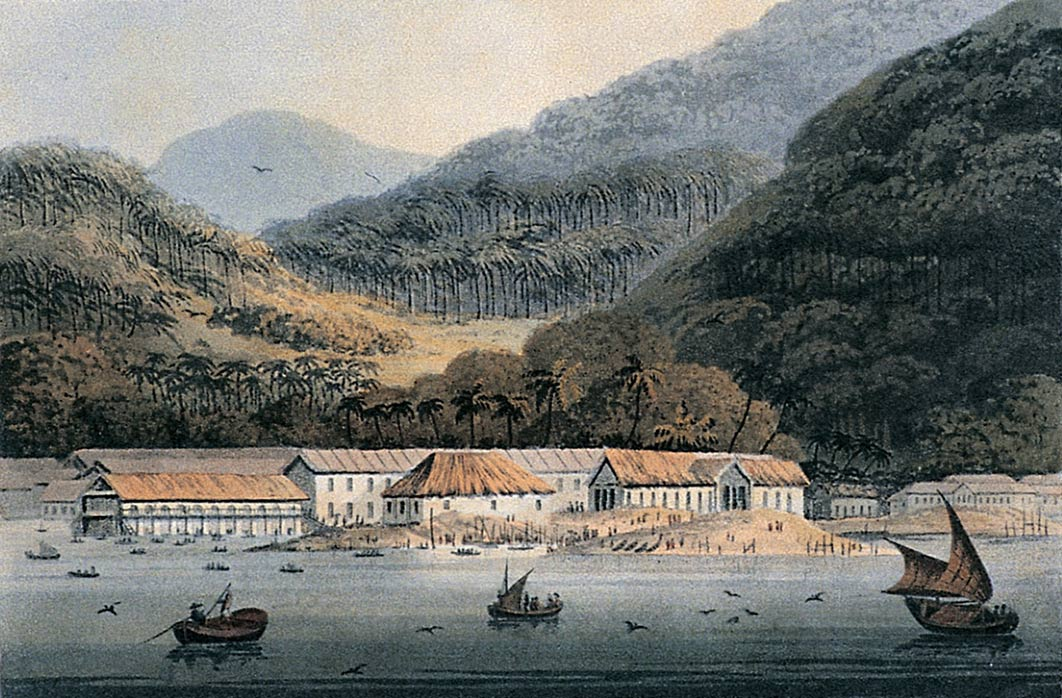
Пенанг, Малакка, 1812 рік
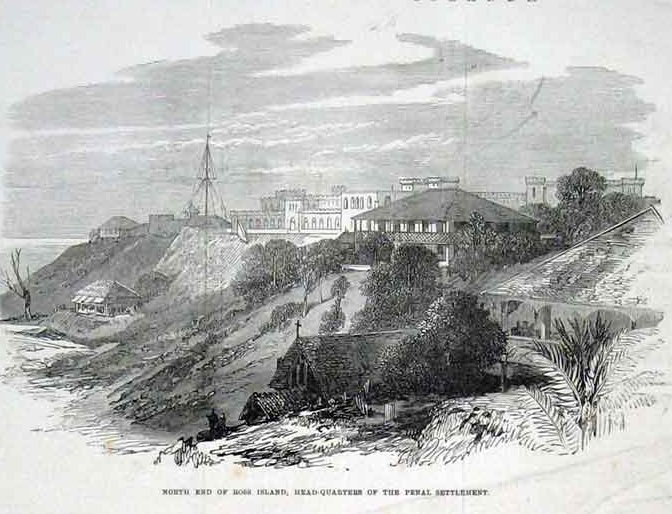
Британська в'язниця острова Росс, 1872 рік
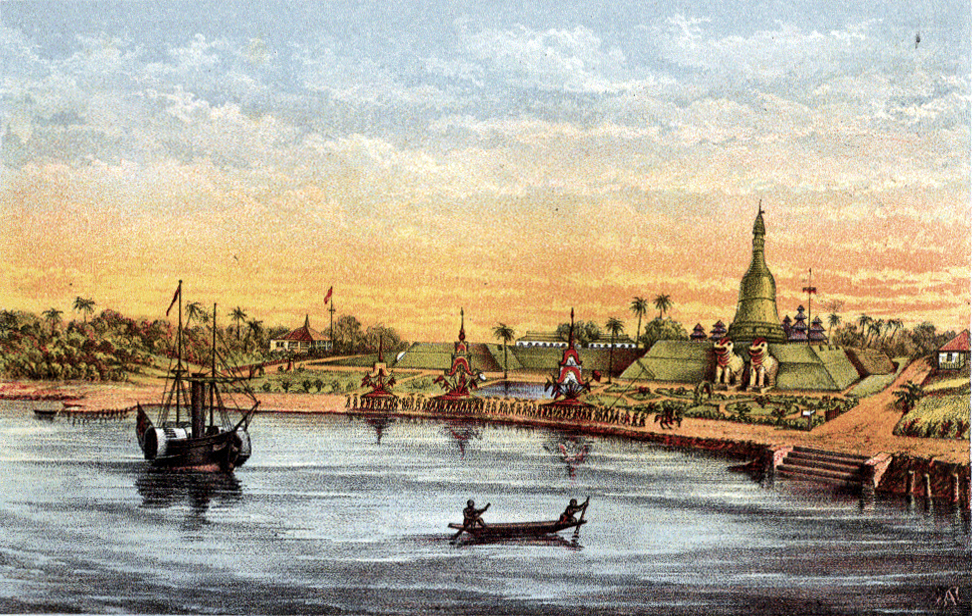
Бассейн, Бірма, 1878 рік
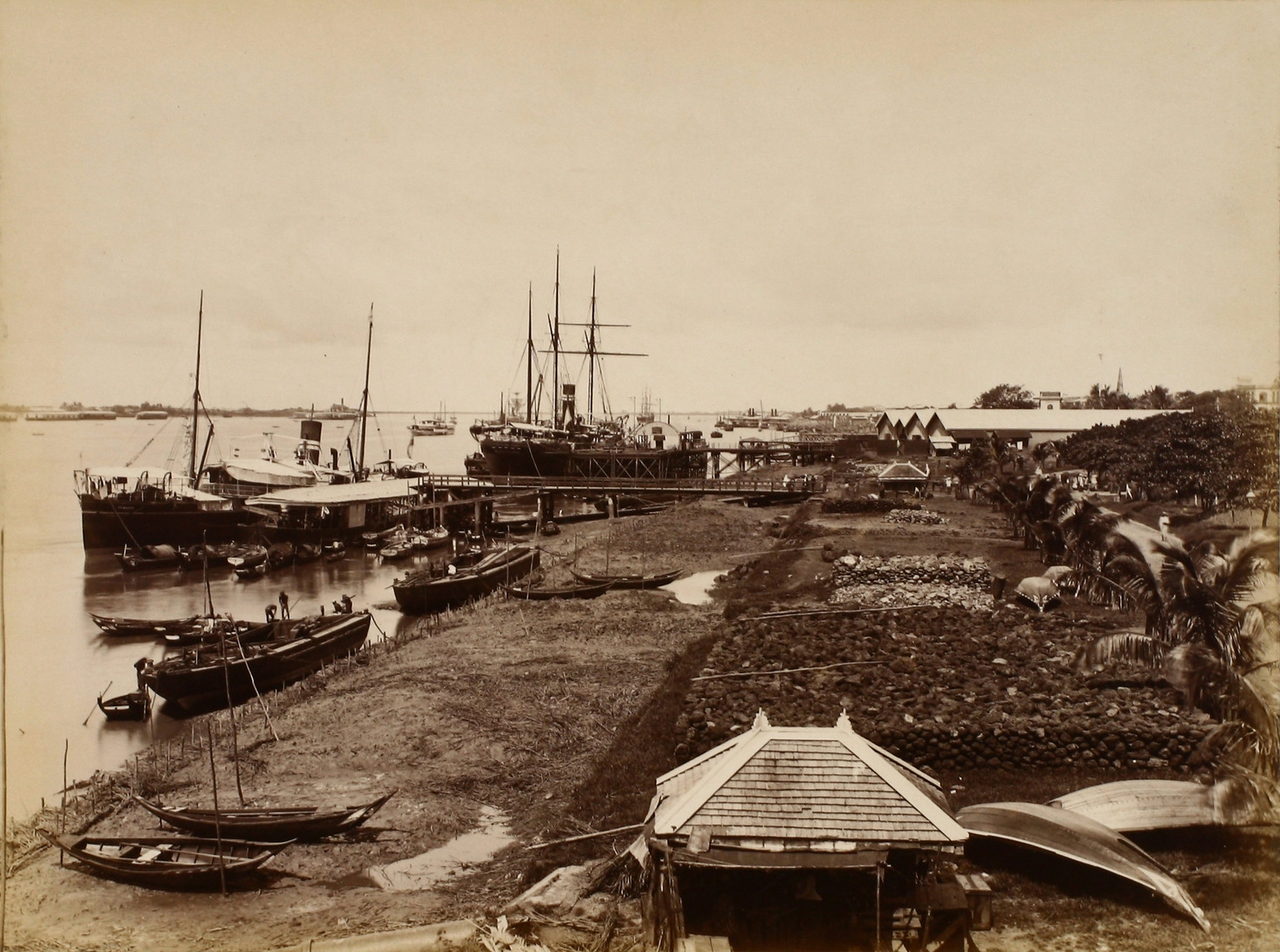
Рангун, Бірма, 1890-ті роки
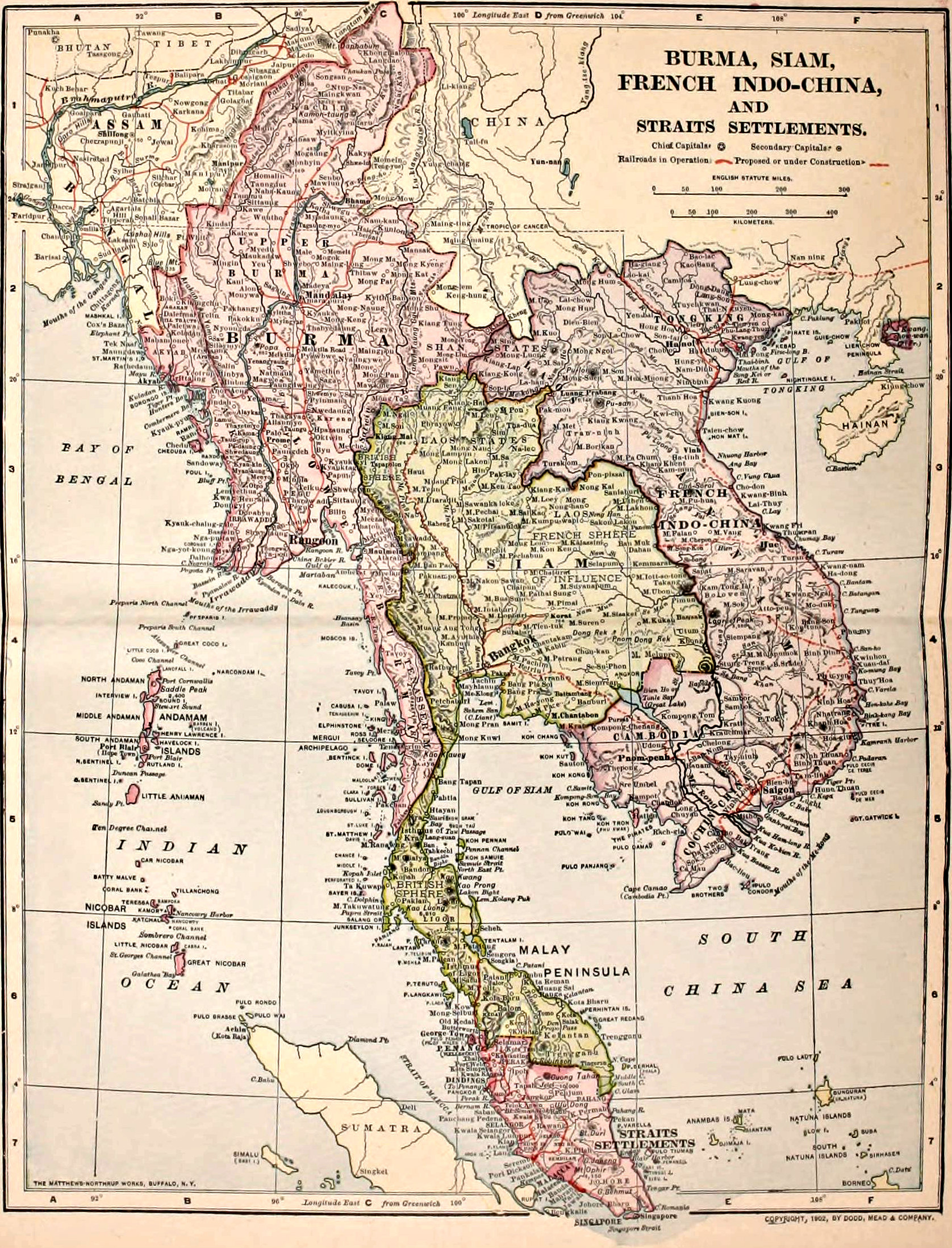
Карта Індокитаю, 1905 рік

Під час Другої світової війни японські війська у 1942-1945 роках тимчасово окупували британську Малакку, Бірму, нідерландську Суматру й висадились на Андаманських островах, номінально підпорядкувавши їх Вільній Індії (Азад Хінд).
17 серпня 1945 року, після звільнення від японської окупації, було проголошено незалежність Індонезії, розпочалася війна за незалежність, що тривала до 27 грудня 1949 року. 1947 року Велика Британія розділила Британську Індію й надала 1948 року незалежність Бірмі. З 12 червня 1948 року по 16 липня 1960 року на Малайському півострові точилася колоніальна війна між британською владою і комуністичними силами, що завершилась придушенням партизанського руху й проголошенням незалежності Малаї 31 серпня 1957 року.

## Господарське використання

### Судноплавство
Через море проходять найважливіші траси морського сполучення між Європою, Близьким Сходом та Індійським субконтинентом, з одного боку, і Далеким Сходом і Тихоокеанським регіоном, з іншого.

#### Порти
Головні морські порти:
- Малайзія: Джорджтаун — головний порт моря.
- М'янма: Янгон — головний порт країни, Тавой, Мергуї (М'єй), Бассейн (Патейн), Молам'яйн (Моулмейн). Через порти вивозяться рис, копра, олово, вольфрам, деревина, каучук[12][13].
- Таїланд: Пхукет. Порт знаходиться на однойменному острові й досяжний лише для суден з осадкою не більше 6 м. Через порт вивозять олово, деревину, каучук, копру, рибу, спеції[13].
- Індонезія: Белаван, Сабанг[2][3].

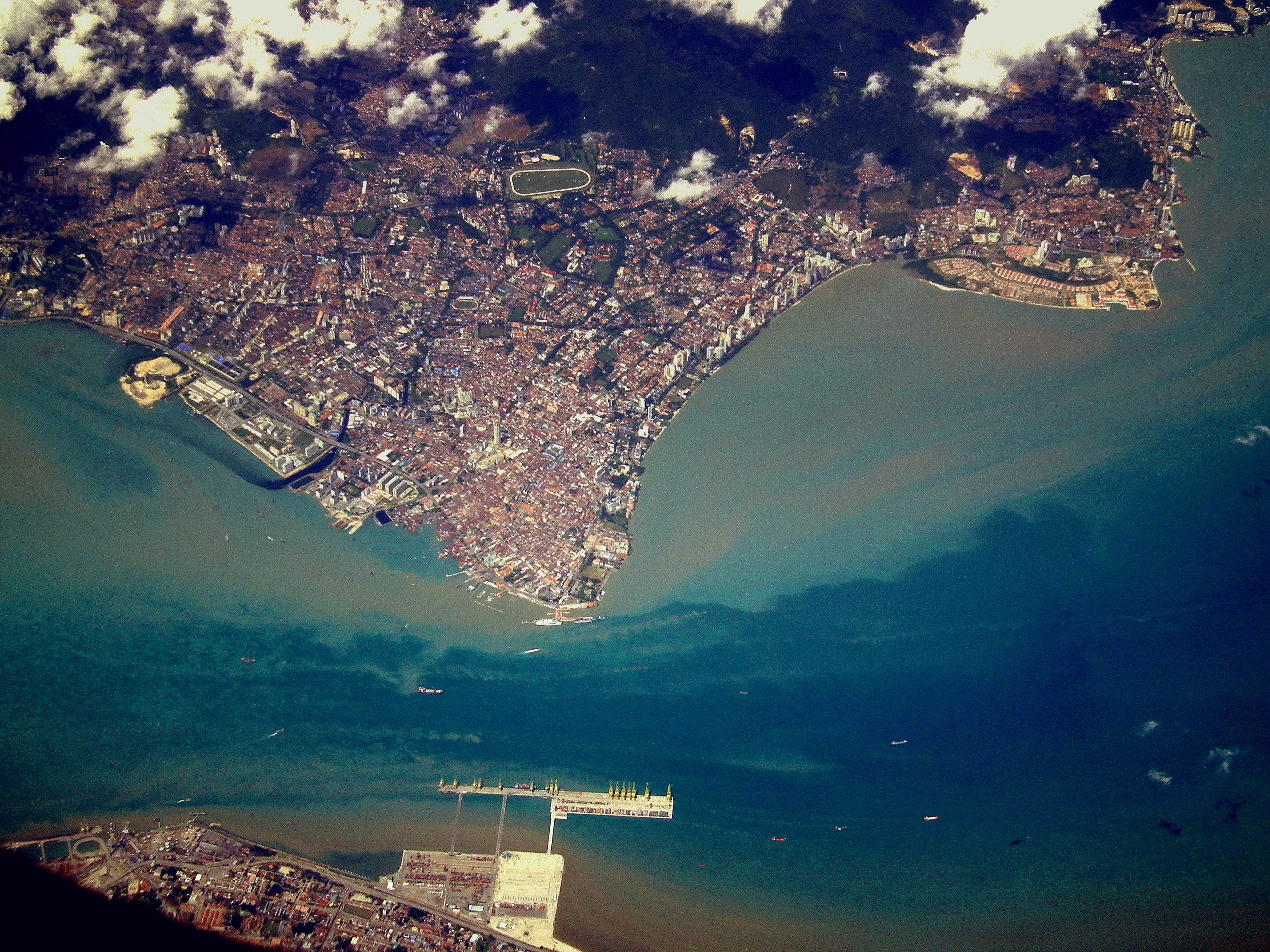
Джорджтаун
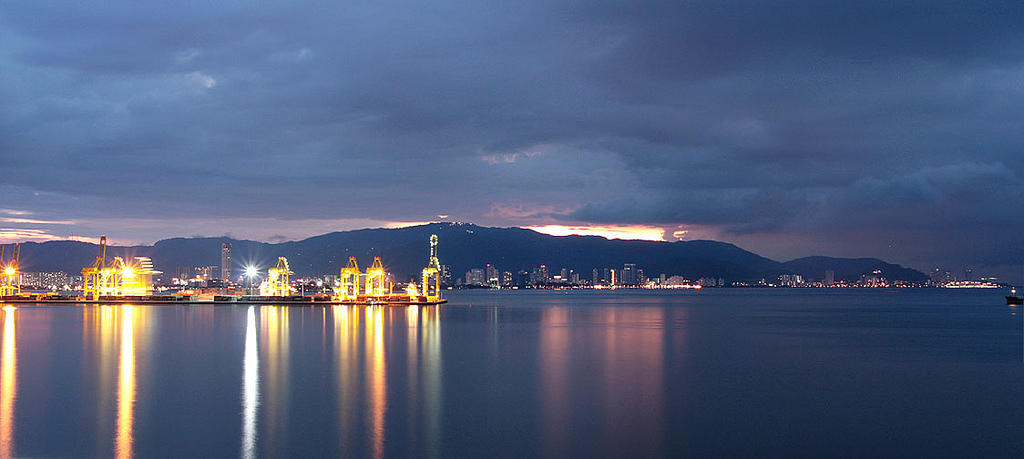
Джорджтаун вночі
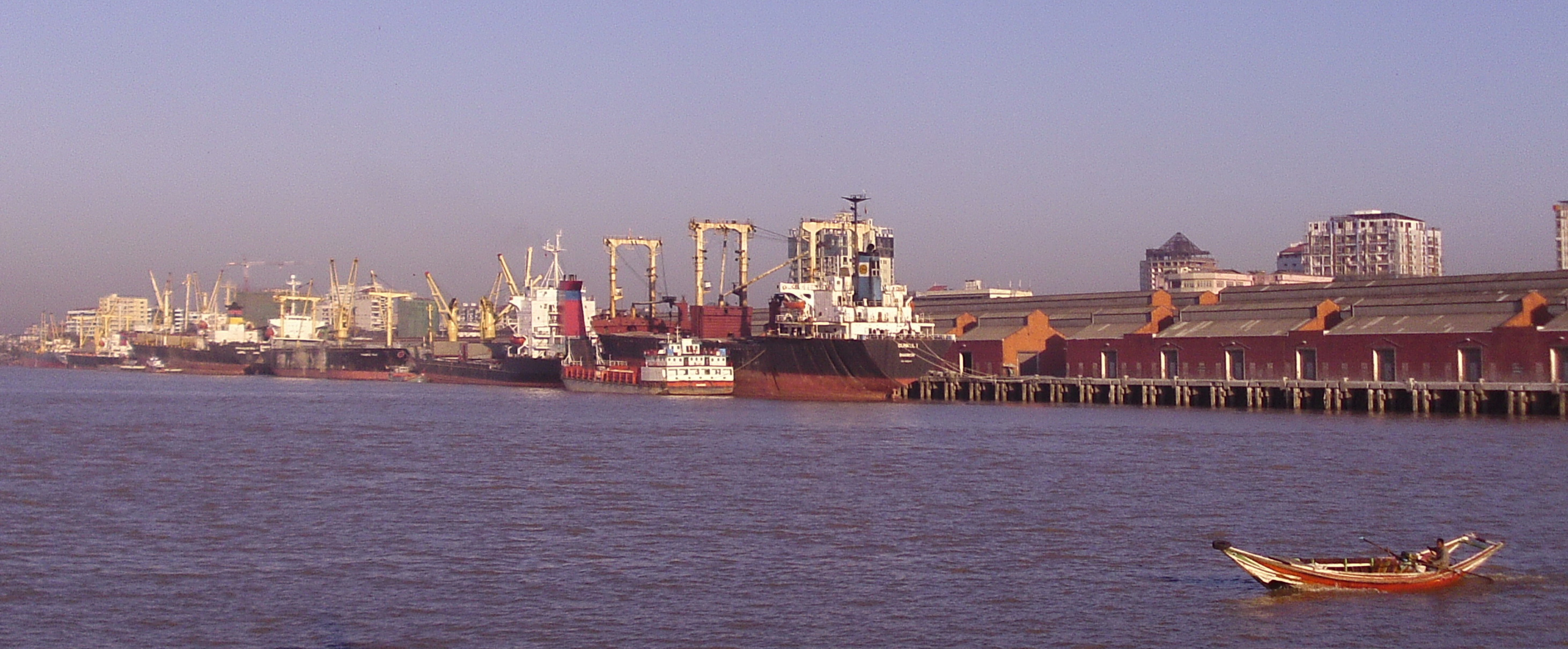
Порт Янгона
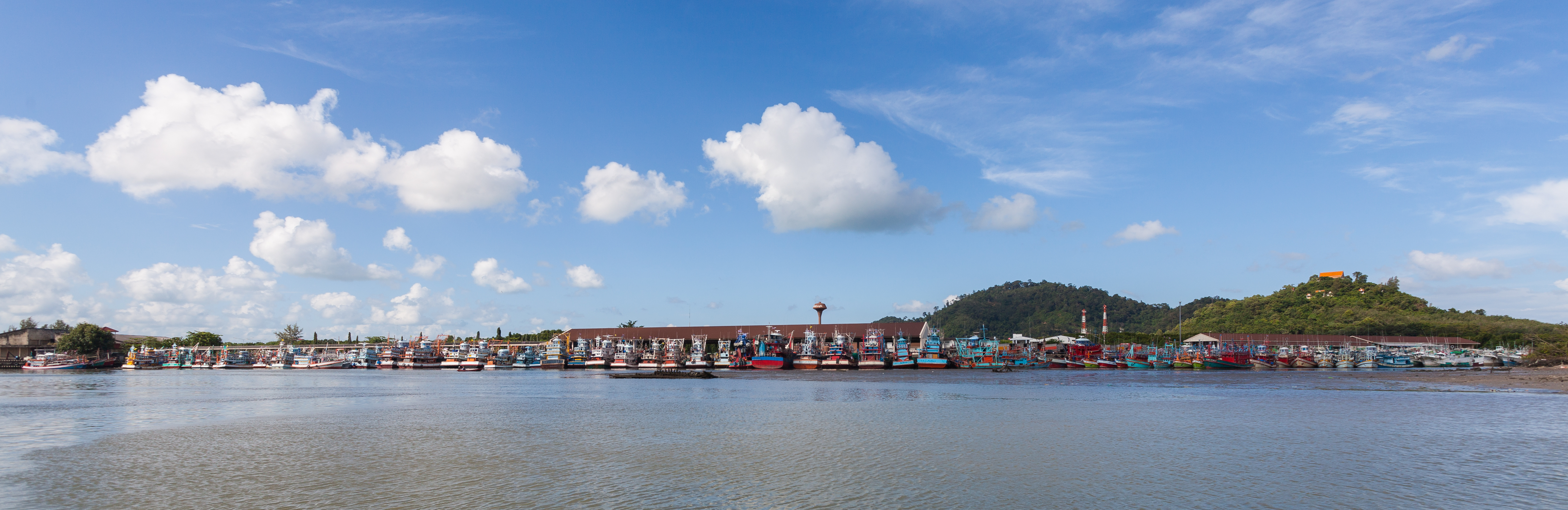
У порту Пхукета

### Риболовля
Промислові скупчення риб можливі тільки в прибережній зоні, в районах коралових рифів, де умови для проживання найбільш сприятливі. Улов на глибинах понад 50 м невеликий, бо умови для розвитку іхтіофауни (рифовий окунь, летрина, барракуда, кам'яний окунь) несприятливі через нестачу кисню. Склад іхтіофауни на глибинах більших за 200 м в умовах дефіциту кисню дуже обмежений, тому інтересу для промислу не представляє.
Прибережні країни ведуть інтенсивний вилов морської риби у власних територіальних водах (скумбрія, анчоуси). Сам лише Таїланд у прибережних водах 2000 року виловив 710 тис. тонн риби, з яких 490 тис. тонн методом тралення (1017 суден), 184 тис. тонн сейнерами (415 суден), близько 30 тис. тонн сітками на невеликих човнах. Вже 2005 року вилов сягнув 943 тис. тонн. У водах М'янми обсяг вилову значно більший, але через політичну ситуацію в цій країні точні дані відсутні (загальний вилов морської риби в країні в межах 1,0-1,6 млн тонн). Малайзія виловлює значно менше риби ніж Таїланд, але виокремити вилов у водах Андаманського моря із загальної статистики важко. Конкурування тайських і бірманських рибалок за рибні ресурси моря часто призводить до збройних конфліктів із людськими жертвами, як це сталося, наприклад, у 1998—1999 роках, коли тайський флот і військова авіація стали на захист інтересів своїх риболовецьких суден в спірних водах. Попри заборону тайським урядом ловити рибу своїм громадянам без ліцензії в іноземних водах, сутички з малайзійськими прикордонниками також непоодинокі.

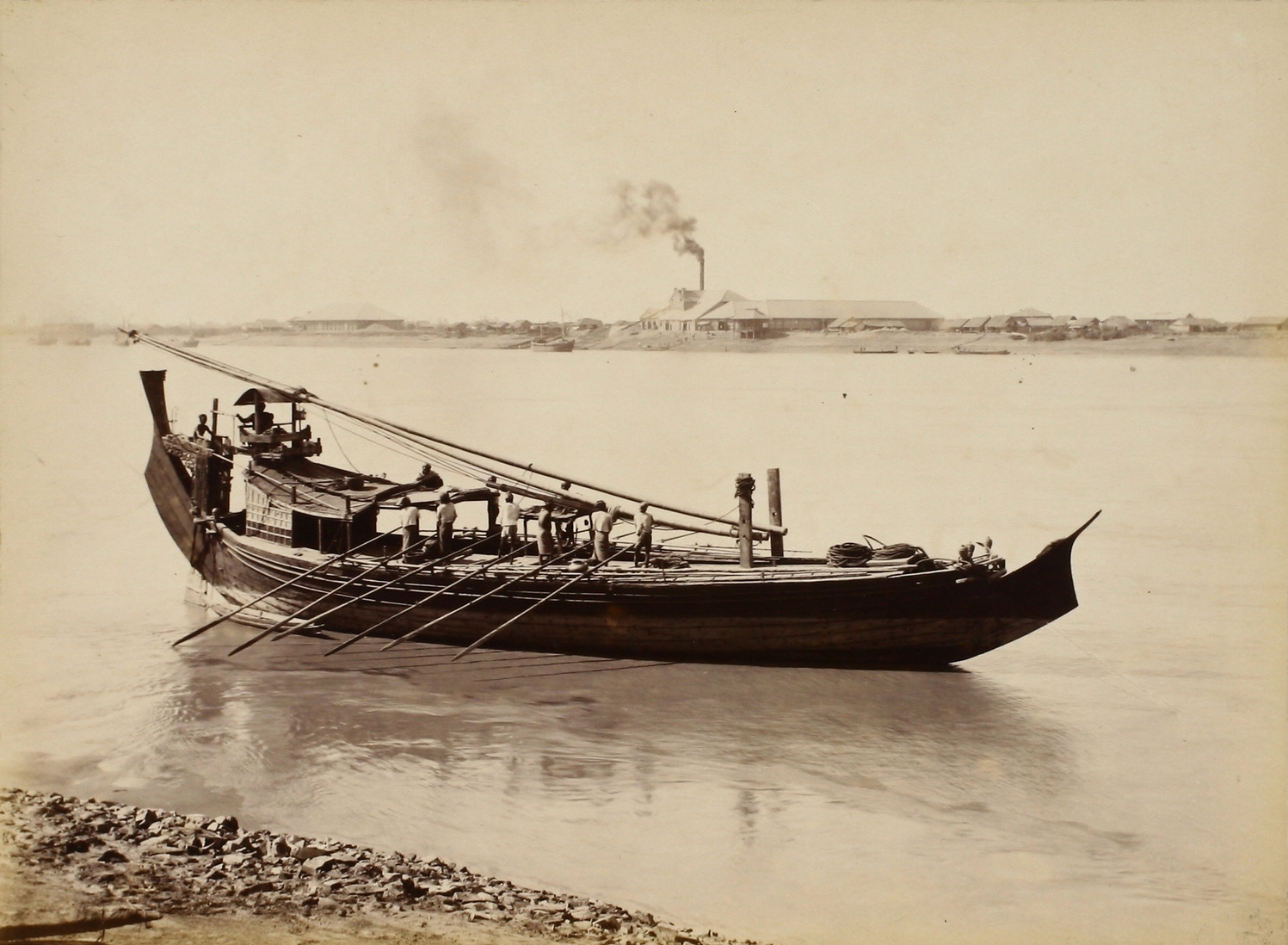
Бірманський вітрильник кінця XIX сторіччя
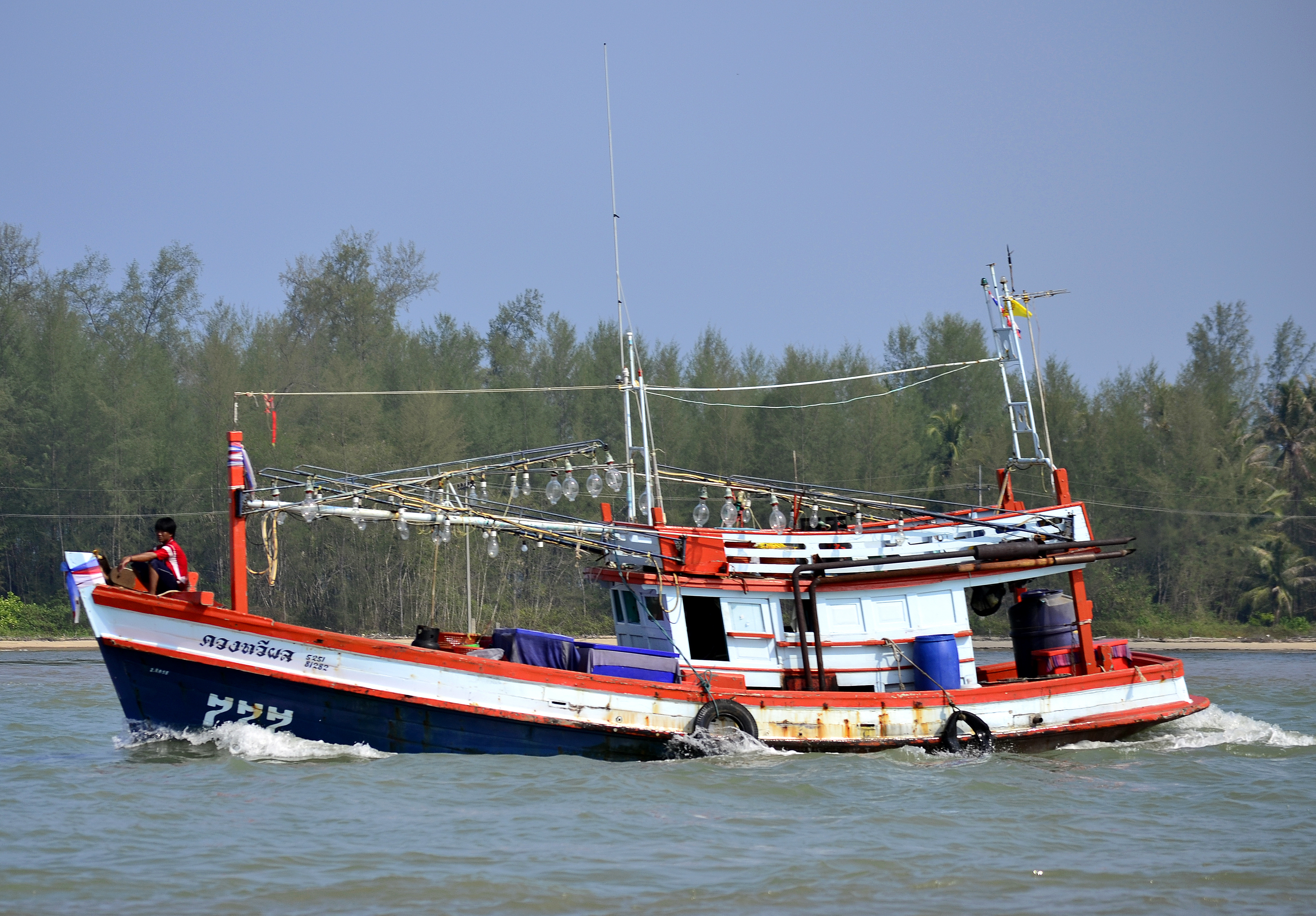
Тайське рибальське судно
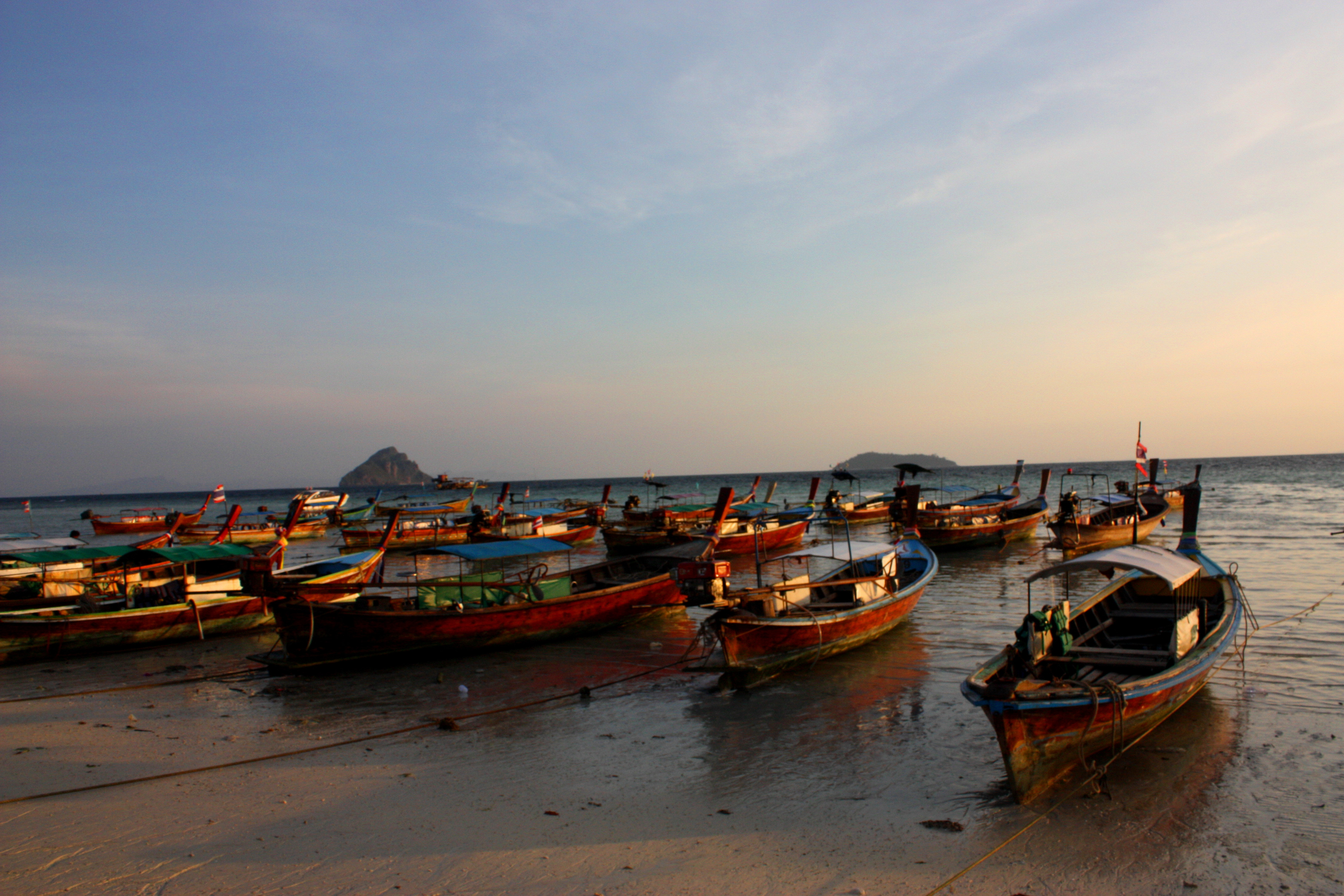
Човни тайських «циган моря»
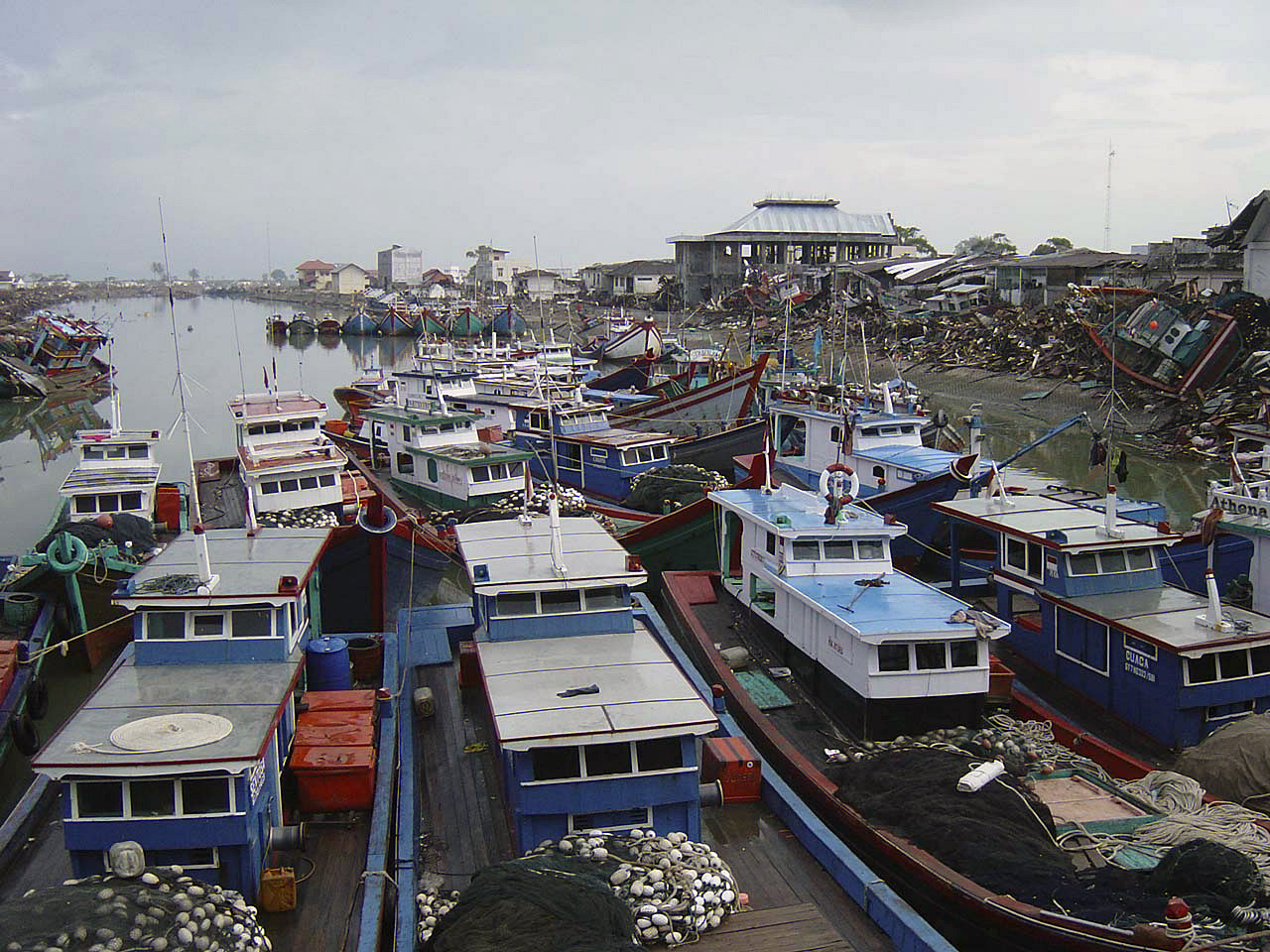
Індонезійські рибальські судна після цунамі 2004 року

Структура вилову (за статистичними даними Таїланду, 2004 рік):
- пелагічні види — 33 %:
  - анчоус (Stolephorus spp.) — 19 %, індо-тихоокеанська скумбрія (Rastrelliger brachysoma) — 18 %, сардинелла (Sardinella spp.) — 14 %, ставрида (Decapterus) — 11 %, довгохвостий тунець (Thunnus tonggol) — 9 %, малий східний тунець (Euthynnus affinis) — 6 %, ставрида великоока (Selar crumenophthalmus) — 5 %, інші різні ставридові (Carangidae) — 6 %, індійська макрель (Rastrelliger kanagurta) — 4 %, королівська макрель (Scomberomorus cavalla) — 3 %, ставрида скумбревида (Megalaspis cordyla) — 2 %, дорабові (Chirocentridae) — 1 %, інші — 2 %.
- донні види 18 %:
  - лакедра (Priacanthus tayenus), ниткопер (Nemipterus hexodon), саурида (Saurida undosquamis, S. elongata), креветки джинга (Metapenaeus affinis).
- головоногі молюски (кальмари і каракатиці) — 7,5 %,
- ракоподібні — 4,5 % (дають 21 % загальної вартості виловлених морепродуктів),
- сорна риба (мальки, неїстівні види) — 30 %
- інші — 7 %.

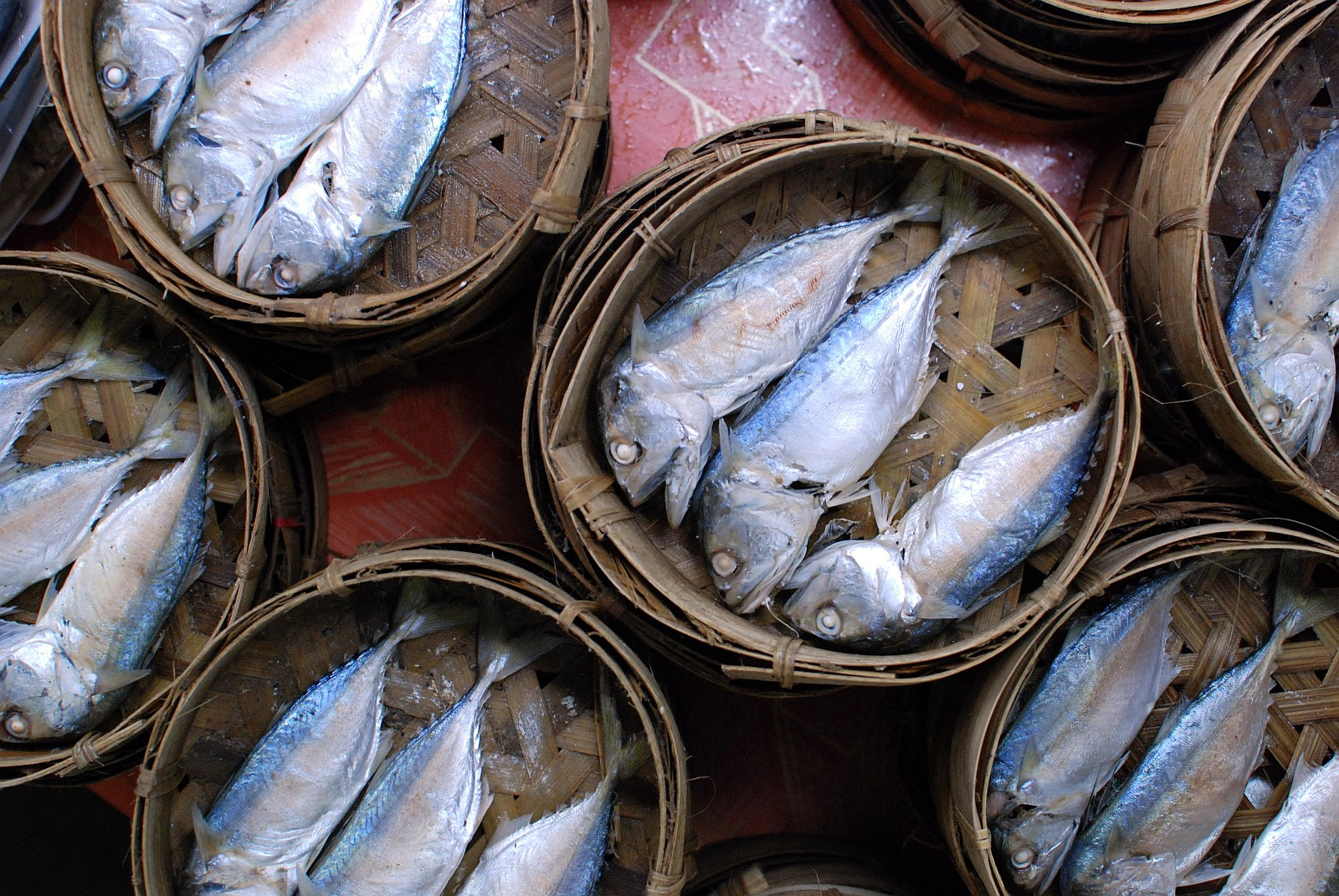
Індійська скумбрія на базарі
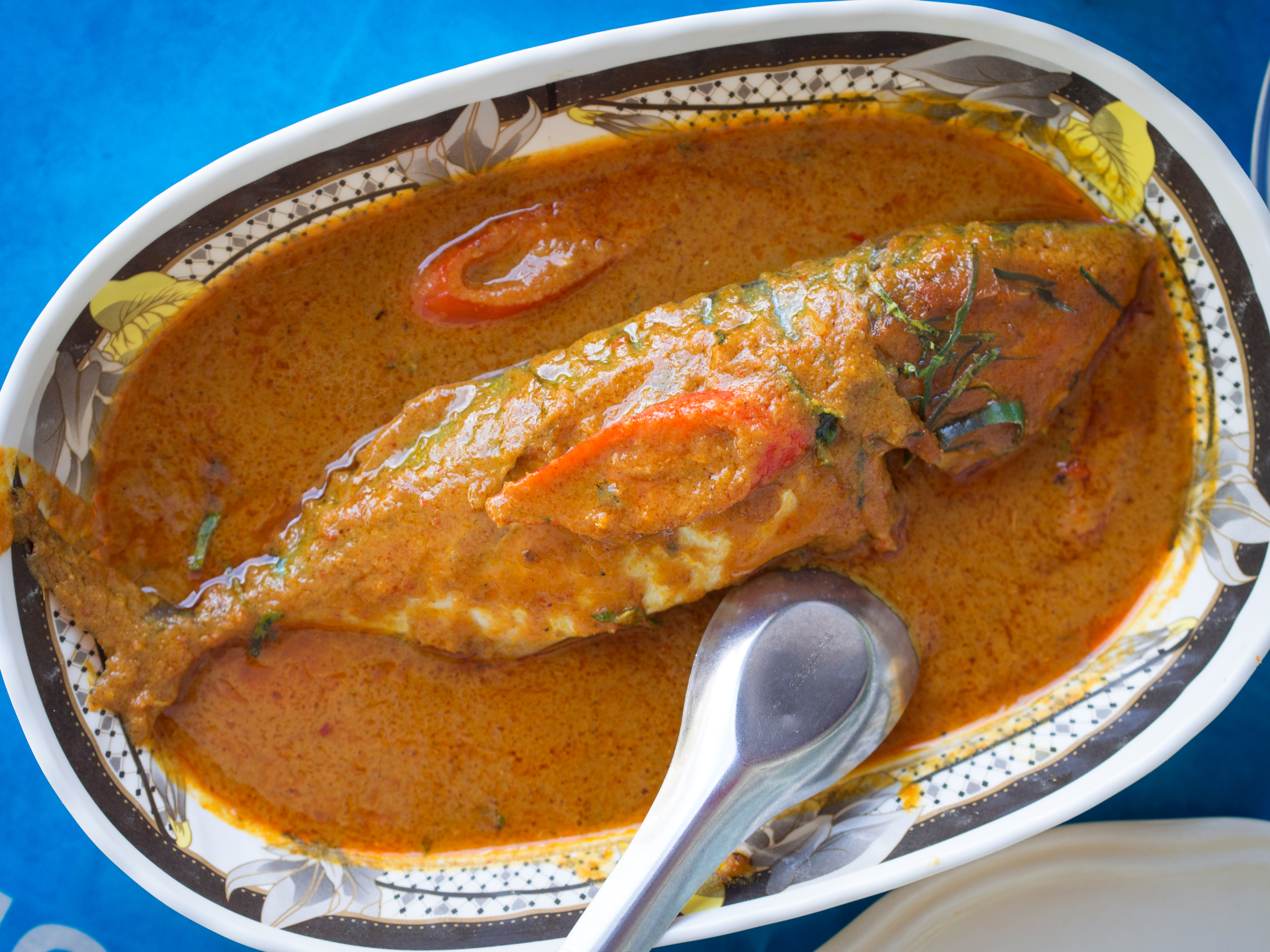
Чучі з пла-ту (скумбрія)
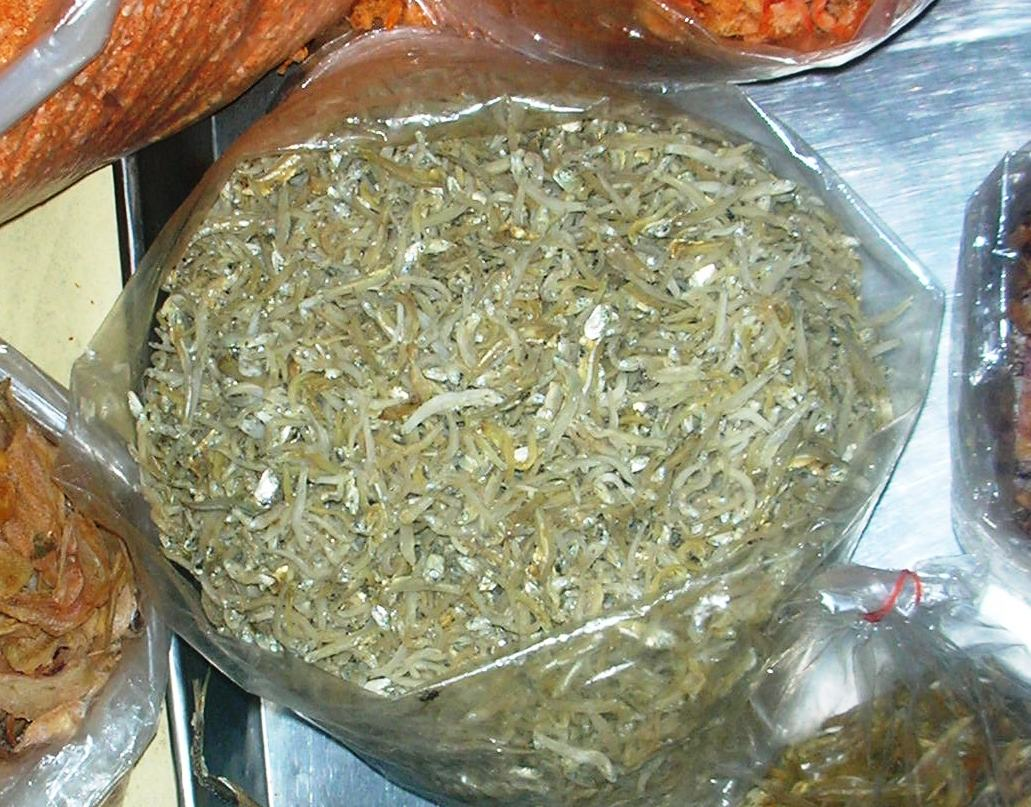
Тайський сушений анчоус

Наприкінці XX століття рибні ресурси моря зазнали значного перевантаження, перевилов пелагічних видів 1991 року становив 333 %, а донних — 245 %. Місцевим рибалками прийшлося переорієнтовуватись на інші морепродукти. Вилов молюсків в Андаманському морі через перевилов катастрофічно скоротився з 27 тис. тонн 1999 року до 318 тонн 2004.
Інтенсивно розвивається морекультура, традиційний вилов і розведення молюсків заради їжі та перлів.

#### Видобувна промисловість
Історично видобувна промисловість зосереджена вздовж східного узбережжя (М'янма, Таїланд, Малайзія) — розсипні родовища олова й вольфраму як на неглибоких ділянках моря (Такуала, Пхангнга, Пхукет, Кораві) так і на прилеглому суходолі відкритим способом (меншою мірою шахтним). У Пхукеті зведено металургійний завод для виплавки олова, який працює на вугіллі з кар'єру в Карабі. Морські термінали для відвантаження руди зведені в Молам'яйні, Пхукеті й Келанзі.
У Банда-Ачесі й Танхльїні (поблизу Янгона) побудовані нафтоналивні термінали. Історично велика кількість нафтоналивних і нафтоперегонних заводів сконцентрована на берегах Малаккської протоки.

### Рекреація і туризм
У другій половині XX століття, особливо на тайському узбережжі, починає розвиватись рекреаційна галузь, центром якої стає острів Пхукет. Острів населений місцевим аборигенним населенням, «циганами моря», культура, побут й життя яких були цікаві для тайців-туристів. Туристів також приваблювала загадкова природа лабіринтів прибережних островів мальовничої морфоскульптури, утворених спільною дією атмосферних опадів і морських хвиль — острів Пхукет, острови Пхіпхі, Ко Тапу та інші. Згодом курорт набув міжнародного значення. Тепер сюди заради дивовижної природи, дайвінгу й підводного сафарі на коралових рифах, серфінгу, секс-туризму приїздять мільйони іноземних туристів.

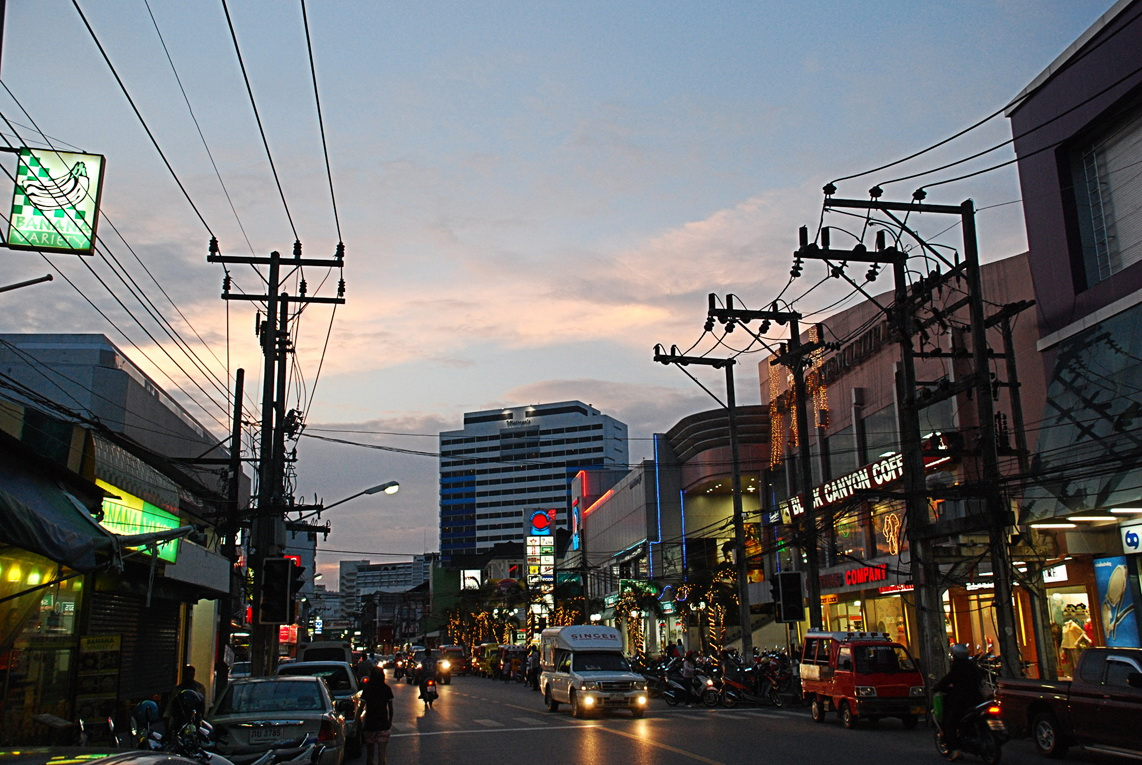
Пхукет
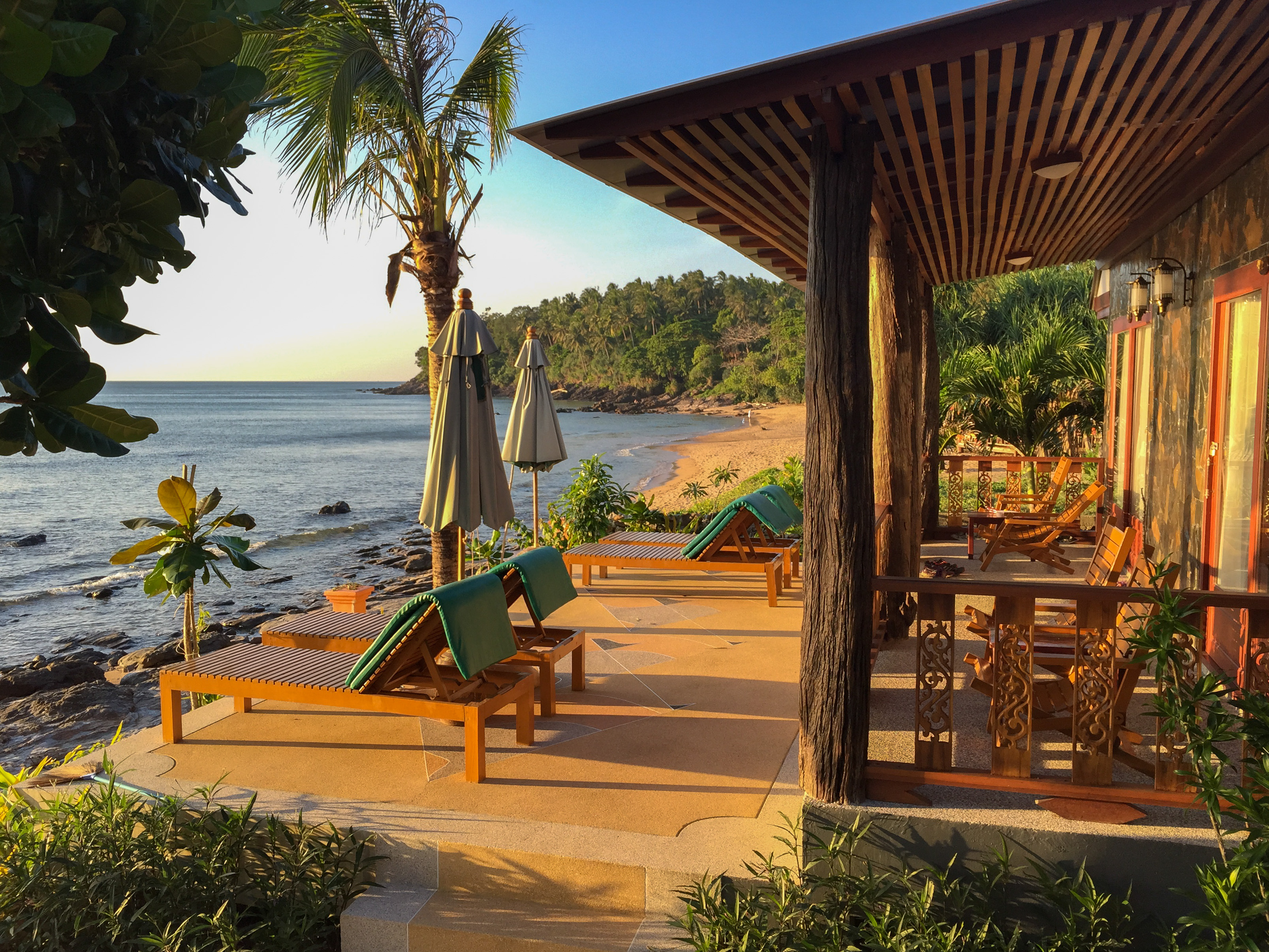
Бунгало
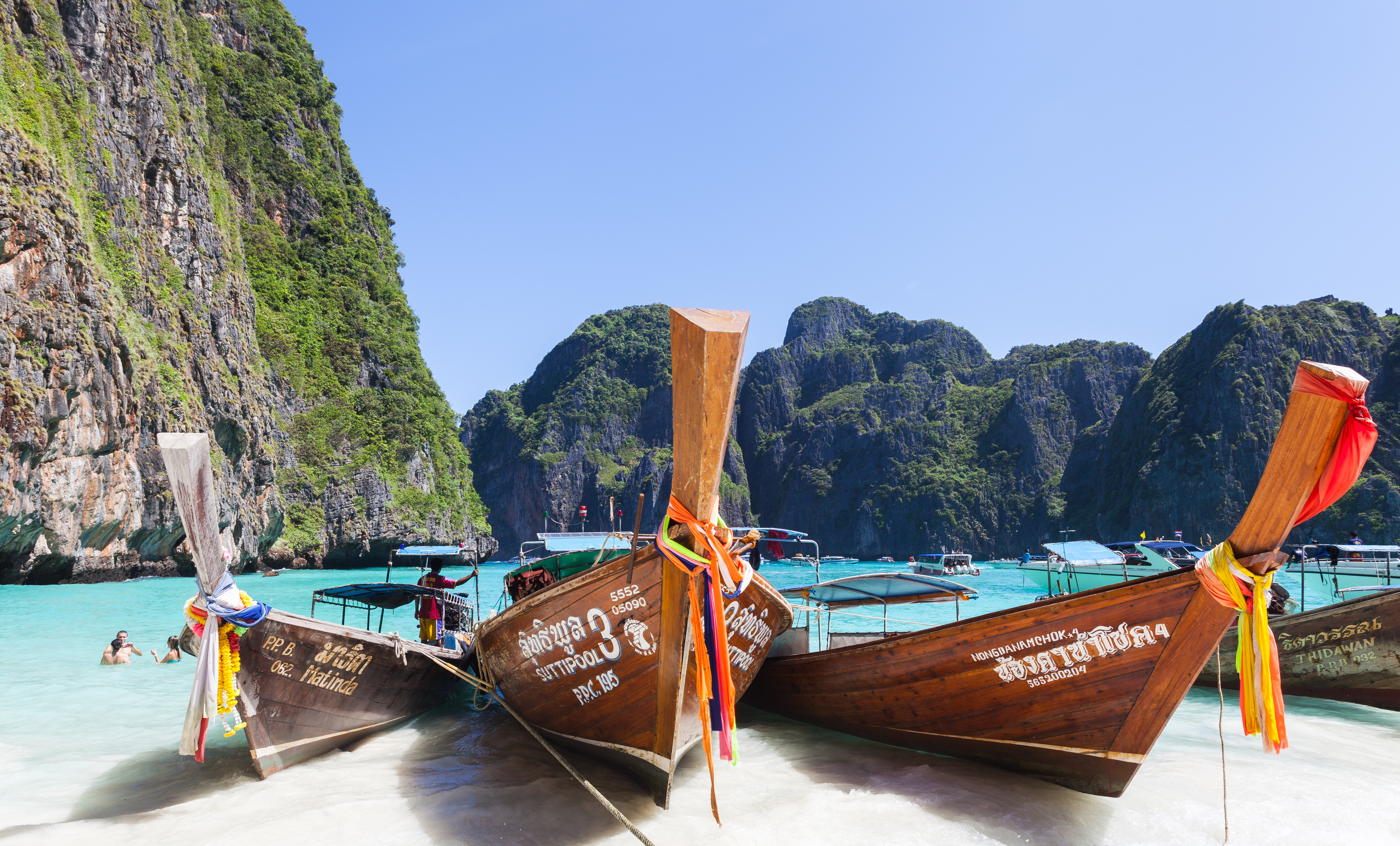
На островах Пхіпхі

Малайський порт Джорджтаун, населений переважно китайською діаспорою, 2008 року було занесено до списку Світової спадщини ЮНЕСКО. Чотири ділянки морського узбережжя в Таїланді також запропоновано занести до списку.

## Дослідження
Попри довгу історію людського господарювання в Андаманському морі, наукове дослідження його ресурсів є й досі недостатнім. У XX столітті південну частину моря досліджувала данська експедиція 1928—1930 років на судні «Дана», що пройшла тропічними водами усіх океанів. У 1950—1952 роках данці продовжили свої дослідження біології тропічних морів на судні «Галатея». Під час Індоокеанської міжнародної експедиції Андаманське море докладно досліджували ряд океанографічних суден: в 1959—1960 роках французьке «Жанна д'Арк»; в 1962—1963 роках — американські «Антон Браун» і «Серрано».

## Стихійні лиха
Акваторія Андаманського моря лежить на шляху проходження потужних тропічних циклонів, що можуть припиняти транспортне сполучення, активну господарську діяльність, викликати значні руйнування інфраструктури, численні людські жертви. Одним з таких катастрофічних циклонів був Наргіс, що в травні 2008 року обрушився на М'янму. Внаслідок його дії загинуло більше 138 тис. осіб, постраждало й залишилось без даху над головою 1,5 млн осіб, нанесено збитків у розмірі 10 млрд американських доларів. МНС України 4 червня 2008 року власним літаком доправило 40 тонн гуманітарної допомоги постраждалим.

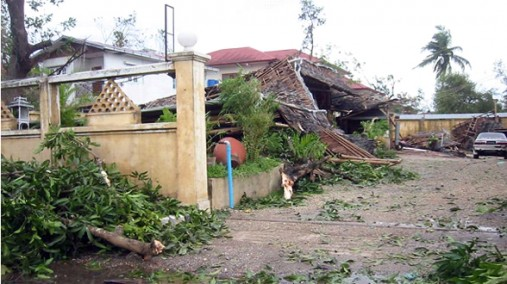
Наслідки циклону Наргіс
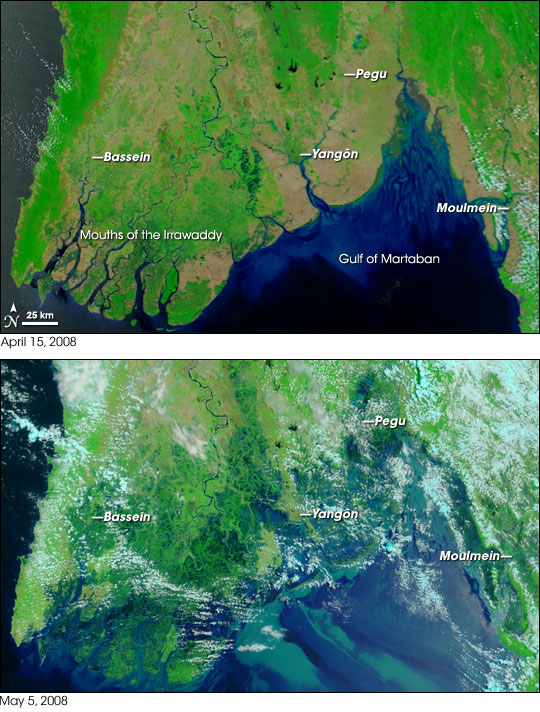
Затоплені ділянки суходолу циклоном Наргіс
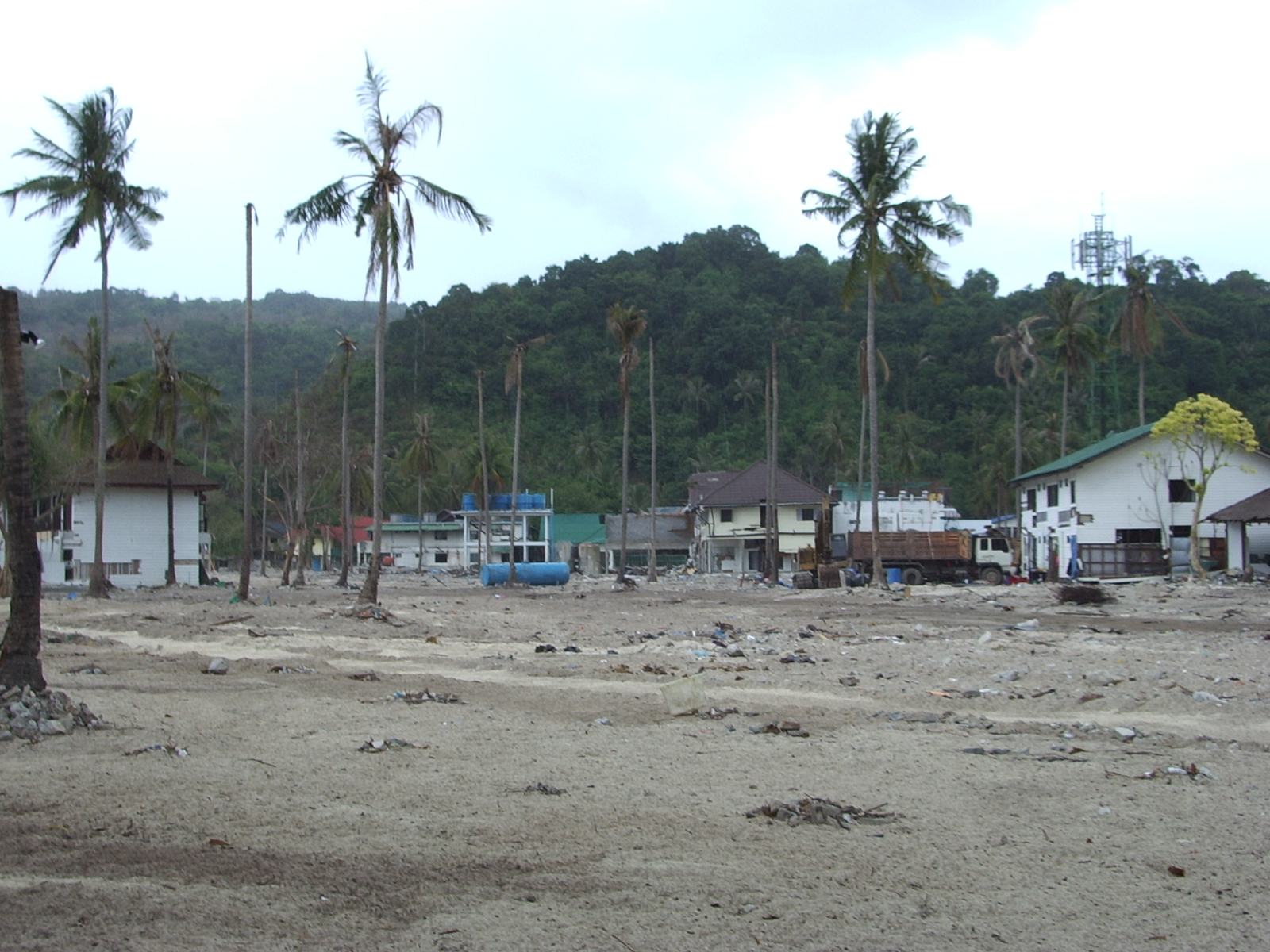
Таїландське узбережжя після цунамі 2004 року
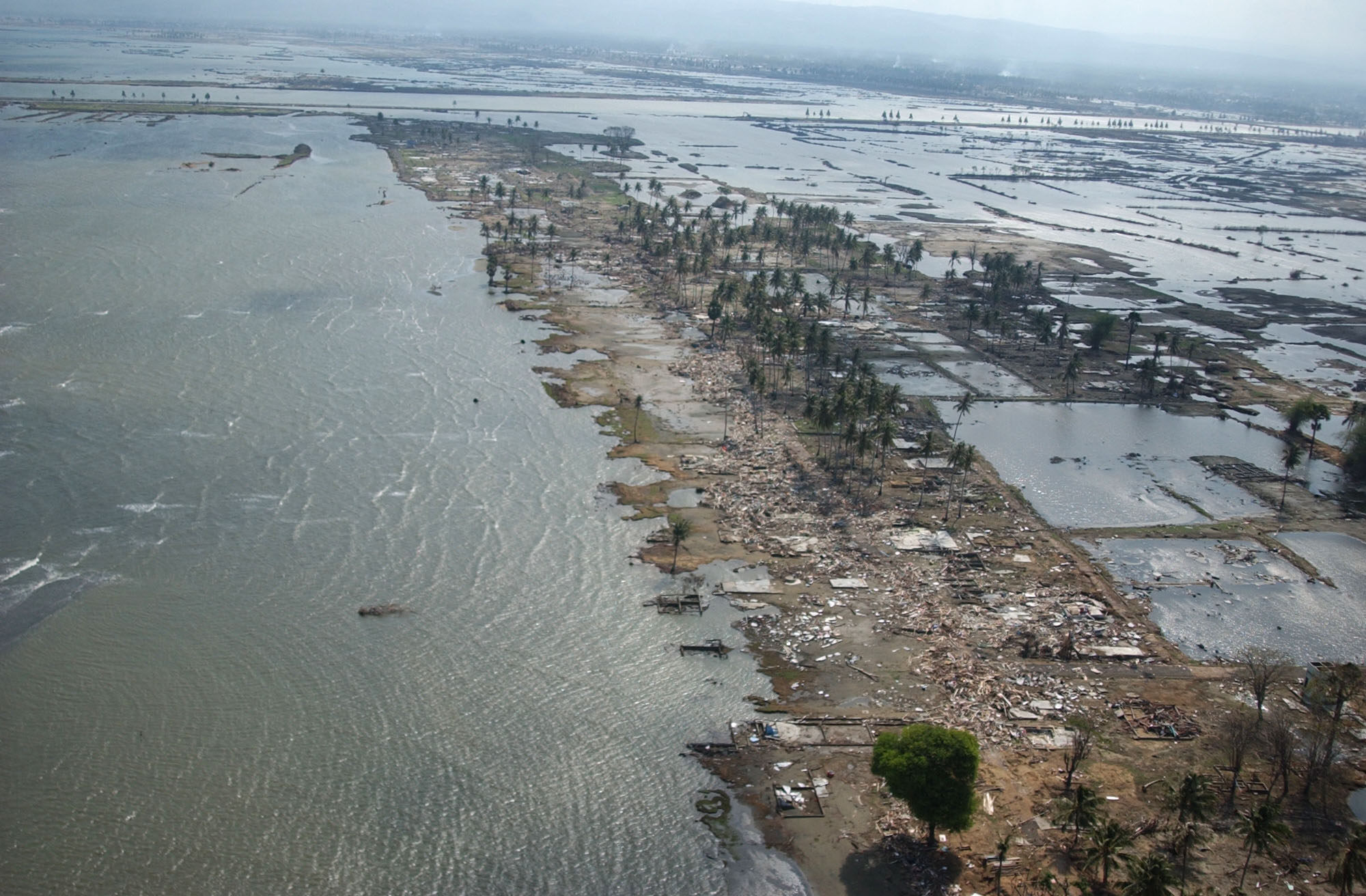
Банда-Ачех після цунамі 2004 року

У 2004 році сильний землетрус магнітудою 9,1 балів біля західного узбережжя Суматри викликав велике цунамі, яке захлеснуло прибережні райони всього Андаманського моря. Після чого відбулася серія афтершоків дугою Андаманських і Нікобарських островів. Внаслідок катастрофи зазнали руйнування прибережні біотопи, була пошкоджена риболовецька й туристська інфраструктури.
2014 року в південній акваторії моря проводились міжнародні пошукові роботи зниклого літака Боїнг 777 рейсу MH370 з Куала-Лампура до Пекіна малайзійської авіакомпанії Malaysia Airlines.

## Екологія і охорона природи

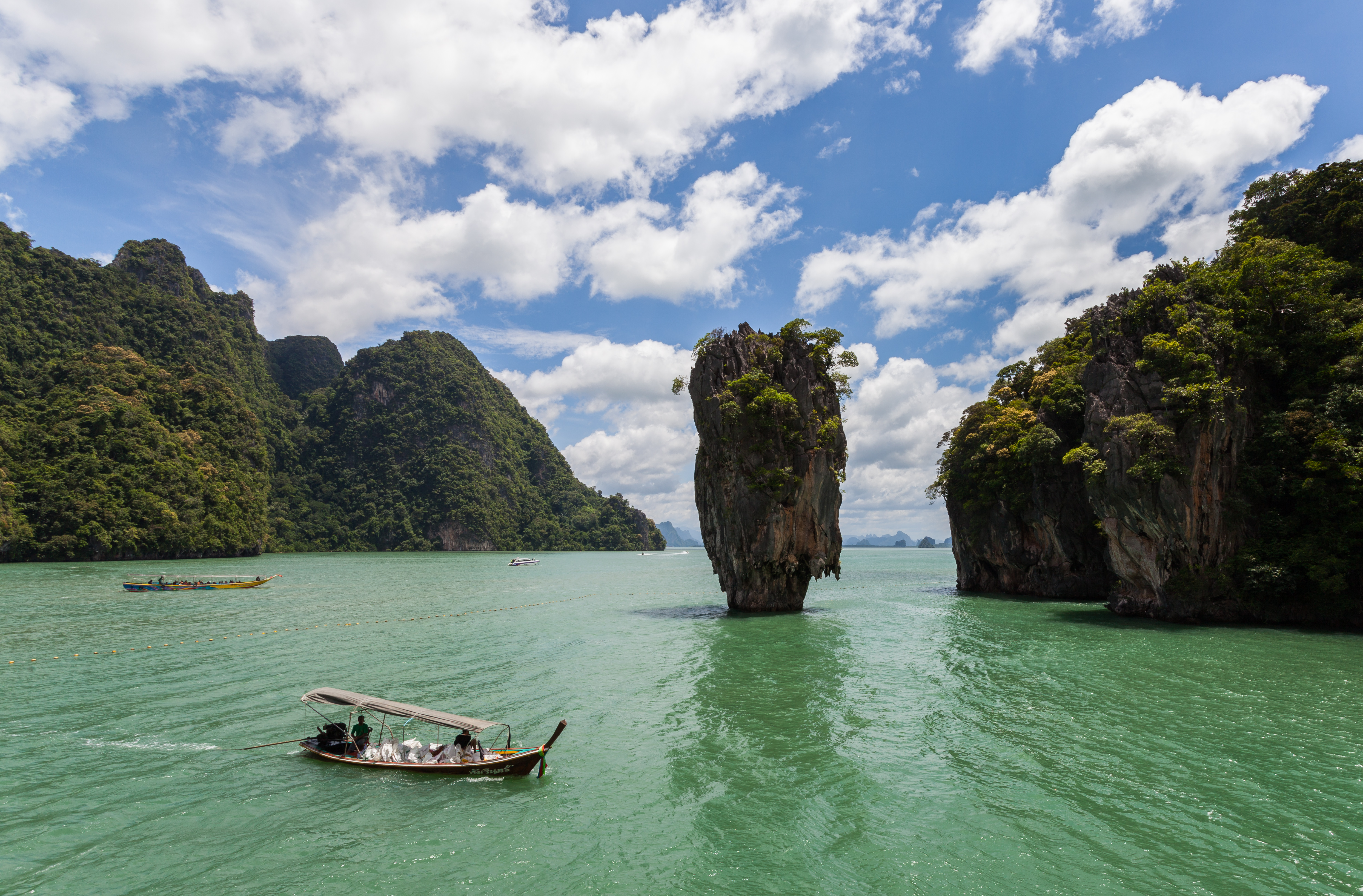
Ко Тапу, національний парк Ао Фанг Нга

Головні екологічні проблеми Андаманського моря:
- забруднення поверхні моря вуглеводнями й сміттям у зв'язку із збільшенням навантаження транспортних шляхів;
- збільшення вилову риби й морепродуктів, зведення мангрових лісів під сільгоспугіддя у зв'язку із збільшенням народонаселення в акваторії моря[29].

Однією з проблем останнього часу повстав масовий приплив мігрантів з перенаселених Бангладеш і Шрі-Ланки на індійські острови. Ліси зводяться заради сільського господарства і житлового будівництва, заради деревини як повсякденного пального для приготування їжі. Розвиток туризму та рекреації додатково навантажують природні ресурси цього регіону.
Великі морські ссавці дюгоні, полювання на яких заради жиру й шкіри було поширене у водах Андаманського моря, занесені до Червоної книги й узяті під державну охорону. Полювання на них тепер дозволене тільки місцевому аборигенному населенню прибережних островів.
Зареєстровані факти знебарвлення і загибелі коралових рифів в акваторії моря через підвищення температури води.
Значна частина тайських мангрових лісів в Андаманському морі була знищена заради розведення креветок (Palaemonetes). Мангрові зарості вздовж усього узбережжя були значно пошкоджені в результаті катастрофічного цунамі 2004 року. Після чого вони лише частково відновились, людська господарська діяльність заважає їхньому повному відновленню.
Підводні луки водоростей зазнають негативного впливу від людської діяльності (стічні води, тралення, драговий вилов бентосних організмів, розведення креветок). Від цунамі 2004 року постраждало 3,5 % заростей водоростей в тайських водах, переважно через засипання піском, мулом з узбережжя.
Заради збереження первозданної природи й приваблення більшої кількості туристів на берегах Андаманського моря створено численні національні парки, тільки в Таїланді їх 16.